# Casa de Schönborn
La casa de Schönborn (/ˈʃøːnbɔrn/) es una antigua familia noble alemana, mediatizada y anteriormente soberana del antiguo Sacro Imperio Romano Germánico.
La familia de los condes de Schönborn es originaria de Rheingau y la cordillera del Taunus. Desde 1661 la familia ocupó el dominio de Heusenstamm, en el sur de Hesse, y desde 1671 el dominio feudal de Reichelsberg, en Wurzburgo. Desde 1701, los Schönborn gobernaron el dominio de Wiesentheid en la Baja Franconia, lo que les dio acceso a la alta nobleza. Al mismo tiempo que Wiesentheid, la familia poseía por herencia propiedades en Estiria y Carintia y poco después por compras en la Baja Austria, desde 1726 también en Hungría y hacia finales del siglo XVIII en Bohemia.
Varios miembros de la familia han ocupado altos cargos de la Iglesia católica romana y del Sacro Imperio a lo largo de los siglos, siendo obispos, príncipes obispos, cardenales y príncipes electores. Además de que varios miembros de la familia han sido elegidos gobernantes de principados eclesiásticos —electorados de Maguncia y Tréveris y obispados principescos de Bamberg, Espira, Wurzburgo y Worms— la familia poseía un feudo en Franconia que tuvo la inmediación imperial como condado dentro del Sacro Imperio, el estado de Schönborn.
La casa de Schönborn, especialmente sus prelados gobernantes de la Iglesia católica romana, estuvieron entre los constructores más importantes de la arquitectura barroca del sur de Alemania. La familia dio el nombre de Schönbornzeit (Edad de los Schönborn) a una era (1642-1756), a veces recordada con nostalgia en la conciencia popular como una era de prosperidad. Hoy en día, el término Schönbornzeit denota un estilo particular del barroco renano y franconio. En particular, la construcción de la Residencia de Wurzburgo pertenece a esta época..

## Historia

### Origen
La familia tiene su origen en una línea de ministros que ya antes de 1180 pertenecían a la caballería renana. La patria ancestral de la familia estaba en Rheingau (Hintertaunus occidental) e Hintertaunus oriental. El apellido deriva de la ciudad de Schönborn, cerca de Limburg an der Lahn, en el condado de Katzenelnbogen. Una fuente secundaria de alrededor de 1670, sin pruebas documentales, dice que el primer portador conocido de este nombre fue un caballero llamado  Eucharius von Schönborn, que habría vivido a mediados del siglo XII. La familia aparece por primera vez atestiguada  en un feudo en 1275 con  H. von Sconenburne. Es posible que los primeros antepasados de la familia fueran vasallos de los señores de Schaumburg, pero el león en su escudo de armas también sugiere una conexión con los condes de Diez de quienes también podrían haber sido vasallos.

### Posesiones tempranas
A finales del siglo XIV, la familia Schönborn se había dividido en tres líneas, de las cuales la "Stroß" desapareció pronto. La línea más antigua o rama mayor conservó la sede ancestral de Schönborn (cerca de Katzenelnbogen) y, como feudo más importante, Burgschwalbach, donde ocupaban el cargo de Burgmann, con el palacio oficial de Katzenelnbog, un castillo construido entre 1354 y 1371 por el conde Eberhard V de Katzenelnbogen. Gilbrecht de Schönborn fue mencionado allí en 1373. También regían como Burgmann Burg Schwalbach y Hahnstätten, en condado de Nassau. Sus familiares aparecen varias veces como titulares de cargos en los condados de Katzenelnbogen y Kurmainz. Además, ya habían tenido algunos dignatarios eclesiásticos: varios abades, un gran alguacil de la Orden de San Juan de los Caballeros Hospitalarios y, desde el siglo XVI, canónigos en Tréveris y Maguncia. 
La tercera línea estaba centrada en su propiedad en Westerwald. Los Westerwald Schönborn estaban al servicio del señorío de Westerburg, del electorado de Trier, de Kurmainz, de Nassau-Weilburg y del condado de Wied. Se formaron dos sublíneas de Westerwald en Laubuseschbach y en Freienfels. Numerosos documentos prueban las estrechas conexiones entre las dos líneas supervivientes, que continuaron hasta que la línea más antigua, la de Hahnstätter, con el canónigo de Maguncia Friedrich Georg expiró en 1640.
En el siglo XVI, muchos hijos menores de la familia se convirtieron en Domherren (canónigos), lo que llevó a la extinción de ambas ramas, con la excepción de una línea lateral de la rama más joven que había recibido los feudos de Freienfels (cerca de Weinbach) y de Eschbach (cerca de Weilmünster).

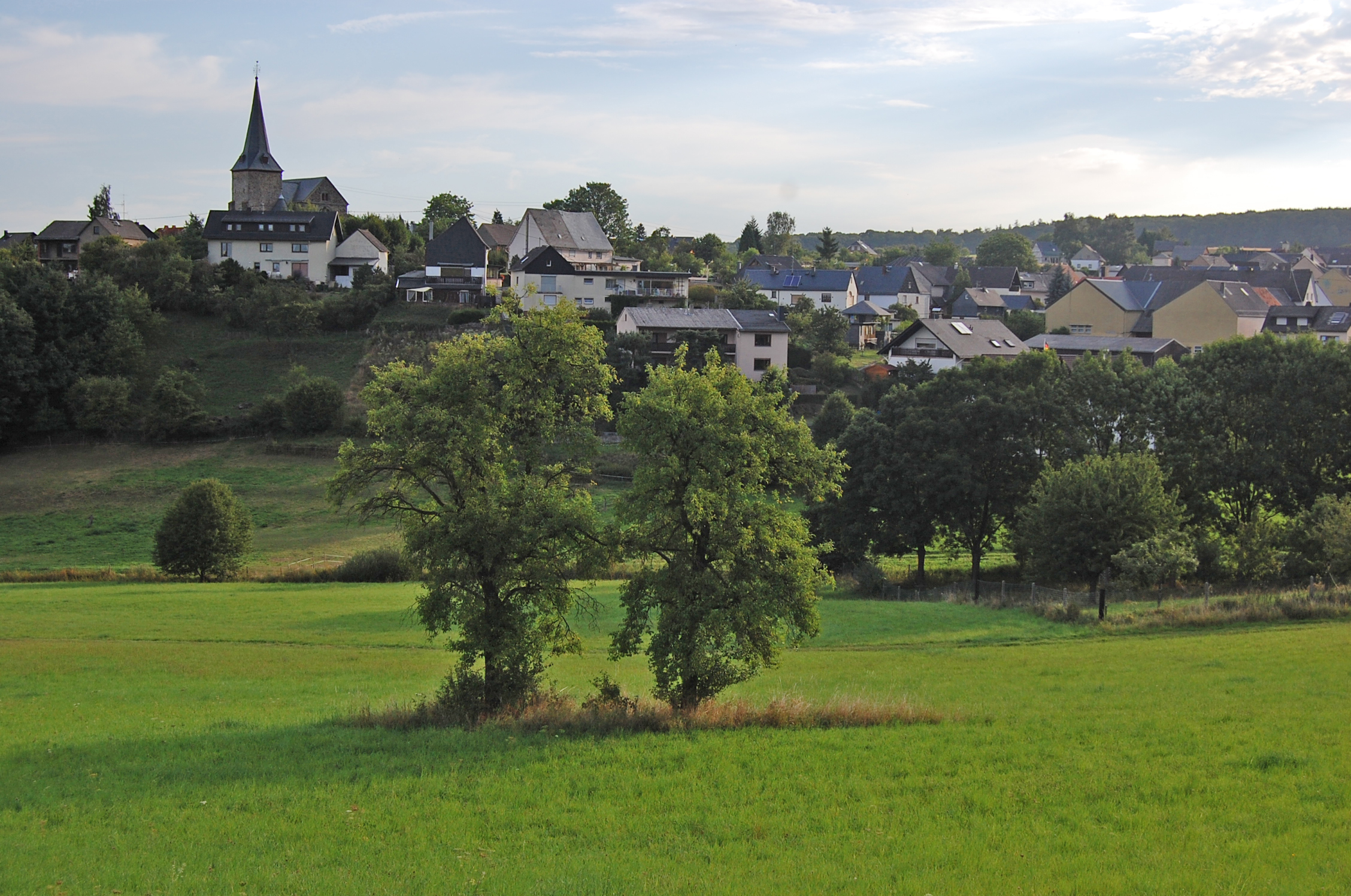
Schönborn
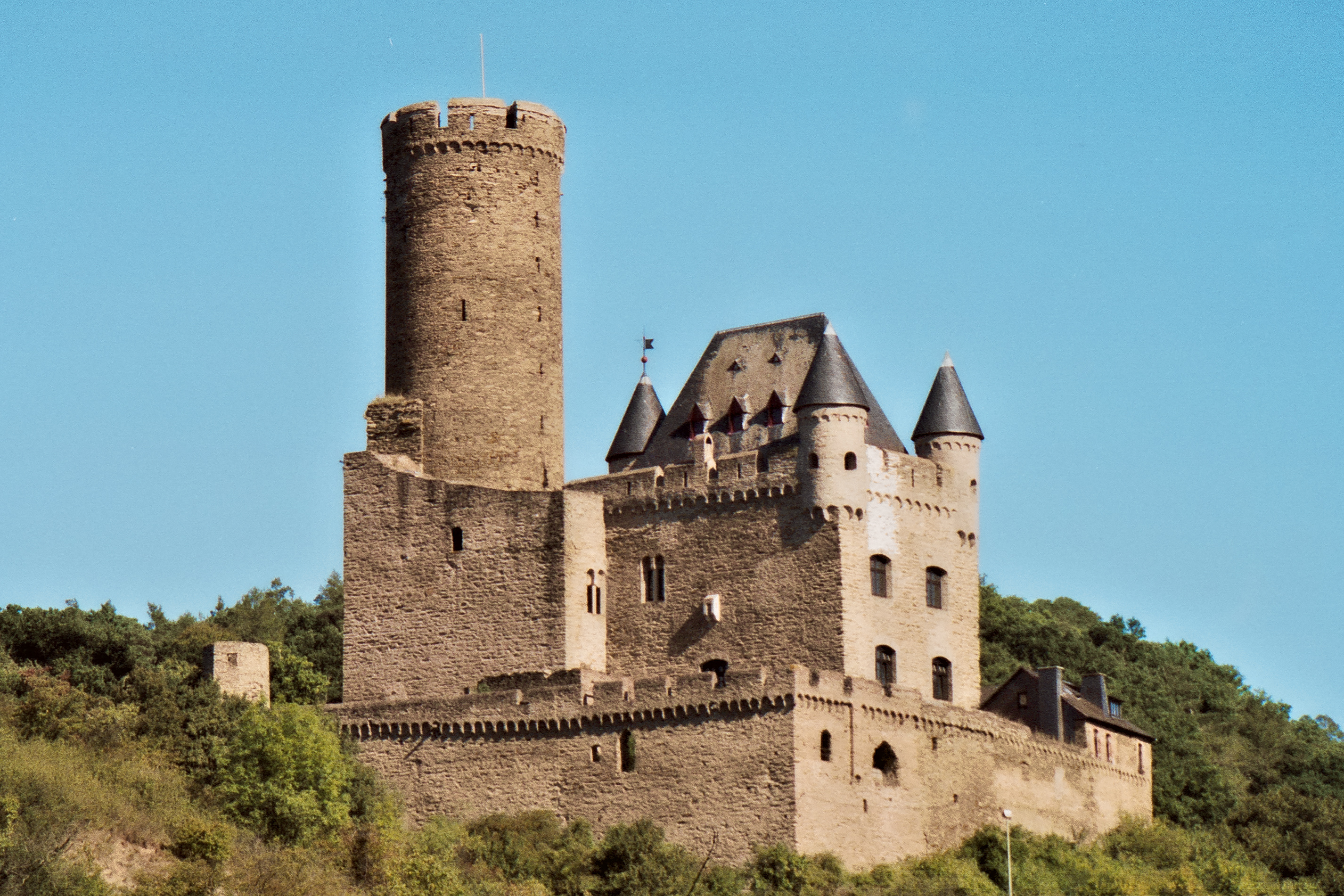
Burgschwalbach
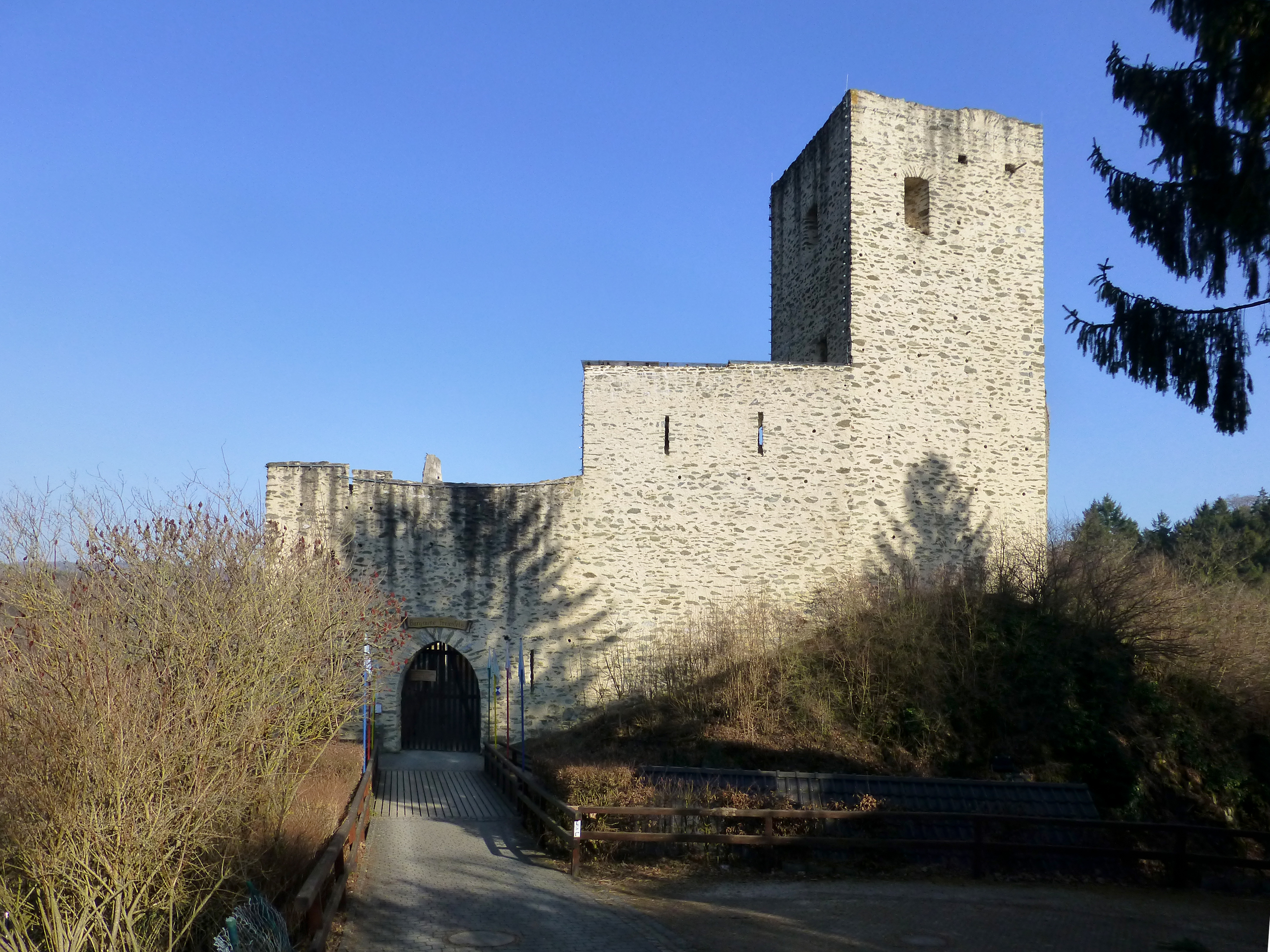
Freienfels
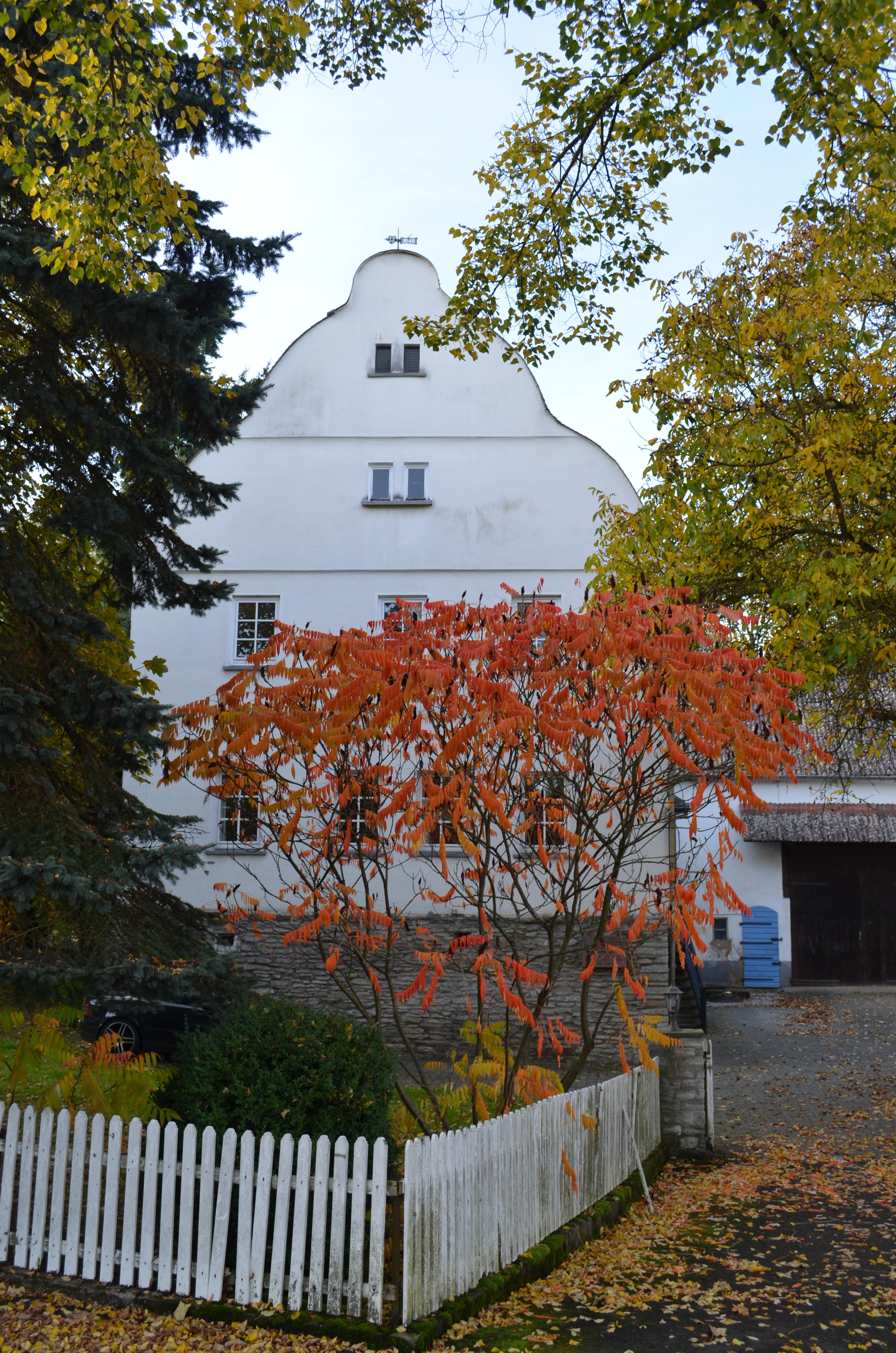
Eschbach

### Difusión y ascenso

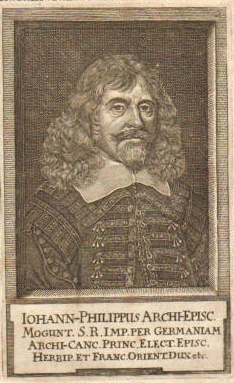
Arzobispo Johann Philipp von Schönborn (1605-1673), llevó al poder a la familia Schönborn

La familia Schönborn vivió en su lugar de origen hasta mediados del siglo XVII. En ese momento, la Reforma se estaba extendiendo en el Hintertaunus, mientras que muchos miembros de la familia seguían siendo católicos romanos, ya que los Schönborn, como nobles, tradicionalmente alojaban a sus hijos menores en los cabildos catedralicios. 
Johann Philipp von Schönborn (1605-1673) de Eschbach, hijo de un noble menor al servicio de los entonces condes luteranos de Wied, se convirtió en sacerdote católico en los tiempos empobrecidos de la guerra de los Treinta Años. Fue admitido como canónigo menor por el capítulo catedralicio de Wurzburgo. En ese momento, la familia estaba formada únicamente por su hermano y él mismo. Ellos dos llevaron a la familia al poder y la fama, fundando nuevas ramas que llegarían a ser ampliamente conocidas en toda Europa.
Johann Philipp se convirtió en sacerdote en la catedral de Wurzburgo a la edad de 16 años, fue trasladado a la catedral de Maguncia en 1625 y a la catedral de Worms en 1630. Se convirtió en preboste y, en 1642, fue elegido príncipe-obispo de Wurzburgo. Su despiadada persecución de la Contrarreforma eliminó el luteranismo del territorio que controlaba. Sus habilidades diplomáticas lo convirtieron en un importante mediador durante las negociaciones de los congresos de paz de Munster y Osnabrück que pusieron fin a la guerra de los Treinta Años en 1648. Como resultado, en 1647 fue elegido además arzobispo de Maguncia y, por tanto, también gobernante del electorado de Maguncia y archicanciller.del Sacro Imperio Romano Germánico. En 1663 también recibió el obispado principesco de Worms. Fue un administrador eficaz de sus principados y pudo lograr la recuperación económica. Fortificó la ciudad de Maguncia y fundó hospitales y escuelas secundarias. Su corte fue un centro de la política alemana en la posguerra. Johann Philipp fue el primero de seis miembros de la familia Schönborn que, a lo largo de más de tres generaciones, gobernarían ocho de los principados eclesiásticos más prestigiosos del Sacro Imperio Romano.
Su hermano Philipp Erwein von Schönborn (1607-1668) también abandonó su tierra natal y fue nombrado por su hermano  Vogt  (magistrado superior) en Steinheim, en el electorado de Maguncia. A través de herencia, compra y feudo adquirió tierras y bienes a ambos lados del Rin, en el Meno y en el Taunus, incluido el castillo de Gaibach en 1650 y de Geisenheim en 1654. En 1661 compró el dominio de Heusenstamm, donde construyó un nuevo castillo, con las propiedades asociadas en Wetterau. En 1663, él, y todos sus descendientes, fue nombrado barón por el emperador Leopoldo I. Al mismo tiempo se le concedió el gran Palatinado y amplios privilegios. Su hermano también lo nombró benefactor del arzobispado de Maguncia y administrador heredero del obispado de Würzburg. También ocupó los títulos de Consejero de la Corte Imperial y Consejero Privado Electoral de Maguncia. En 1671, la familia fue admitida en el Círculo de Caballeros de Franconia debido al gobierno de Reichelsberg. Así, la familia cambió su foco de sus regiones de origen, que se habían vuelto predominantemente protestantes, hacia los principados eclesiásticos católicos del imperio. En 1635, Philipp Erwein se casó con Maria Ursula von Greiffenclau-Vollraths (pariente cercana del ya fallecido elector-arzobispo de Maguncia Georg Friedrich von Greiffenclau zu Vollrads (1573-1629)), con quien tuvo 12 hijos, entre ellos Lothar Franz, quien se convirtió en elector y arzobispo de Maguncia en 1695, y Melchior Friedrich Graf von Schönborn-Buchheim. Melchior Friedrich (1644-1717) heredó la propiedad de Heusenstamm. Fue consejero privado imperial y electoral de Maguncia y vicedomus de Aschaffenburg; casado con Sophie Freiin von Boineburg, vivió en el Schönborner Hof en Aschaffenburg. Melchor adquirió el feudo de Reichelsburg (cerca de Aub) del príncipe-obispo de Wurzburgo en 1671, lo que le dio acceso al Círculo de Franconia de los Caballeros Imperiales.

### Historia posterior

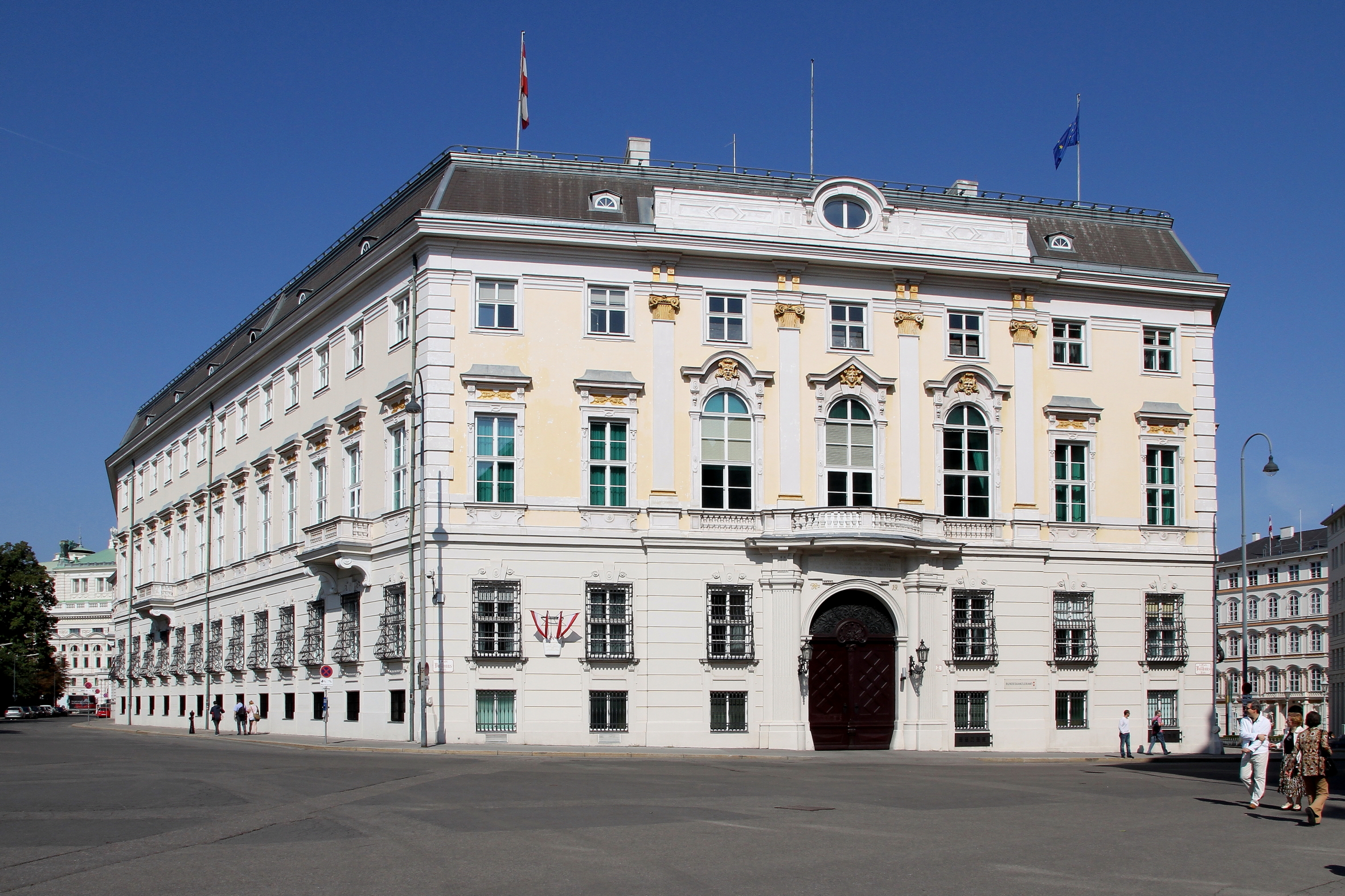
Edificio de la Cancillería secreta de la corte de Viena, construido en 1717-1719 por Johann Lukas von Hildebrandt bajo el vicecanciller imperial Friedrich Karl von Schönborn

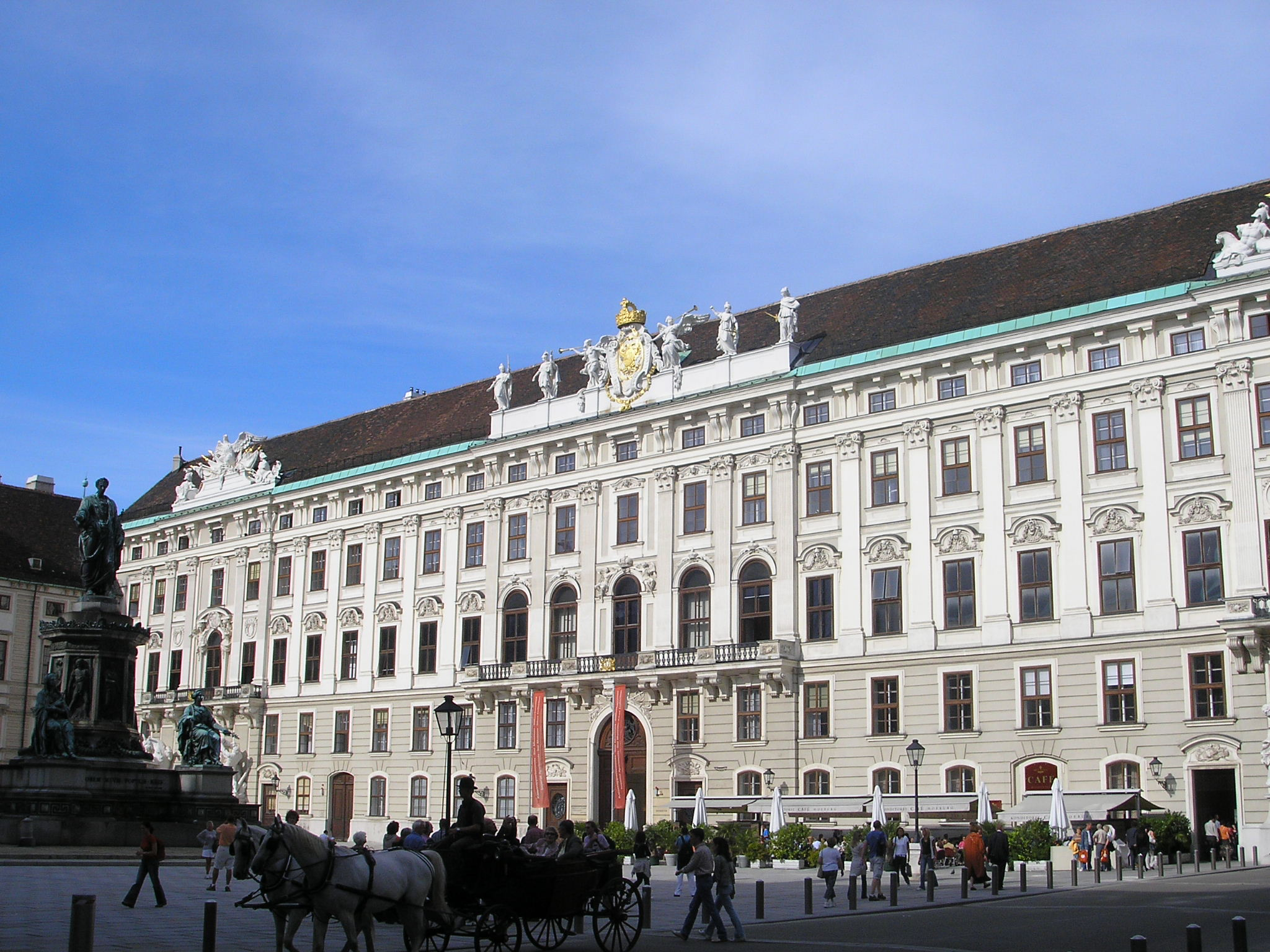
Edificio de la Cancillería de la Corte Imperial, un ala del Wiener Hofburg, construido en 1723-1730 también por von Hildebrandt bajo ¡Friedrich Karl

El hijo de Philip Erwein, Lothar Franz von Schönborn (1655-1729) también se convirtió en príncipe-obispo de Wurzburgo en 1693 y en arzobispo elector de Maguncia en 1695 y como tal, en archicanciller del Imperio, desempeñando un papel importante en la política imperial. Fue uno de los apoyos fiables del emperador Carlos VI, a quien había coelegido y también coronado en 1711. Cuando en 1726 el emperador Carlos VI, emperador del Sacro Imperio Romano Germánico reprimió el levantamiento del príncipe magiar Francisco II Rákóczi en el reino de Hungría ese mismo año, confiscó sus tierras alrededor del castillo de Palanok, con las ciudades de Mukacheve, Chynadiyovo y 200 aldeas con una superficie total de 2400 km² (hoy parte de Ucrania ) y se los entregó a Lothar Franz, que le había ayudado enviando su regimiento de Schönborn desde Maguncia y el regimiento de Wolfskehl desde Wurzburgo al frente húngaro, lo que contribuyó decisivamente a la victoria. Lothar Franz quería volver a cultivar el país destruido por la guerra y solicitó tentadoras ofertas a los colonos de Franconia. Era una de las mayores propiedades de Europa del Este y permaneció en posesión de la familia hasta el siglo XX.
Uno de los hijos de Melchor, Rudolf Franz Erwein von Schönborn (1677-1754), heredero de Gaibach y del palacio de Aschaffenburg, a través de su matrimonio en 1701 con Eleonore von Hatzfeld, su prima y viuda del conde von Dernbach, adquirió un pequeño estado imperial que la condesa había heredado de su primer marido, el Herrschaft (condado) de Wiesentheid en la Baja Franconia (hasta hoy propiedad de la familia), así como el dominio de Arnfels en Estiria (hasta 1912) y el dominio de Waldenstein en Carintia (hasta 1803) al Schönborn. Así, la familia obtuvo por primera vez la inmediación imperial, y desde entonces los condes de Schönborn llevan el prefijo Erlaucht (Alteza Ilustre). Melchor luego compró algunas propiedades más en Austria en 1710, Göllersdorf con Mühlberg y Aspersdorf en la Baja Austria, de los condes de Buchheim. En 1717, su propiedad se dividió en los estados de Schönborn-Wiesentheid y Schönborn-Heusenstamm, ambos conservando su Inmediación. Heusenstamm fue heredado por Schönborn-Wiesentheid en 1801. El estado de Schönborn-Wiesentheid fue mediatizado en 1806.
El hermano menor de Rudolf, Anselm Franz (1681-1726), heredó la propiedad de Heusenstamm, que a principios del siglo XIX pasó de sus descendientes a la rama de Wiesentheid. Los otros cuatro hijos de Melchior Friedrich se convirtieron en príncipes-obispos con grandes fuentes de ingresos: Johann Philipp, en Würzburg, Friedrich Karl, en Würzburg y Bamberg, Franz Georg, en Trier y Worms, y Damian Hugo, en Speyer y Konstanz.
Friedrich Karl von Schönborn pasó la mayor parte de su vida en Viena, donde su tío Lothar Franz lo nombró vicecanciller del Reich y donde ejerció una influencia considerable en la corte, incluso después de ser elegido príncipe-obispo de Bamberg y de Wurzburgo. También trabajó como constructor en Viena y adquirió varios palacios y propiedades, incluidos en 1710 los dominios de Göllersdorf , Mühlberg y Aspersdorf (con los que inicialmente su padre recibió feudo nominal) de los condes de Puchheim (o Buchheim), que pronto se extinguieron. Posteriormente, y en 1714, el gobierno de Weyerburg. La familia fue luego admitida en la nobleza austriaca. En 1727 heredó de su tío Lothar Franz el castillo de Pommersfelden y las posesiones húngaras. Sin embargo, no logró ser elegido sucesor del arzobispo elector de Maguncia.

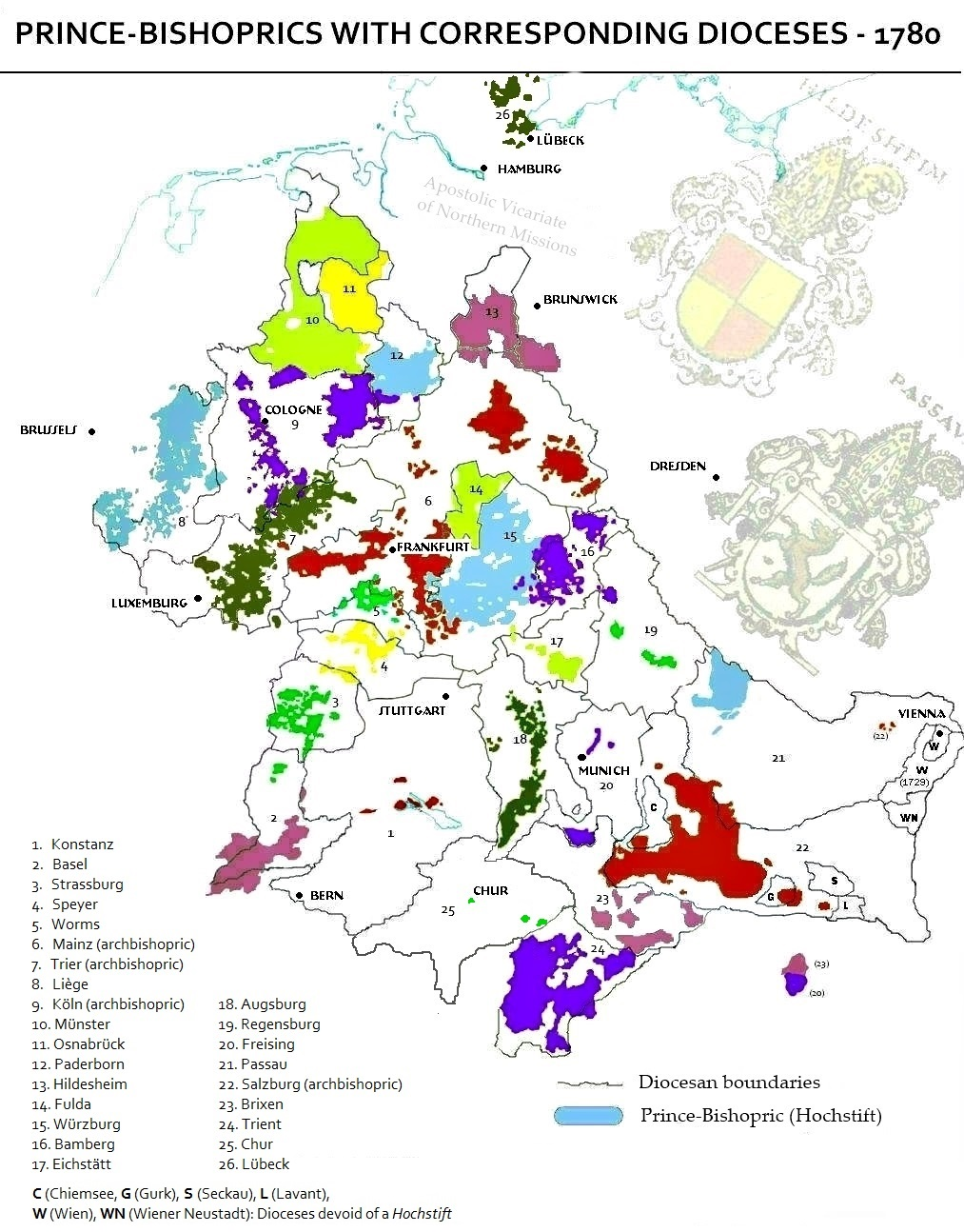
Tierras eclesiásticas en el Sacro Imperio Romano Germánico, 1780

La familia ganó una gran influencia durante varias generaciones en la Iglesia católica. En 1743, miembros de la familia gobernaban los siguientes estados, todos ellos obispados principescos soberanos dentro del Sacro Imperio Romano Germánico: Bamberg, Wurzburgo, Konstanz, Espira, Worms y Tréveris, mientras que la archidiócesis y el electorado de Maguncia (y, por tanto, la archicancillería de Alemania, un cargo que habían ocupado dos Schönborn poco antes) los ocupaba un pariente cercano, Johann Friedrich Karl von Ostein. No sólo estaban bajo su control partes importantes del sur de Alemania, sino también regiones bastante ricas. Los Schönborn no se limitaron a gobernar estos territorios. Siguieron adelante, durante varias generaciones, con uno de los programas de construcción más ambiciosos del siglo XVIII, que incluía iglesias, monasterios y residencias eclesiásticas, escuelas y hospitales. Nuevamente, en los siglos XIX, XX y XXI, dos Schönborn ascendieron a arzobispos y cardenales.
A finales del siglo XVIII, tres hermanos, bisnietos de Rudolf Franz Erwein, fundaron las tres líneas familiares que aún existen hoy:
- Franz Philipp (1768-1841), fundador de la rama austriaca, Schönborn-Buchheim, que hasta hoy posee las propiedades de Göllersdorf y Weyerburg y el palacio Schönborn-Batthyány en Viena;
- Franz Erwein (1776-1840), fundador de la rama francona (en Baviera), Schönborn-Wiesentheid, que hasta hoy posee los castillos de Wiesentheid, Pommersfelden, Gaibach, Geisenheim y las fincas vinícolas de Hallburg, cerca de Volkach, y Hattenheim, y anteriormente también poseía propiedades en Bohemia; y
- Friedrich (1781-1849), fundador de la rama bohemia, Schönborn, con sede en el palacio de Schönborn (Praga) (1794 a 1918), hoy embajada de Estados Unidos, hasta 1945 en el castillo de Skalka, República Checa.

También en 1794 el conde Hugo Damián de Wiesentheid, etc. adquirió propiedades en Bohemia: Unter-Lukawitz (Dolní Lukavice) con 18 pueblos, Přeštice y Žehrovice con 3 pueblos y Příchovice con 6 pueblos. Como no tuvo hijos, su hermano Klemens (1810-1877), que vivía en Gaibach, continuó la línea Wiesentheid. Los titulares de la línea bohemia también adquirieron el castillo de Skalka en 1796, del que fueron propietarios hasta 1945.

## Gobernantes de Schönborn

### Señores de Schönborn (1385-1663)
- 1385-1416: Gerard
- 1416-1460: Gerard
- 1460-1490: John II
- 1490-1529: John IV
- 1529-1560: George II
- 1560-1589: Philip
- 1589-1613: George IV
- 1613-1668: Philipp Erwein von Schönborn (1607-1668), consejero privado de Maguncia, hermano del arzobispo Johann Philipp, padre del conde Melchior Friedrich y del arzobispo Lothar Franz. Desde 1663 fue barón.

### Barones de Schönborn (1663-1701)
- 1663-1668: Philip Erwin
- 1668-1705: John Erwin, hijo del anterior, que solo contaba con 14 años; desde 1701 conde.

### Condes de Schönborn (1701-1717)
- 1701-1705: John Erwin
- 1705-1717: Melchior Friedrich conde de Schönborn-Buchheim (1644-1717), ministro de Estado para el electorado de Maguncia, padre de los príncipes-obispos Johann Philipp Franz, Friedrich Karl, Franz Georg y Damian Hugo, así como del conde Rudolf Franz.

Dividido entre las lineas Heusenstamm y Wiesentheid.

### Después de la mediatización germana
- Hugo, conde 1772-1817 (1739-1817)[cita requerida]
  - Franz Philipp, conde de Schönborn-Buchheim (1768-1841)
    - Línea Schönborn-Buchheim 

  - Franz Erwein, conde de Schönborn-Wiesentheid (1776-1840)
    - Línea Schönborn-Wiesentheid

  - Friedrich, conde 1817-1849 (1781-1849) Línea Bohemia
    - Erwein, conde 1849-1881 (1812-1881)
      - Karl, conde 1881-1908 (1840-1908)
        - Johann, conde 1908-1912 (1864-1912)
          - Karl Johann, conde 1912-1952 (1890-1952)
            - Hugo-Damian, conde 1952-1979 (1916-1979)
              - Philipp, conde 1979–presente (n. 1943)
              - Conde Christoph, arzobispo de Viena y cardenal (n. 1945)
              - conde Michael (n. 1954)

          - conde Heinrich (1910-1991)
            - conde Alexander (n. 1938)
              - conde Damian (n. 1987)

        - conde Zdenko (1879-1960)
          - conde Zdenko (1917-1993) – hay herederos varones

      - Franziskus von Paula (1844-1899) era un checo católico romano, obispo de České Budějovice y más tarde arzobispo de Praga y cardenal (catolicismo)..

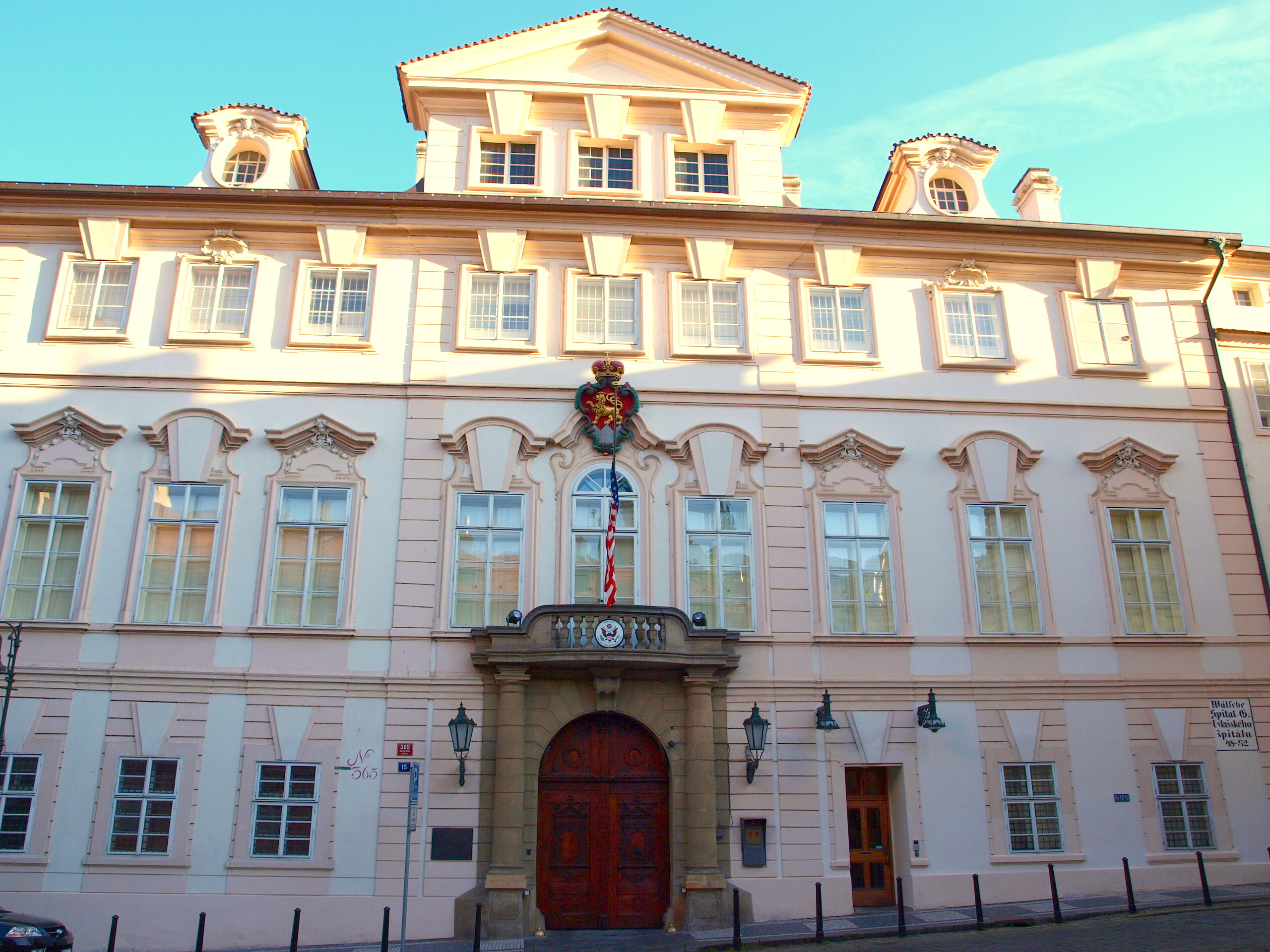
Palacio de Schönborn (Praga) (propiedad de la familia desde 1794 hasta 1918)
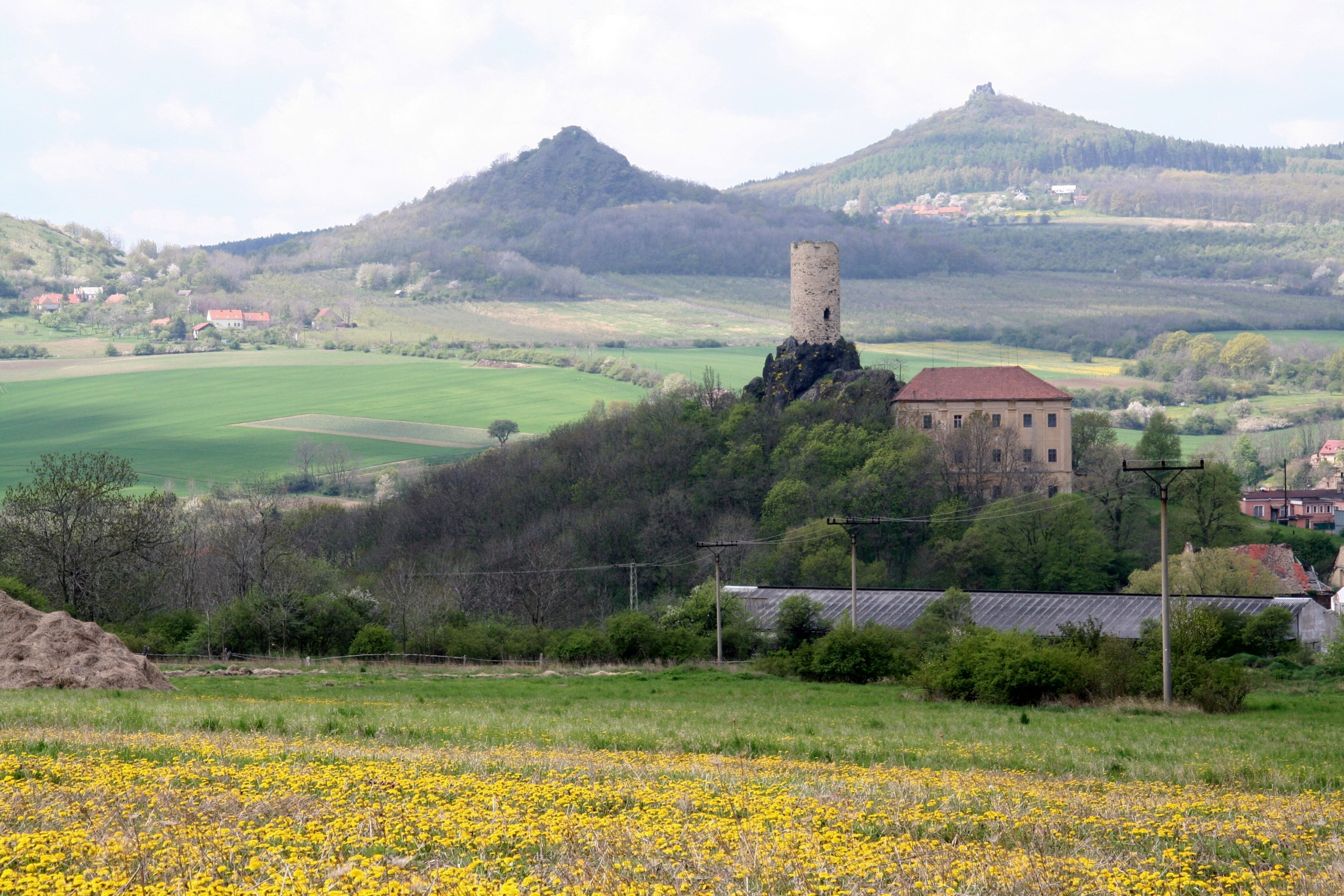
El castillo de Skalka, Bohemia (propiedad de la familia desde 1796 hasta 1945 y lugar de nacimientodel cardenal Christoph Schönborn)
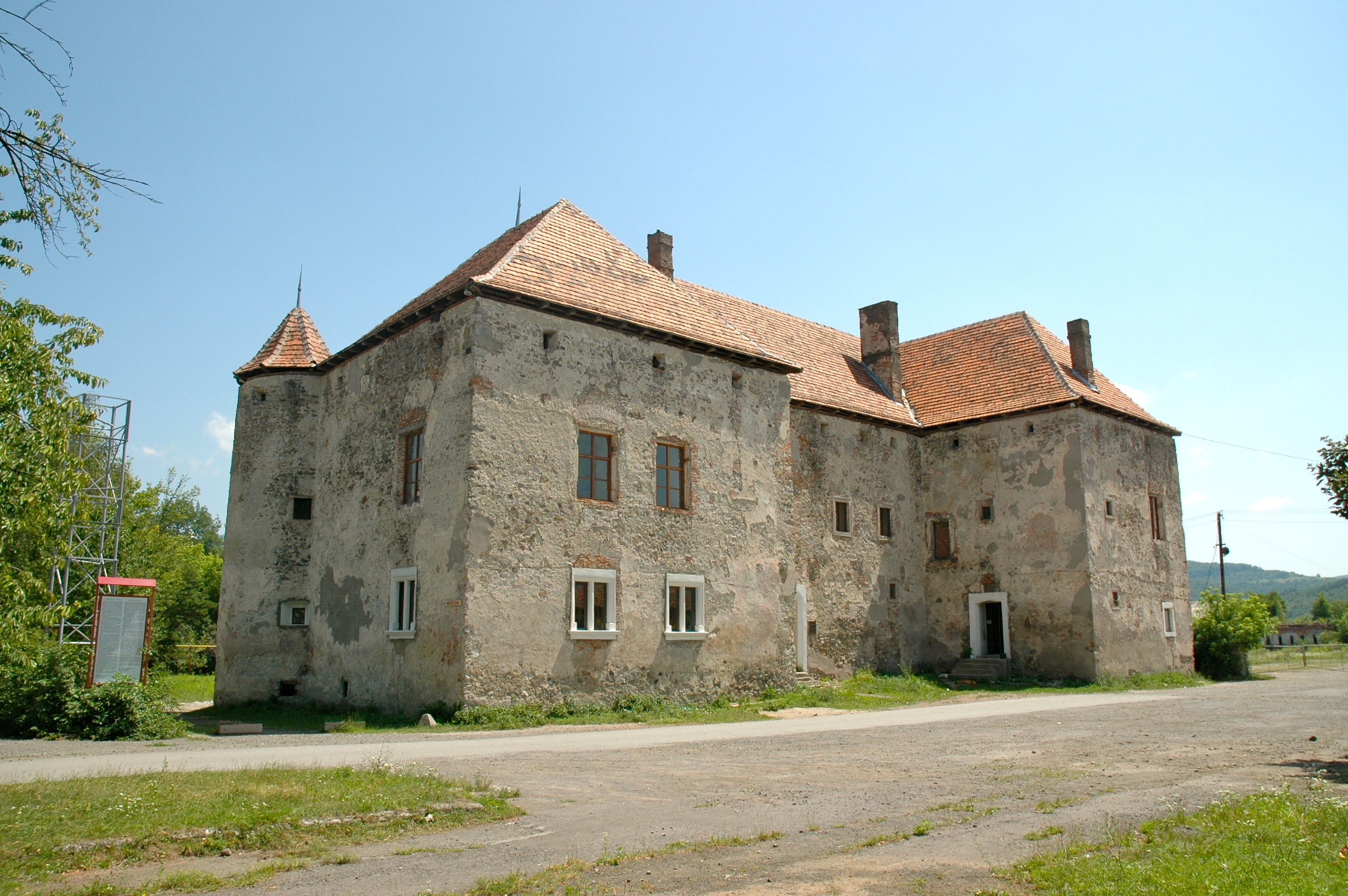
Castillo de Chynadiyovo, Ucrania, regalo en 1726 del emperador Carlos VI a Friederich de Schönborn.

## Condes de Schönborn-Buchheim (Austria)
- Francis George (1682-1756)

### Después de la mediatización germana
- Franz, primer conde 1817-1841 (1768-1841)
  - Erwein, 2.º conde 1841-1844 (1791-1864) – renunció a sus derechos en favor de su hermano en 1844
  - Karl, tercer conde 1844-1854 (1803-1854)
    - Erwein, 4.º conde 1854-1903 (1842-1903)
      - Friedrich Karl, 5.º conde 1903-1932 (1869-1932)
        - Georg 6.º conde 1932-1989 (1906-1989)
          - Friedrich Karl, 7.º conde 1989–presente (n. 1938) ∞ Isabel de Orleans, princesa de Francia
            - Damian, conde hereditario de Schönborn-Buchheim (n. 1965)
            - conde Vinzenz (n. 1966)
              - conde Philipp (n. 2003)
              - conde Clemens (n.2005)
              - conde Alexander (n. 2010)

            - conde Melchior (n. 1977)
              - conde Theodor (n. 2015)

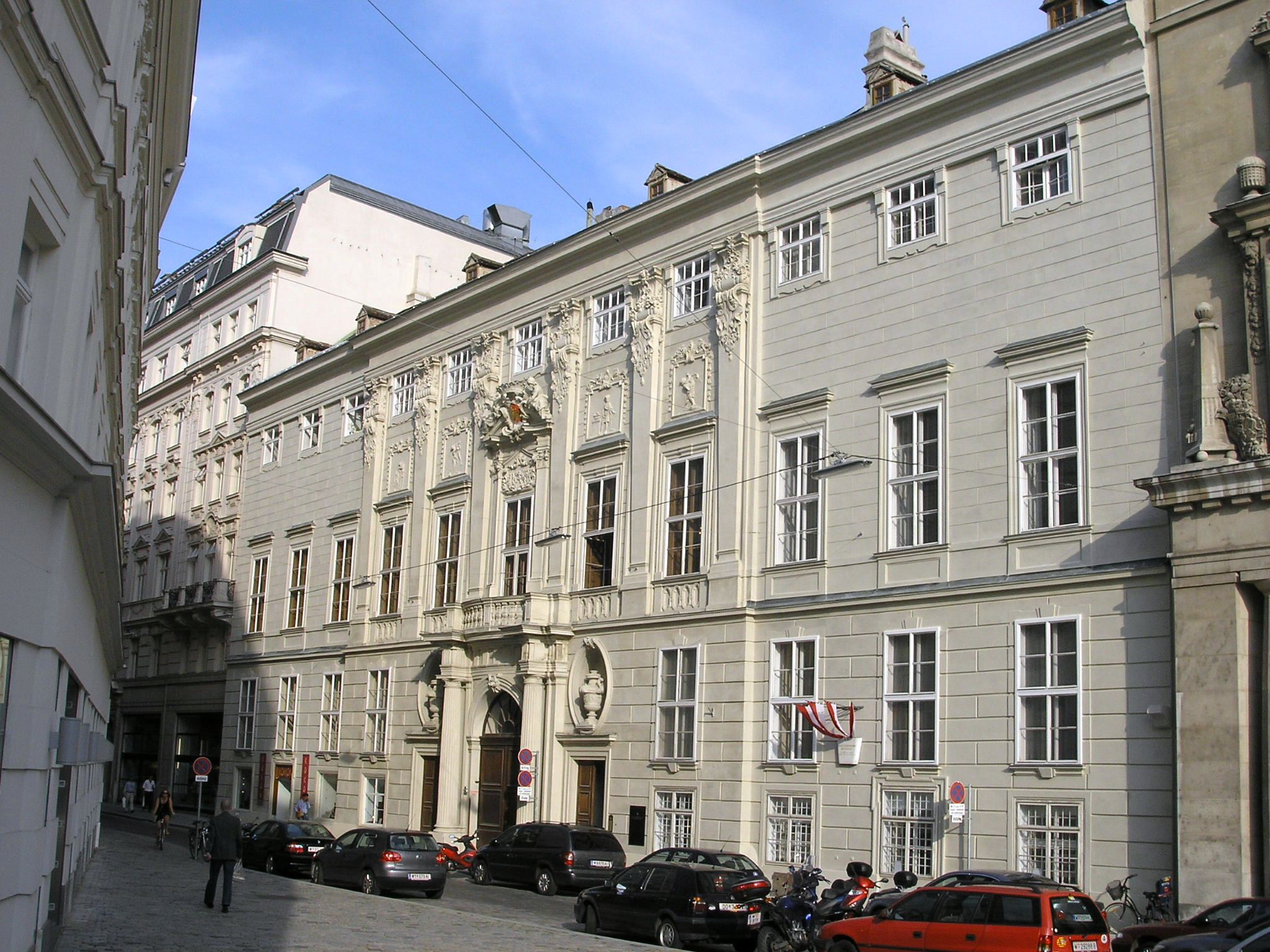
El palacio Schönborn-Batthyány en Viena, obra de Johann Bernhard Fischer von Erlach, 1696-1706), adquirido por la familia en 1740 sigue siendo hoy día propiedad de los condes de Schönborn-Buchheim
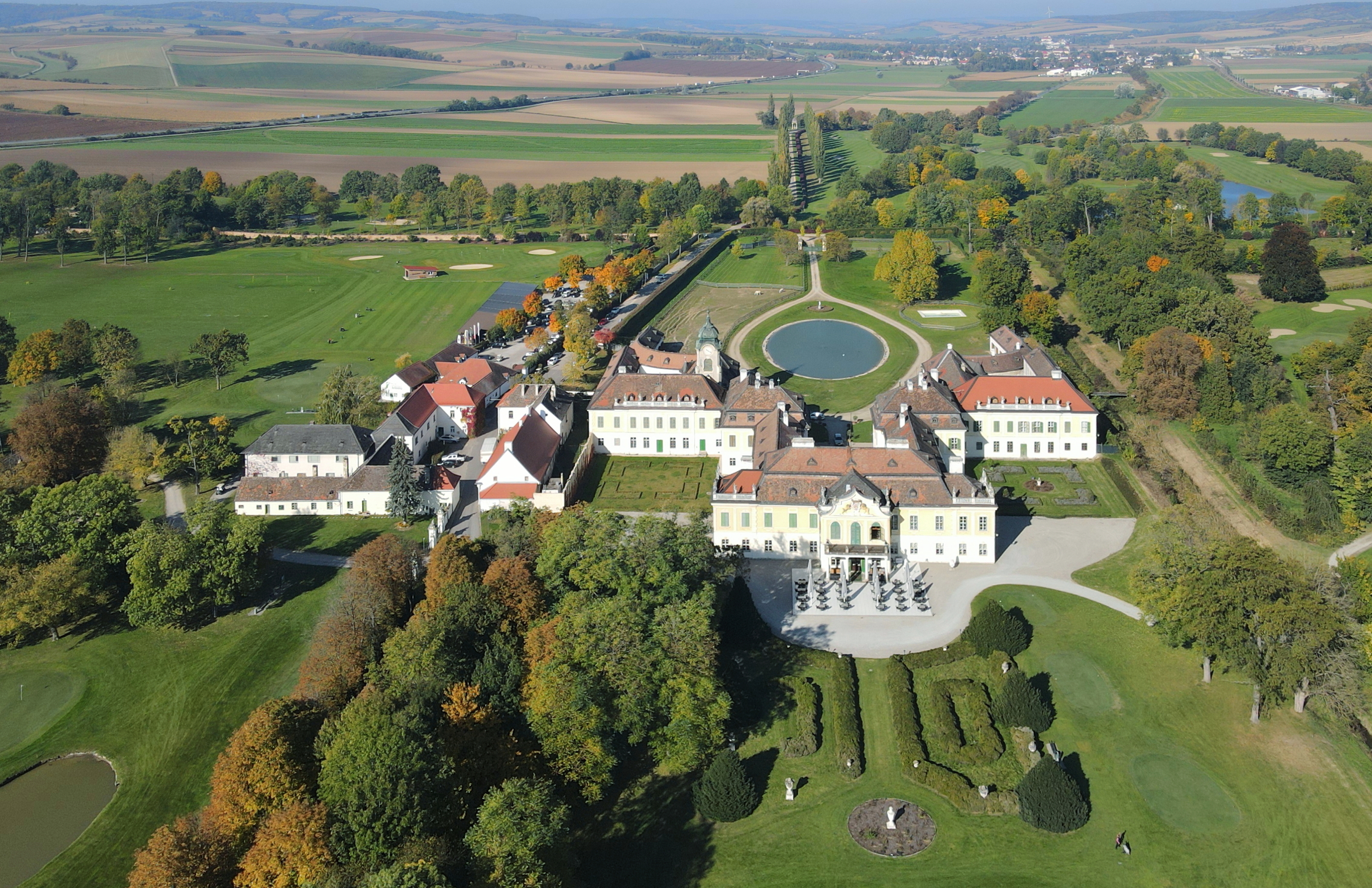
El Palacio Schönborn en Göllersdorf, Baja Austria, edificado por mandato de Frédéric-Charles (1674-1746),  propiedad de la familia desde 1712 sigue siendo también propiedad de los condes de Schönborn-Buchheim
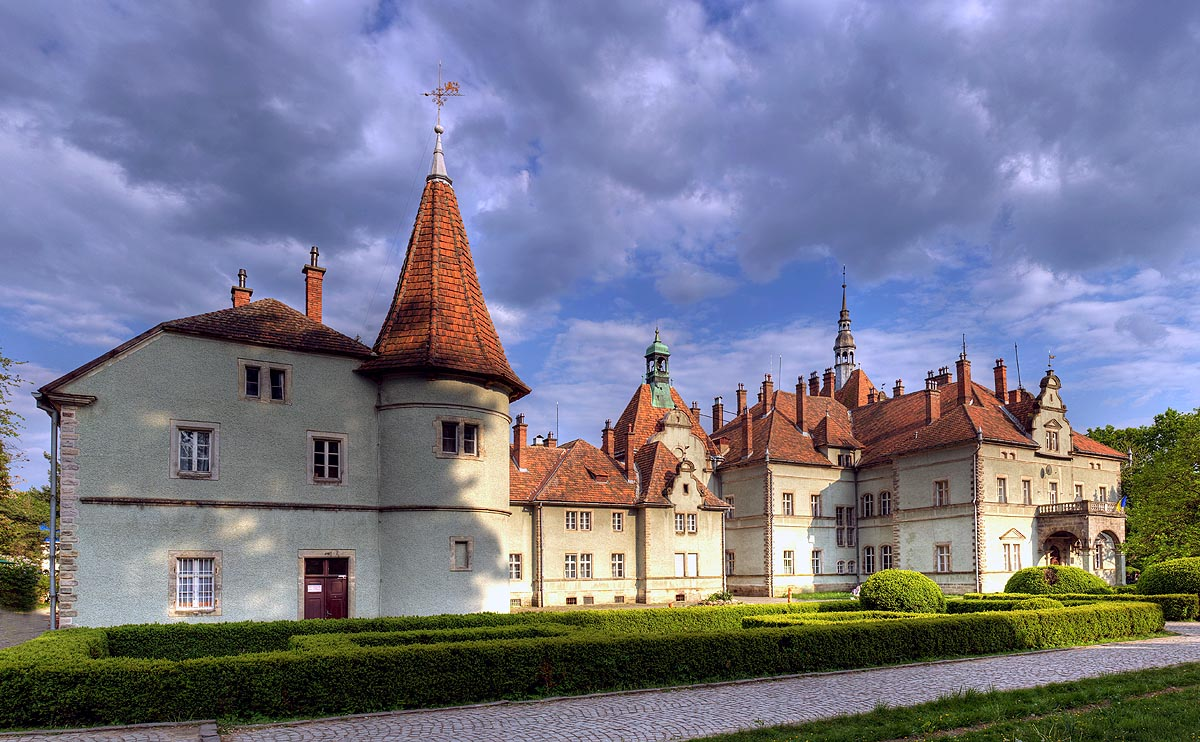
Château Beregvar en Ucrania
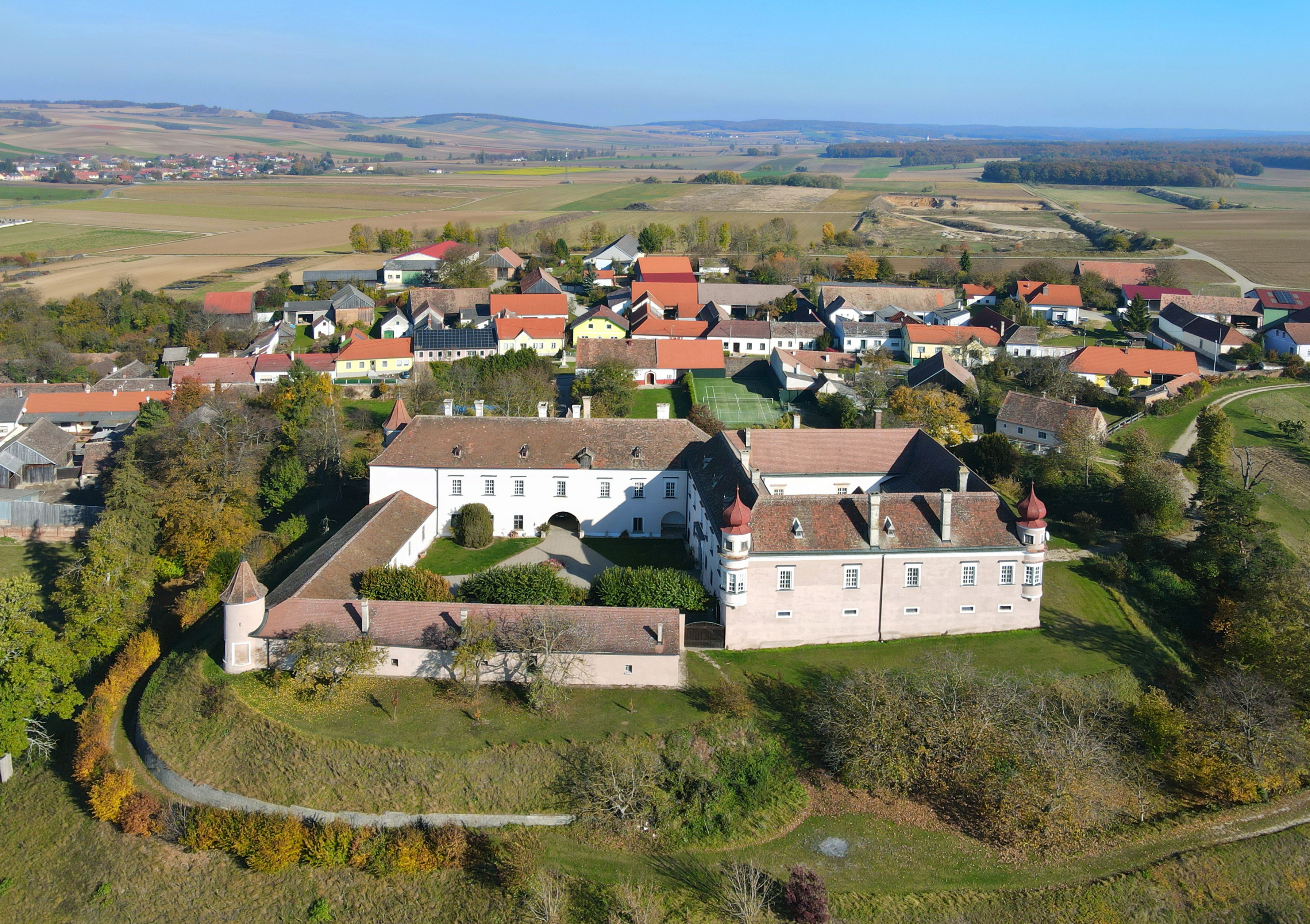
El castillo de Weyerburg, Austria,  propiedad de la familia desde 1714 y hasta hoy residencia de condes de Schönborn-Buchheim

## Condes de Schönborn-Heusenstamm (1717-1801) (Hesse)

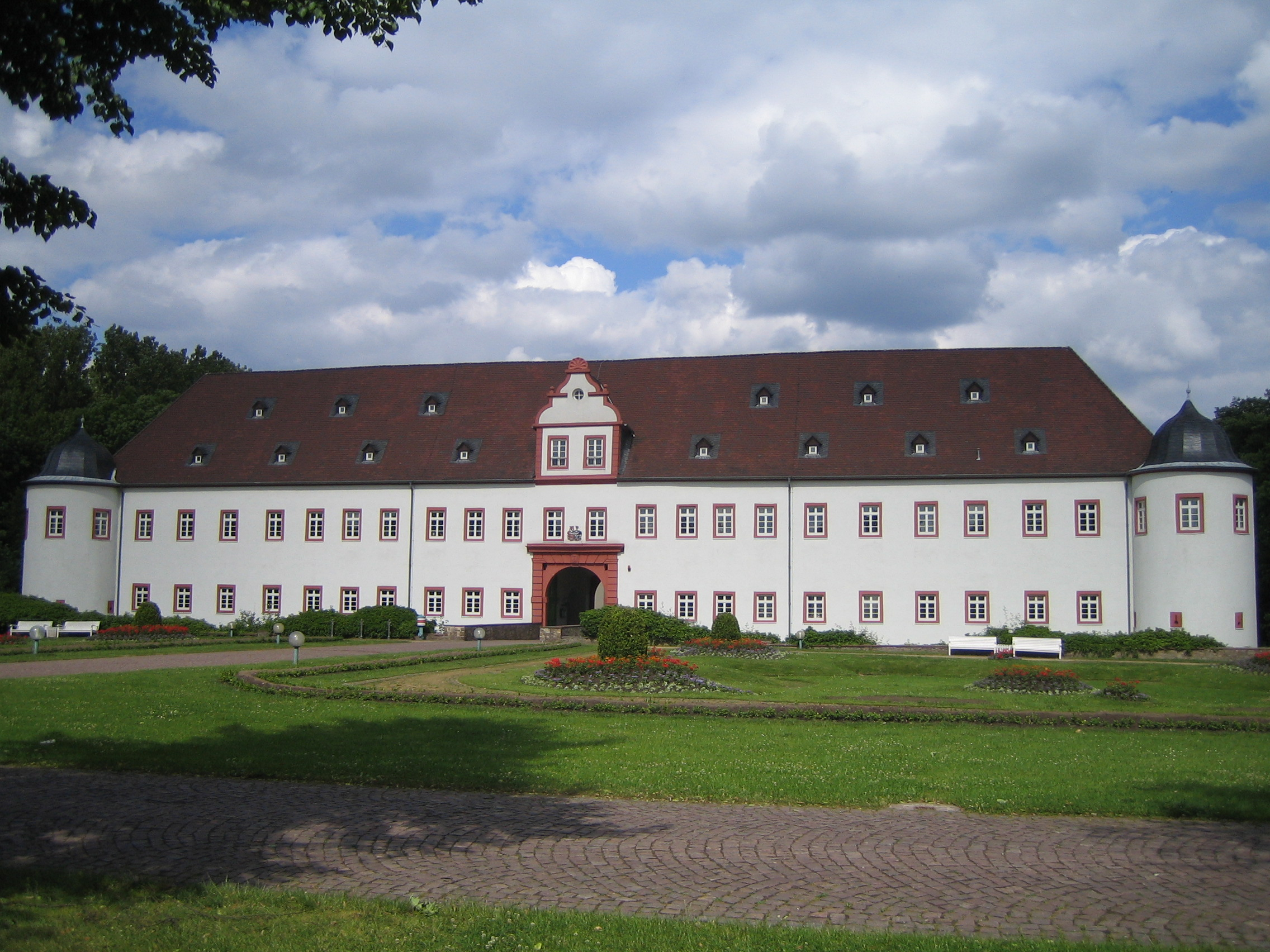
El castillo de Heusenstamm, construido entre 1661 y 1668 por Philipp Erwein von Schönborn

Schönborn-Heusenstamm fue un pequeño estado alemán gobernado por la familia Schönborn ubicado en el sur de la actual Hesse, Alemania. Schönborn-Heusenstamm era una partición de Schönborn y fue heredada por Schönborn-Wiesentheid en 1801.
- 1717-1726: Anselm Francis
- 1726-1801: Anselm Posthumous

## Condes de Schönborn-Wiesentheid (1717-1806) (Baviera)

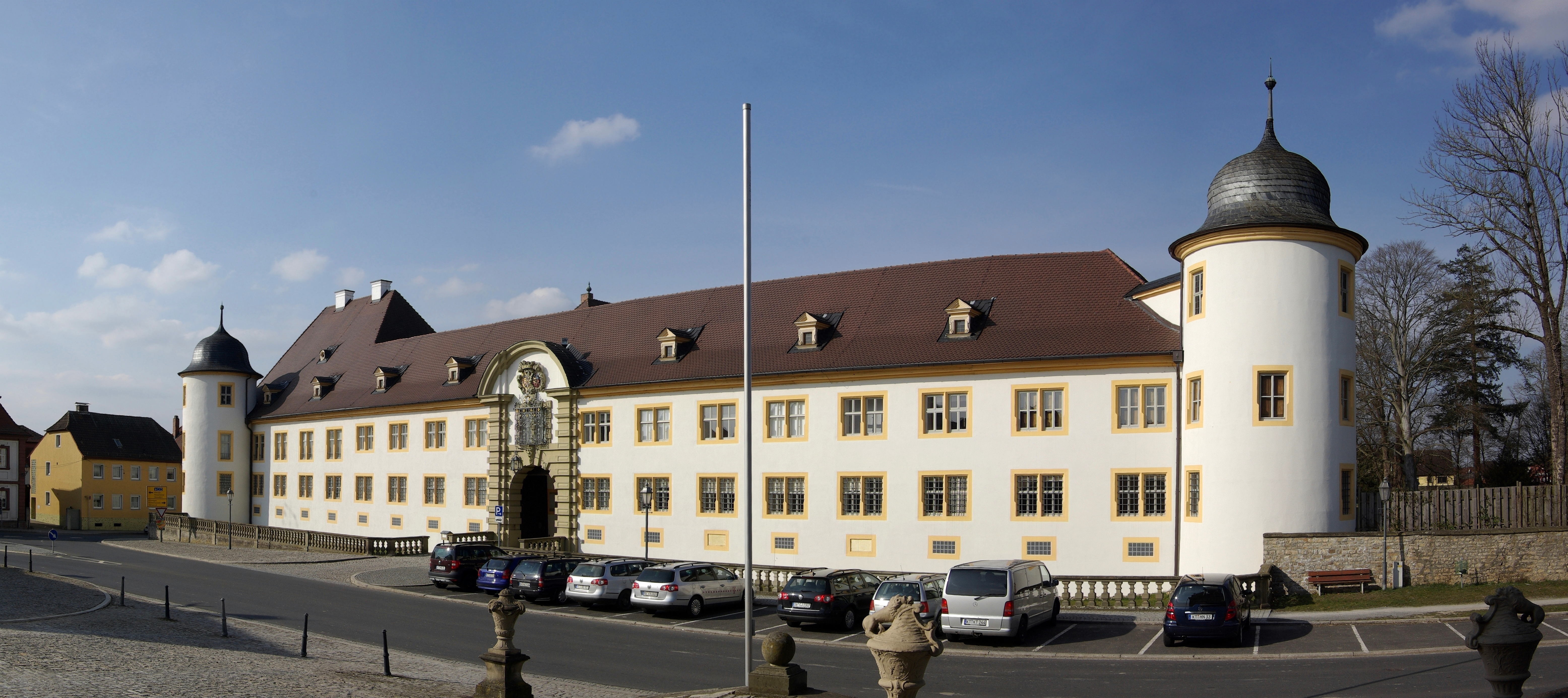
El castillo de Wiesentheid, construido en 1701 por Rudolf Franz Erwein von Schönborn y residencia de los condes de Schönborn-Wiesentheid desde entonces

Schönborn-Wiesentheid fue un condado de la Baja Franconia, la región noroeste de la moderna Baviera, Alemania, que comprendía varios distritos aislados que se extendían desde el río Regnitz hasta el río Meno al este de Wurzburgo. Schönborn-Wiesentheid fue una partición de Schönborn y heredó la otra línea de Schönborn-Heusenstamm en 1801. Schönborn-Wiesentheid fue mediatizada en Baviera en 1806.
- 1717-1754: Rudolf Franz Erwein (1677-1754), político y diplomático alemán, fundador de la línea Wiesentheid.
- 1754-1772: Joseph Francis Bonaventura (1708-1772), soberano y vicerrector de Aschaffenburg.
- 1772-1806: Damian Hugo Erwin (1738-1817), soberano y consejero privado.

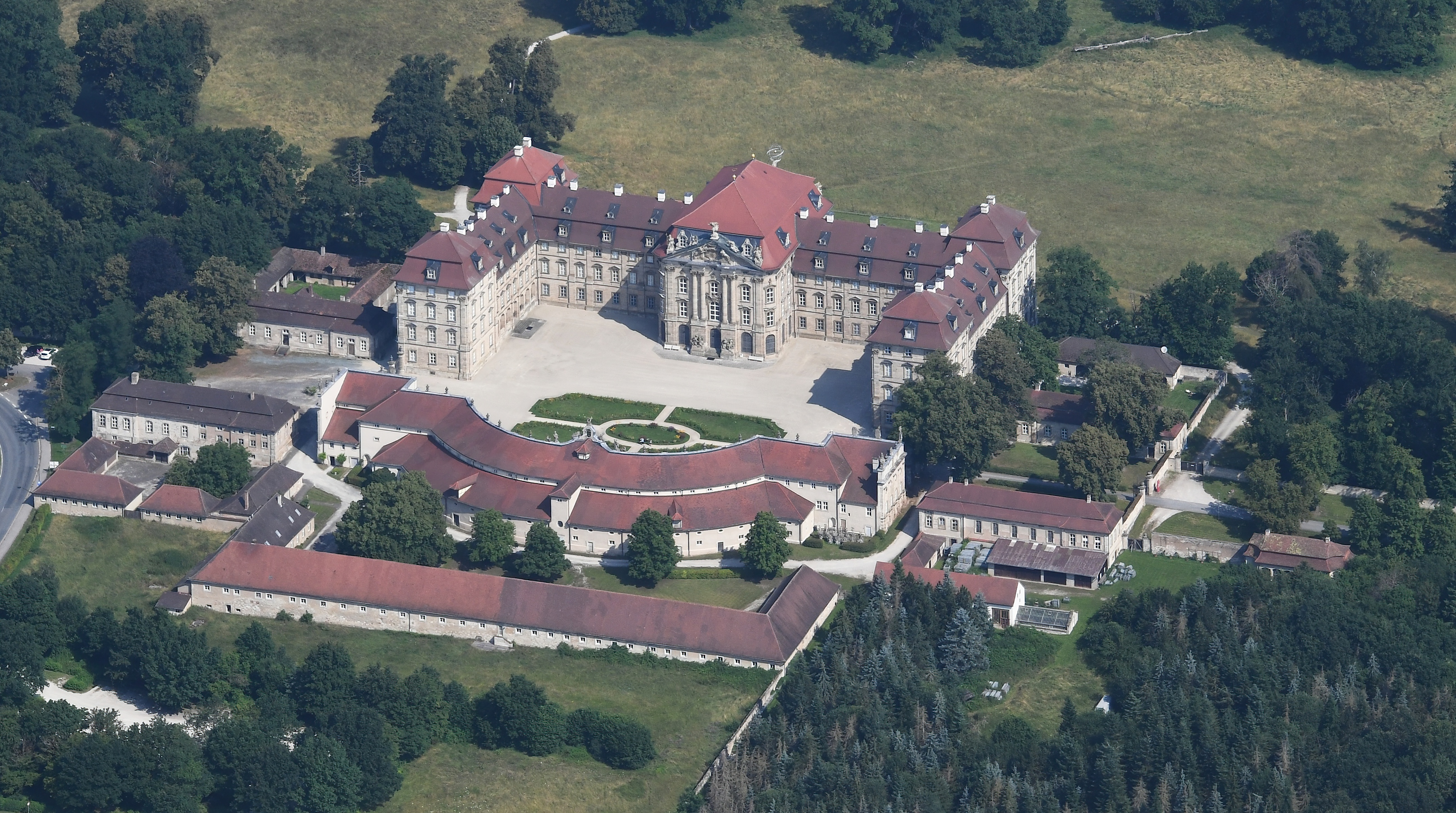
Palacio de Weißenstein en Pommersfelden, Franconia (Baviera)
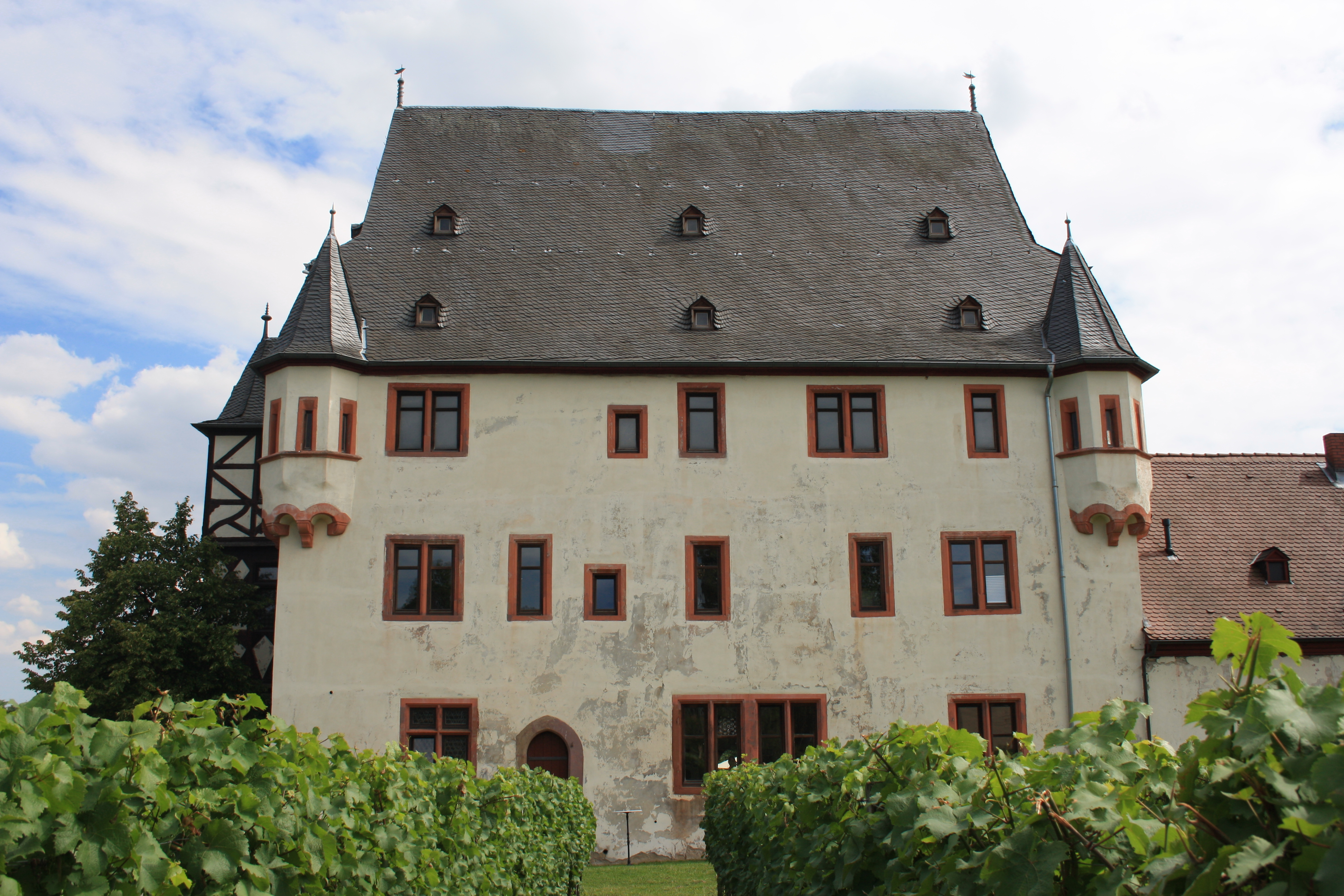
Dominio vinícola Château Geisenheim, Rheingau (propiedad de la familia desde 1652)
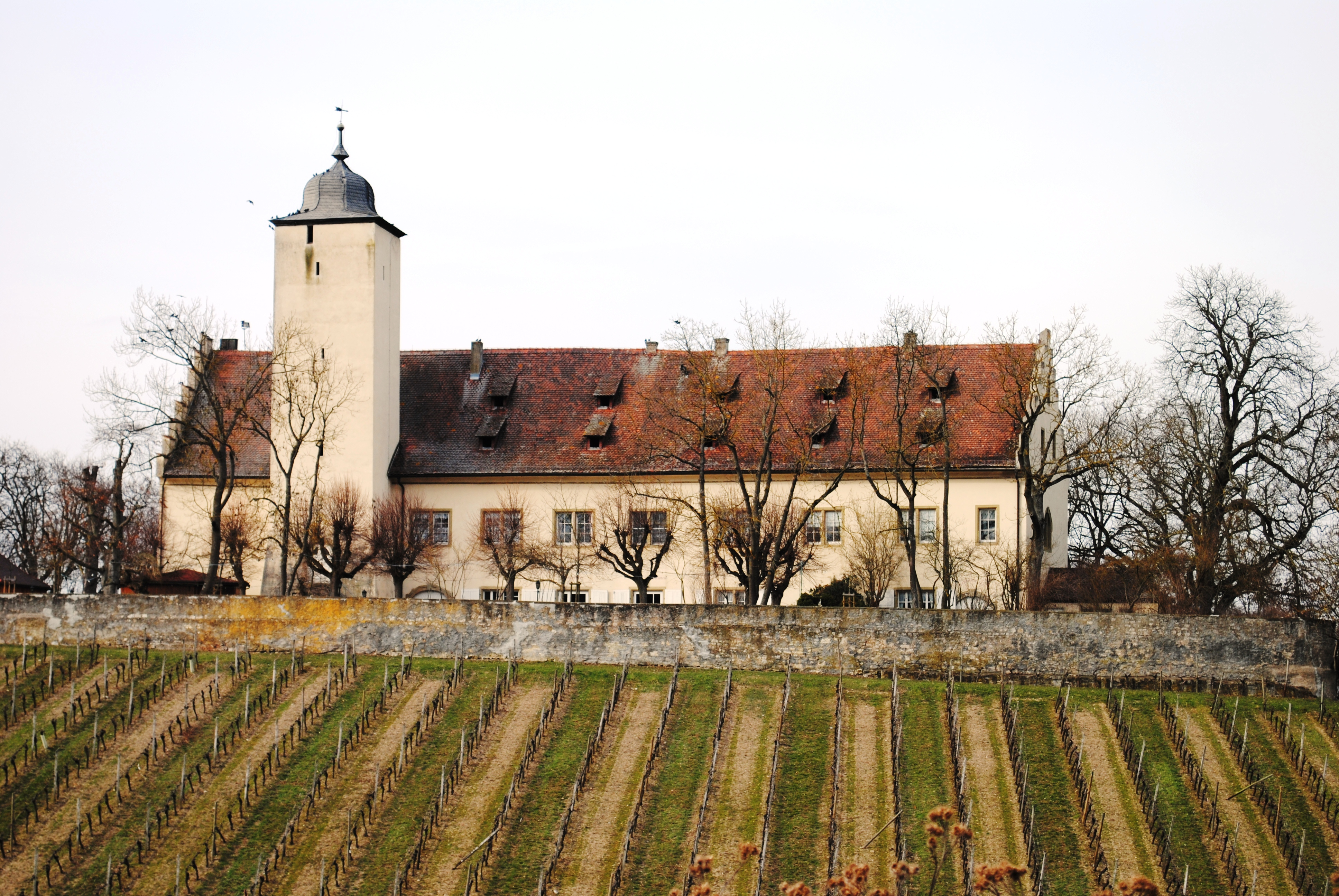
Dominio vinícola Château Hallburg (propiedad de la familia desde 1806)
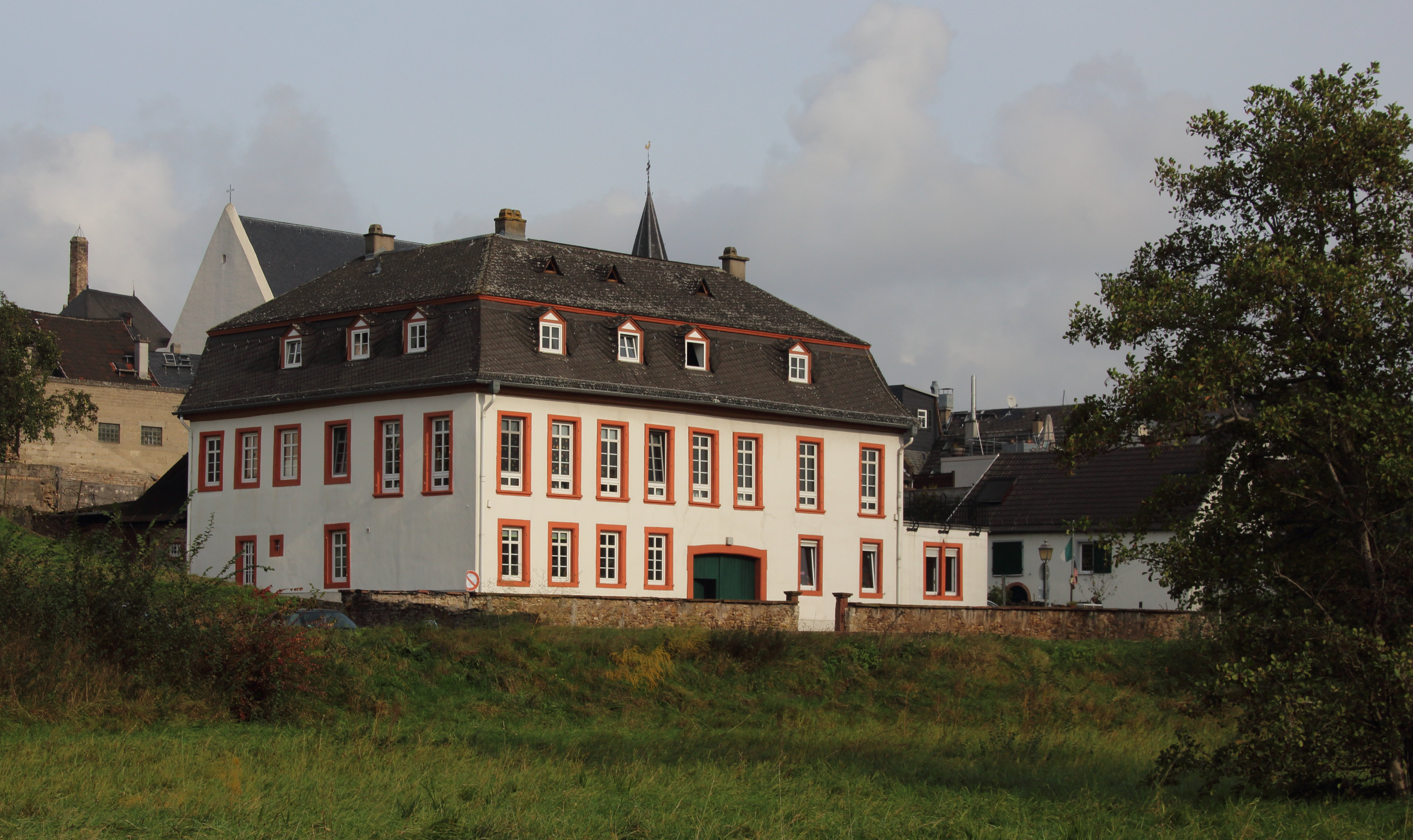
Dominio vinícola Château Hattenheim, Rheingau

### Después de la Mediatización germana
- Franz Erwein, primer conde 18..-1840 (1776-1840), vicepresidente del Consejo Imperial de Baviera, coleccionista de arte[cita requerida]
  - Hugo, 2.º conde 1840-1865 (1805-1865)
  - Clemens August, tercer conde 1865-1877 y Consejero Imperial (1810-1877)
    - Arthur, 4.º conde 1877-1915 (1846-1915)
      - Erwein, 5.º conde 1915-1942 (1877-1942)
        - Karl, 6.º conde 1942-1998 (1916-1998)
          - Filipp, 7.º conde 1998–2004 (n. 1954) – renunció a su título en 2004
          - Paul, 8.º conde 1998–presente (n. 1964)
            - Franz, Hereditary conde of Schönborn-Wiesentheid (n. 1990)
            - conde Alexander (n. 1991)
            - conde Johannes (n. 1991)
            - conde Georg (n. 1995)
            - conde Michael (n. 1997)

## Prelados de la familia

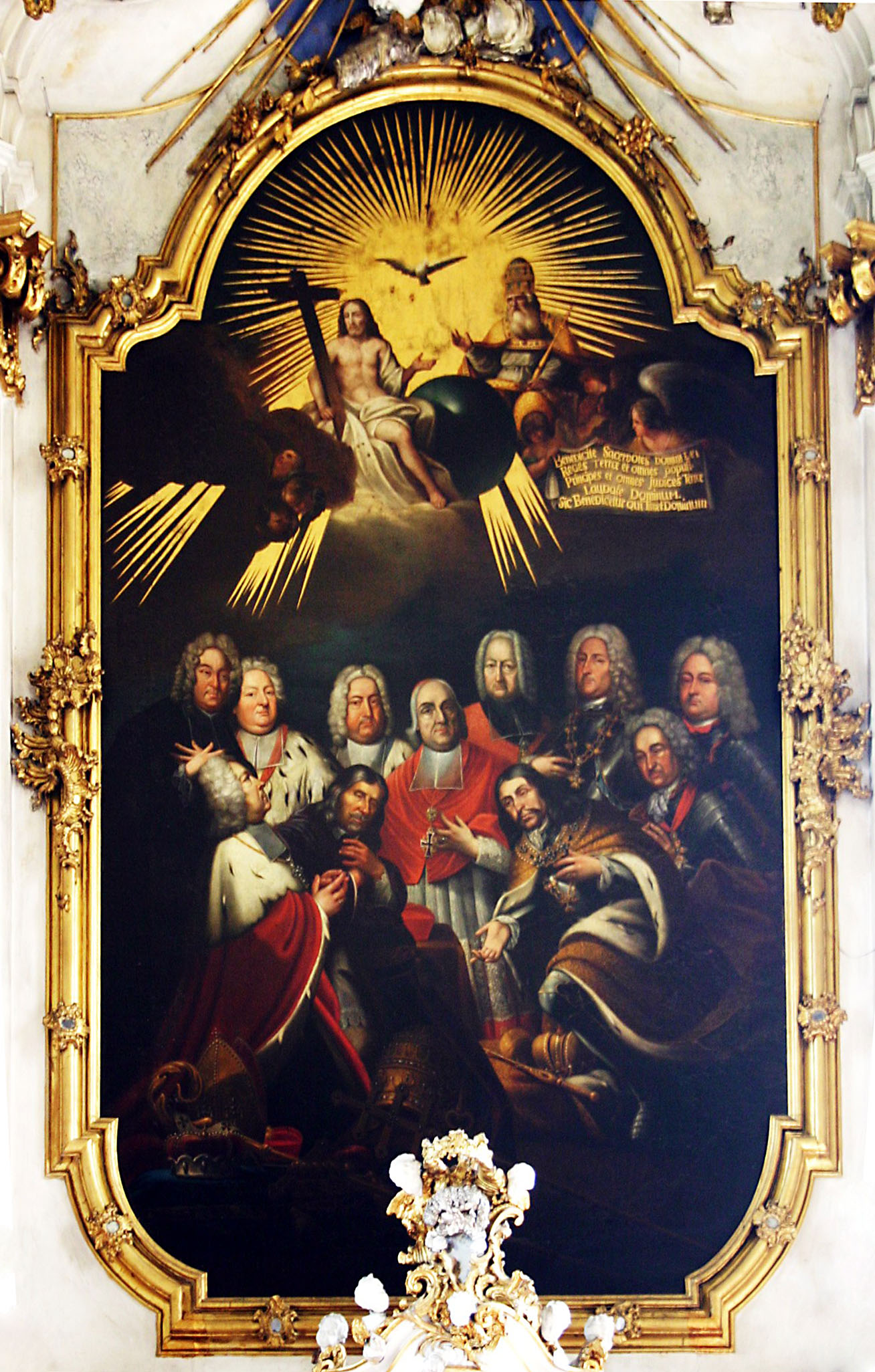
Altar de 1745 en la iglesia de Gaibach, obra de Franz Lippold: tres generaciones de la familia Schönborn

Esta familia cuenta con varios prelados de la Iglesia católica romana:
- Johann Georg von Schönborn (fal. 1587), Gran Bailio de la Orden de San Juan y comandante de varias comandancias de San Juan.
- Johann Philipp von Schönborn (1605-1673), hijo de Jorge VI von Schönborn, príncipe elector y arzobispo de Maguncia, obispo de Wurzburgo and Worms. Sus contemporáneos le dieron los títulos honorables de "el Sabio", "el Salomón alemán" y "el Catón de Alemania".
- Lothar Franz von Schönborn, sobrino del anterior, fue príncipe elector y arzobispo de Maguncia (1695-1729) y obispo de Bamberg (1693-1729).
- Damian Hugo Philipp von Schönborn, príncipe-obispo de Espira (1719-1743) y de Constanza (1740), y también fue cardenal. Hizo mucho por la diócesis de Espira y se destacó por su cultura, conocimiento y piedad.
- Franz Georg von Schönborn (1682-1756), príncipe elector y arzobispo de Tréveris (1729-1756) y obispo de Worms (1732). Tanto Federico el Grande y María Teresa lo elogiaron como un excelente gobernante.
- Johann Philipp Franz von Schönborn  (1673-1724),, obispo de Wurzburgo (1719-1724).
- Friedrich Karl von Schönborn (3 de marzo de 1674 - 26 de julio de 1746) fue obispo de Bamberg y Wurzburgo (1729-1746). Nació en Maguncia. Pasó la mayor parte de su tiempo en la corte imperial de Viena, sirviendo como cicecanciller del Sacro Imperio Romano Germánico de 1705 a 1734. Los últimos tres prelados eran hermanos y sobrinos de Lothar Franz.
- Franziskus von Paula Graf von Schönborn (24 de enero de 1844 - 6 de junio de 1899). Nacido en Praga, se convirtió en arzobispo de Praga en 1885, fue creado cardenal en 1889.
- Cardenal Christoph Schönborn (n. 1945) es desde 1995, el actual (2023) arzobispo de Viena.

Prelados de la casa de Schönborn
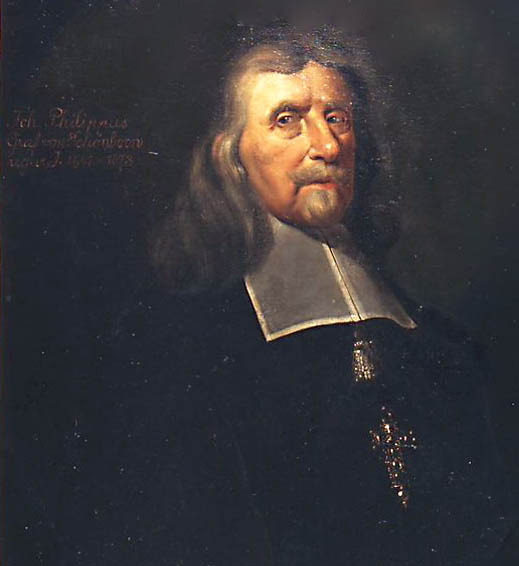
Johann Philipp von Schönborn (1605-1673), príncipe elector y arzobispo de Maguncia, obispo de Wurzburgo y Worms
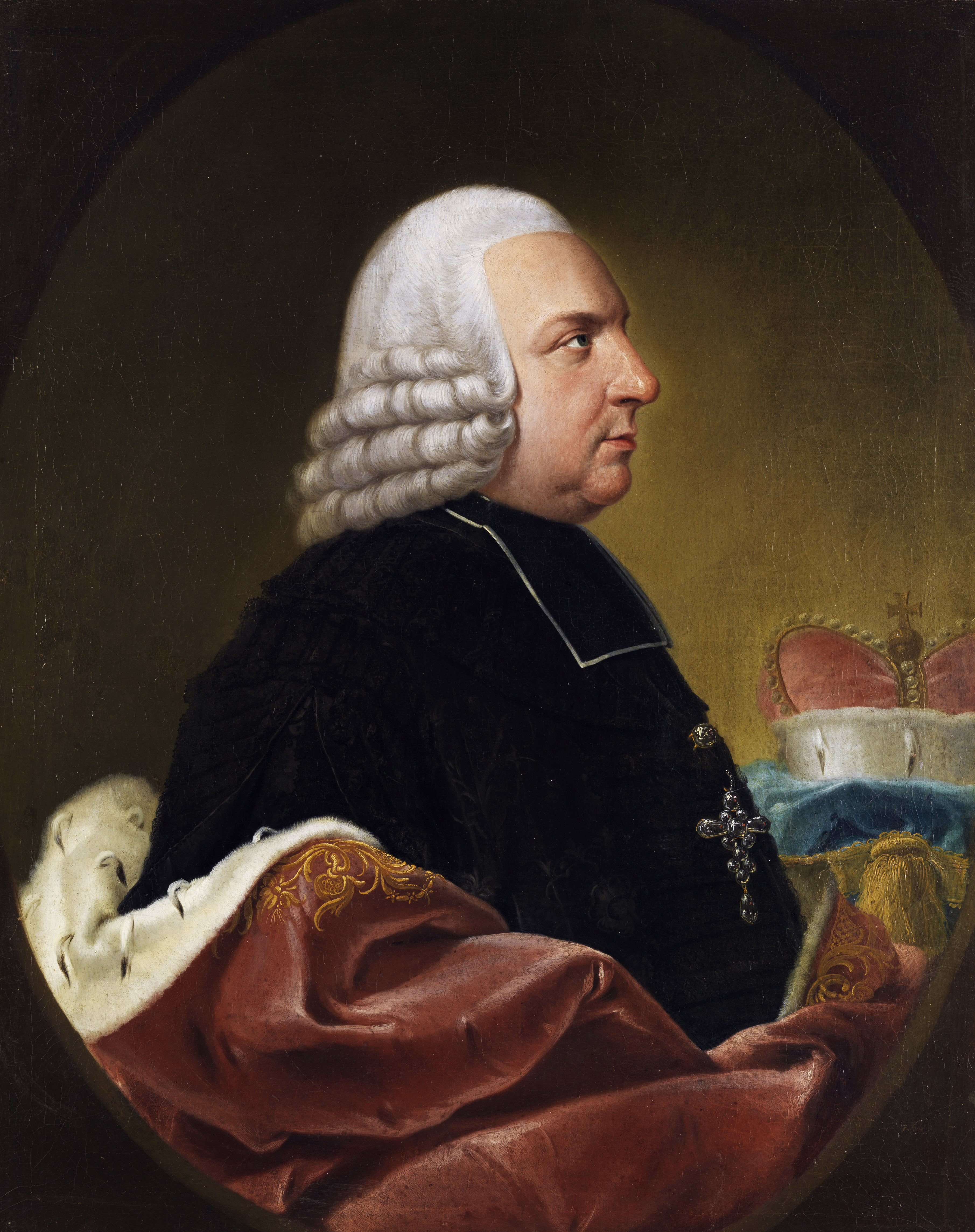
Lothar Franz von Schönborn (1655-1729), príncipe elector y arzobispo de Maguncia (1695-1729) y obispo de Bamberg (1693-1729)
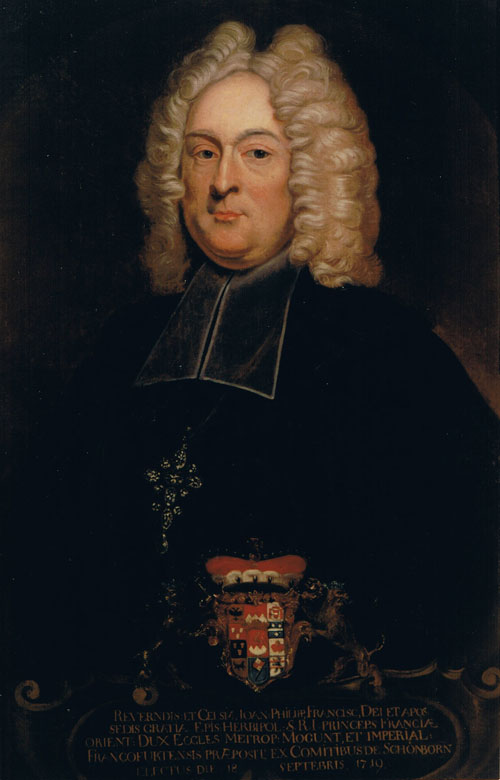
Johann Philipp Franz von Schönborn (1673-1724), obispo de Wurzburgo (1719-1724)
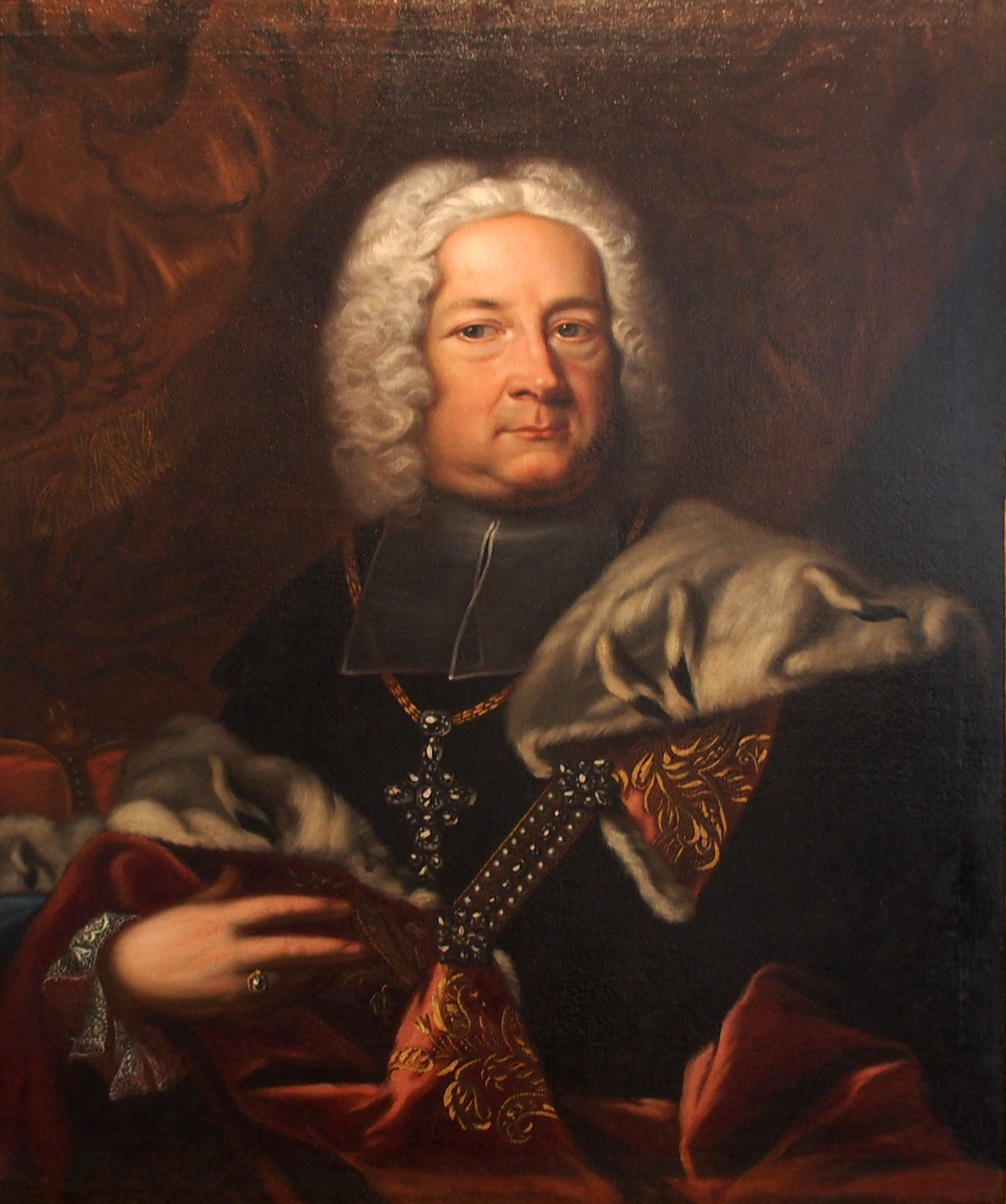
Friedrich Karl von Schönborn (1674-1746), obispo de Bamberg y Wurzburgo (1729-1746), vicecanciller del Sacro Imperio
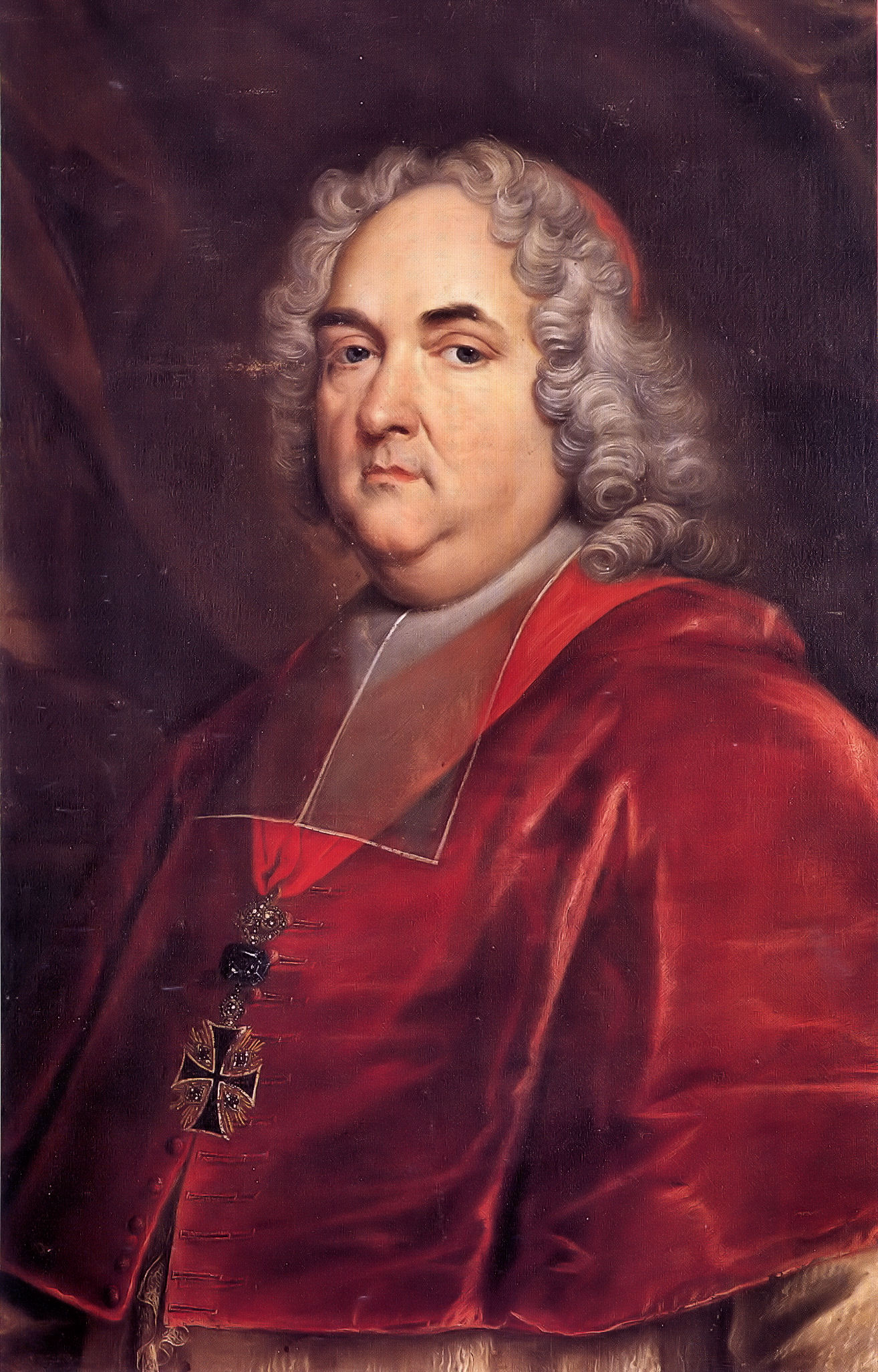
Cardenal Damian Hugo Philipp von Schönborn, Príncipe-Obispo de Espira (1719-1743) y de Constanza (1740)
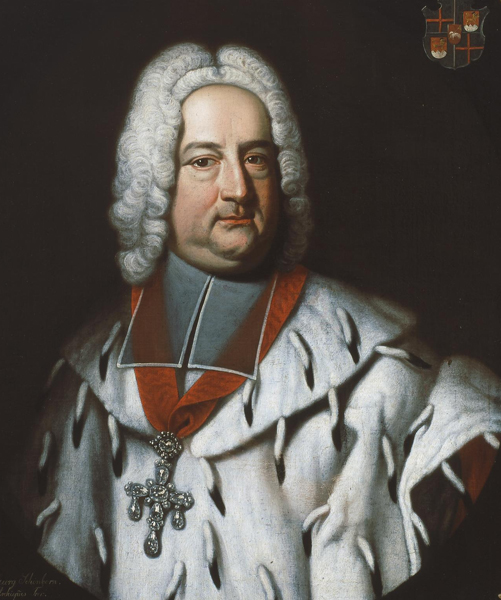
Franz Georg von Schönborn, príncipe elector y arzobispo de Tréveris (1729-1756) y obispo de Worms (1732), príncipe preboste de Ellwangen
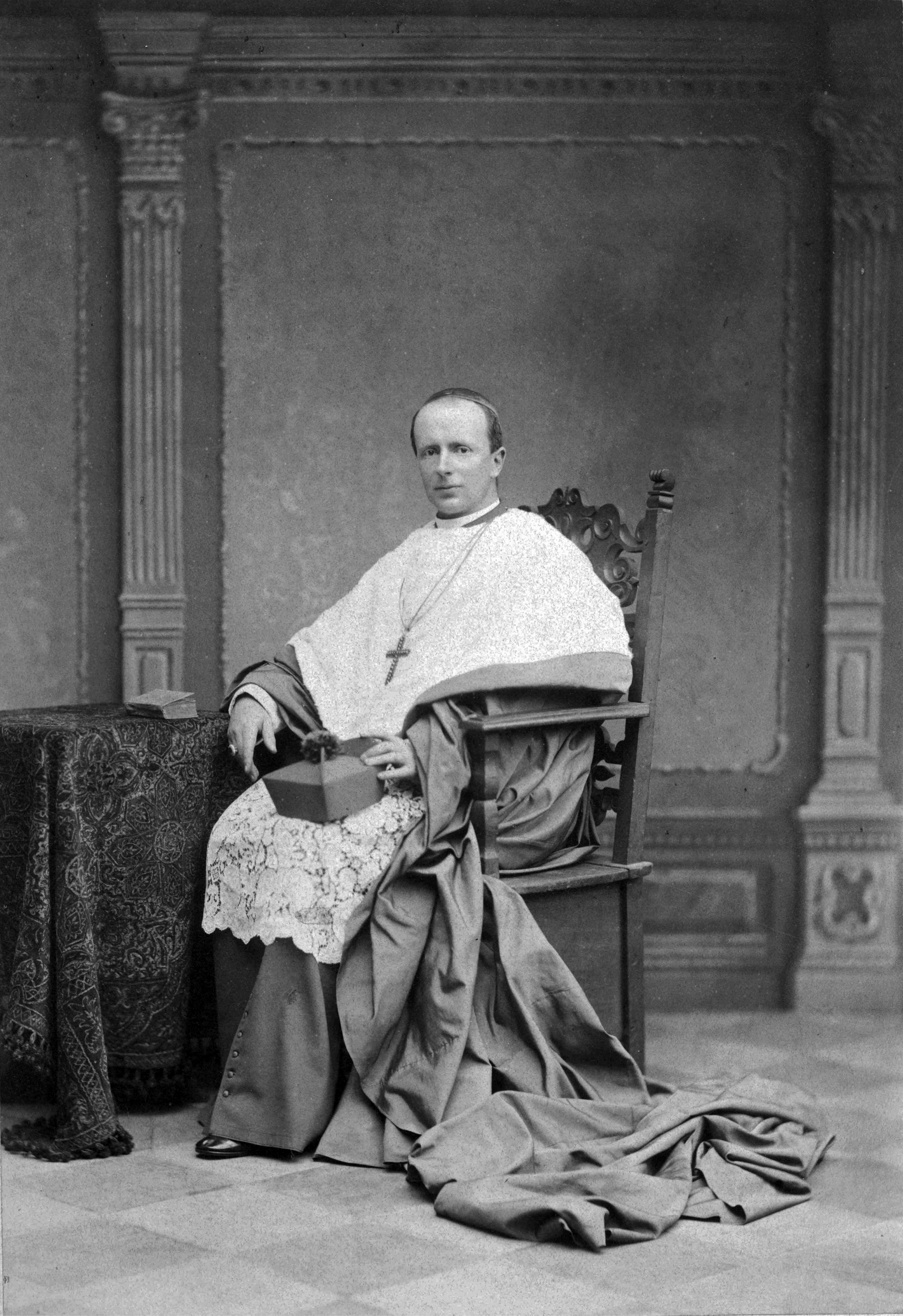
Cardenal Franziskus von Paula Graf von Schönborn (1844-1899), arzobispo de Praga (1885)
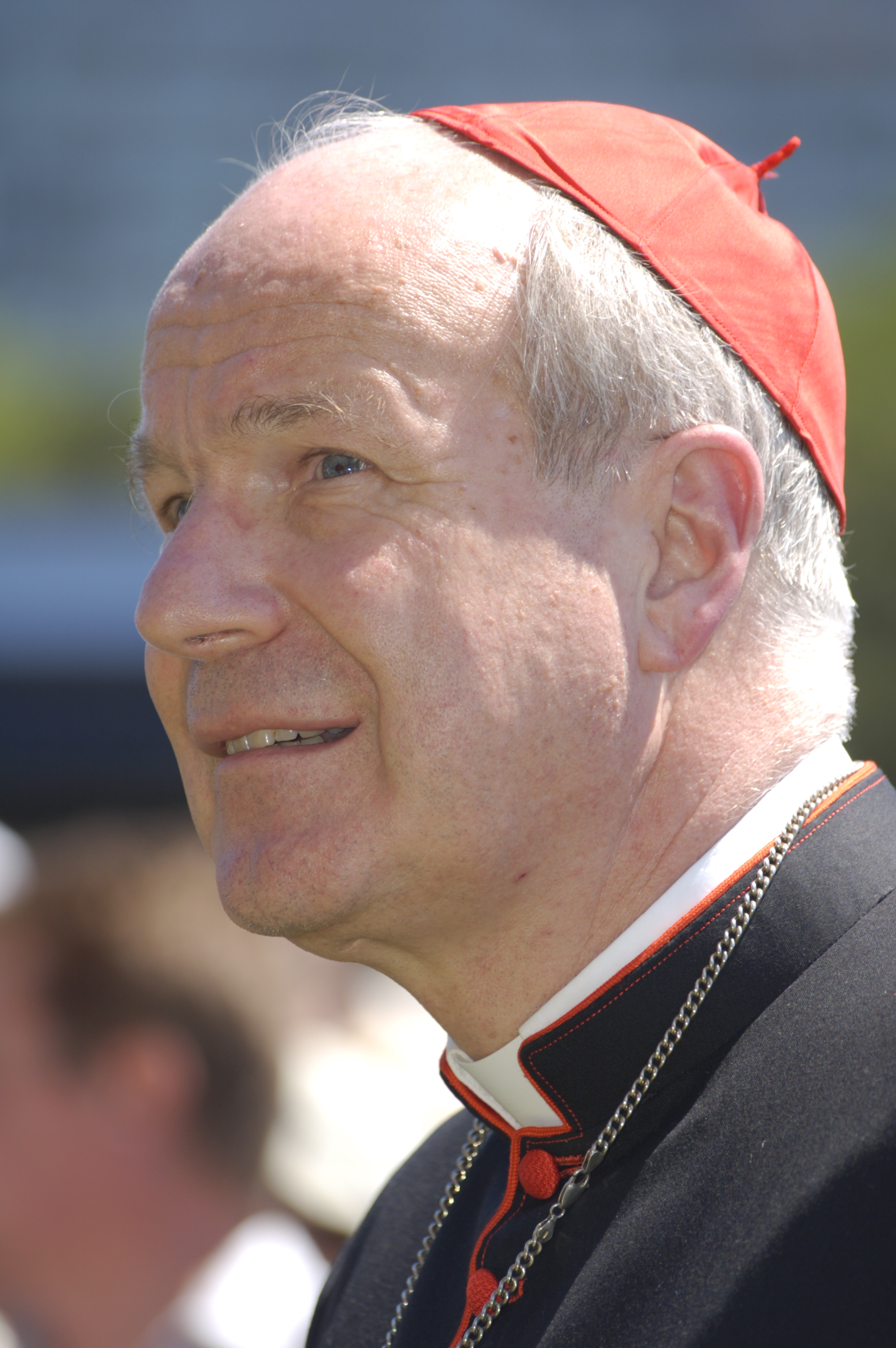
Cardenal Christoph Schönborn (n. 1945), arzobispo de Viena

### Otros representantes
- Gottlob Friedrich Ernst Schönborn (1737-1817), poeta y diplomático alemán al servicio de Dinamarca
- Friedrich Schönborn (1841-1907), ministro austriaco de Justicia y presidente del tribunal administrativo de Austria
- Alexander von Schönburg-Hartenstein (1826-1896), diplomático austrohúngaro
- Alois von Schönburg-Hartenstein (1858-1944), Ministro de Defensa de Austria
- Hugo-Damian Schönborn (1916-1979), pintor
- Michael Schönborn (nacido el 2 de noviembre de 1954), actor austriaco

## Arquitectura barroca

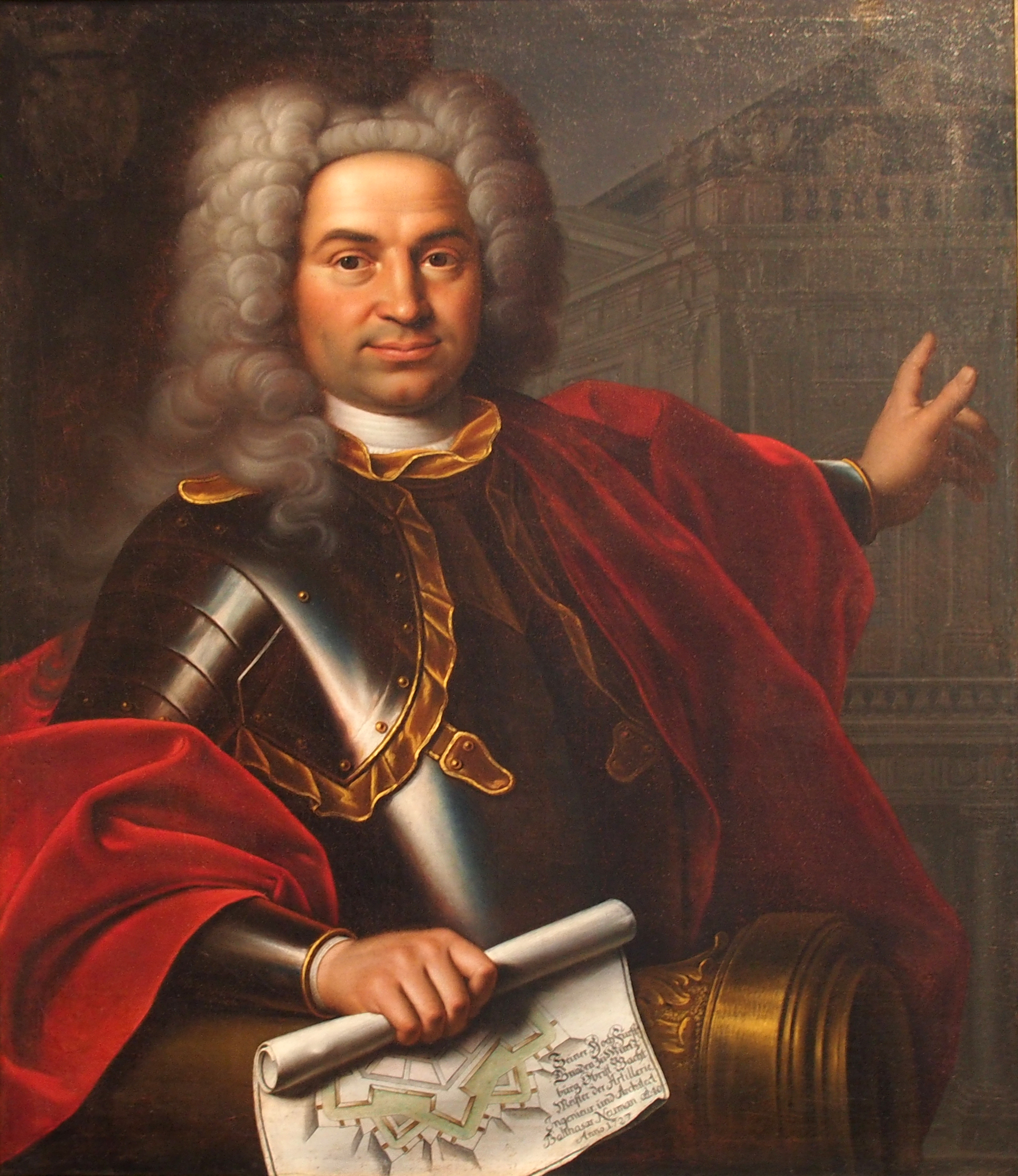
Balthasar Neumann (1687-1753), architect to 4 Schönborn bishops

La Casa de Schönborn, especialmente sus prelados gobernantes de la Iglesia católica romana, estuvieron entre los constructores más importantes de la arquitectura barroca del sur de Alemania. Mientras que las propiedades privadas, en gran parte todavía propiedad de la familia, eran de tamaño más modesto, a veces de origen antiguo, las iglesias, monasterios, residencias eclesiásticas y hospitales construidos por los obispos de Schönborn eran de inmensa grandeza y esplendor. Financiarlos sólo era posible con economías florecientes, que los obispos de Schönborn hicieron todo lo posible por mantener y mejorar. El arquitecto de la corte Balthasar Neumann fue responsable de muchos de estos edificios, otros fueron Johann Dientzenhofer, Maximilian von Welsch y Johann Lukas von Hildebrandt. La familia dio el nombre de Schönbornzeit (Edad de los Schönborn) a una época (1642-1756), a veces recordada con nostalgia en la conciencia popular como una época de prosperidad. Hoy en día, el término Schönbornzeit denota un estilo particular del barroco renano y franco.
Las residencias eclesiásticas eran propiedad de la iglesia y continuaron habitadas por los sucesivos obispos titulares, mientras que las fincas privadas siguieron siendo herencia de la familia. En su mayoría fueron adquiridas por los hermanos de los prelados gobernantes. De los grandes palacios episcopales, sólo el Palacio Weissenstein en Pommersfelden sigue siendo propiedad privada de la familia, ya que fue construido a partir de 1711 con una cantidad inicial de 100.000 florines que fueron concedidos personalmente al elector Lothar Franz por Carlos VI, emperador del Sacro Imperio Romano Germánico, en recompensa por sus servicios y su continuo apoyo político. Contiene la colección privada de arte barroco más grande de Alemania.

### Residencias privadas
- Burg Schönborn (construido alrededor de 1100).
- Castillo de Burgschwalbach (un feudo del condado de Katzenelnbogen, administrado en la Edad Media por los señores de Schönborn).
- Castillo de Freienfels cerca de Weinbach, 1466-1687 propiedad de la familia.
- Castillo de Gaibach (cerca de Volkach), desde 1650 hasta el día de hoy propiedad de los condes de Schönborn-Wiesentheid.
- Castillo de Geisenheim, desde 1652 hasta el día de hoy propiedad de los condes de Schönborn-Wiesentheid.
- Castillo de Heusenstamm (edificada desde 1661).
- Schönborner Hof en Maguncia, construido entre 1668 y 1670 para Philipp Erwein von Schönborn.
- Schönborner Hof en Aschaffenburg,  construido entre 1673 y 1681 para Melchior Friedrich conde de Schönborn-Buchheim.
- Castillo de Wiesentheid, desde 1701 hasta la actualidad propiedad de los condes de Schönborn-Wiesentheid y que sirve como su residencia privada.
- Palacio de Weißenstein en Pommersfelden (edificado desde 1711-1718 por Lothar Franz von Schönborn), todavía propiedad de los condes de Schönborn-Wiesentheid. El palacio, abierto al público, contiene la colección privada de arte barroco más grande de Alemania, con más de 600 cuadros. Los artistas barrocos y renacentistas representados incluyen a Peter Paul Rubens, Albrecht Dürer, Titian, Rembrandt, Anthony van Dyck y Artemisia Gentileschi.[7] También alberga una colección de grabados y manuscritos musicales de los siglos XVII al XIX, la "Colección musical de los condes Schönborn-Wiesentheid", adquirida principalmente por el conde Rudolf Franz Erwein von Schönborn (1677-1754), un talentoso violonchelista aficionado que había encargado composiciones originales para violonchelo de varios compositores, incluido Platti y Vivaldi. Esto se llama "repertorio antiguo" y consta de 147 copias y 497 mss.[8] Su contenido está listado con RISM RISM. El "repertorio más joven" fue adquirido por el nieto del violonchelista, respectivamente. bisnieto, Hugo Damian Erwein (1738-1817) y Franz Erwein von Schönborn (1774-1840). Consta de 141 copias y 98 mss. Toda la biblioteca ha sido microfilmada[9][10]
- Finca de Göllersdorf, Austria (desde 1710 propiedad de los condes de Schönborn-Buchheim).
- Castillo de Weyerburg, Austria (desde 1714 propiedad de los condes de Schönborn-Buchheim).
- Palacio Schönborn-Batthyány, Viena (desde 1740 propiedad de los condes de Schönborn-Buchheim).
- Palacio Schönborn, Laudongasse, Viena.
- Palacio de Schönborn (Praga), vendido por la rama de Bohemia en 1919, desde entonces embajada de los Estados Unidos.
- Castillo de Skalka cerca de Vlastislav (Litoměřice District), República Checa, propiedad de la rama bohemia hasta la expropiación por los comunistas en 1946 (lugar de nacimiento del cardenal Christoph Schönborn).
- Castillo de Chynadiyovo, Ucrania.

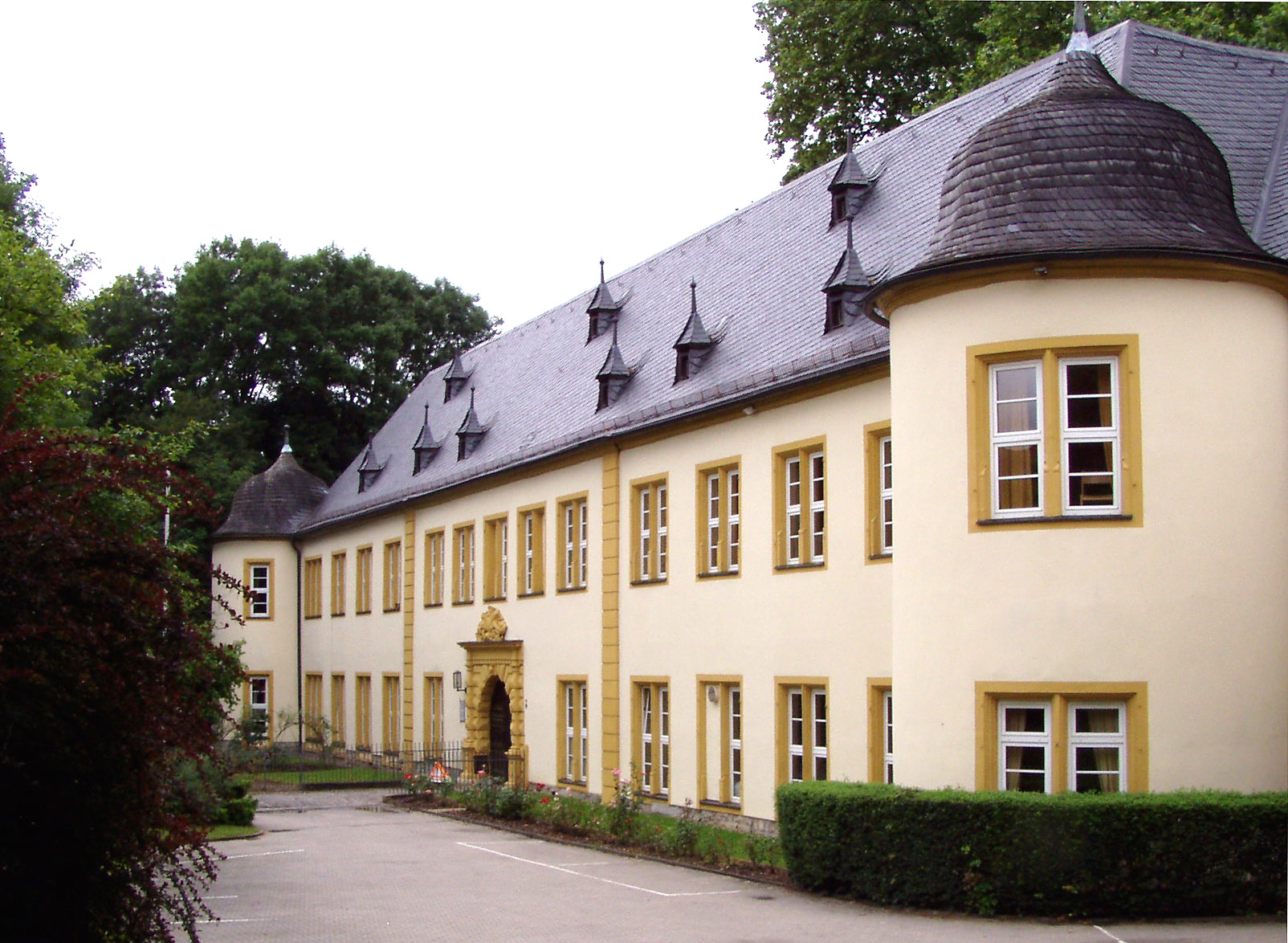
Castillo de Gaibach, Baja Franconia (propiedad de la familia desde 1650)
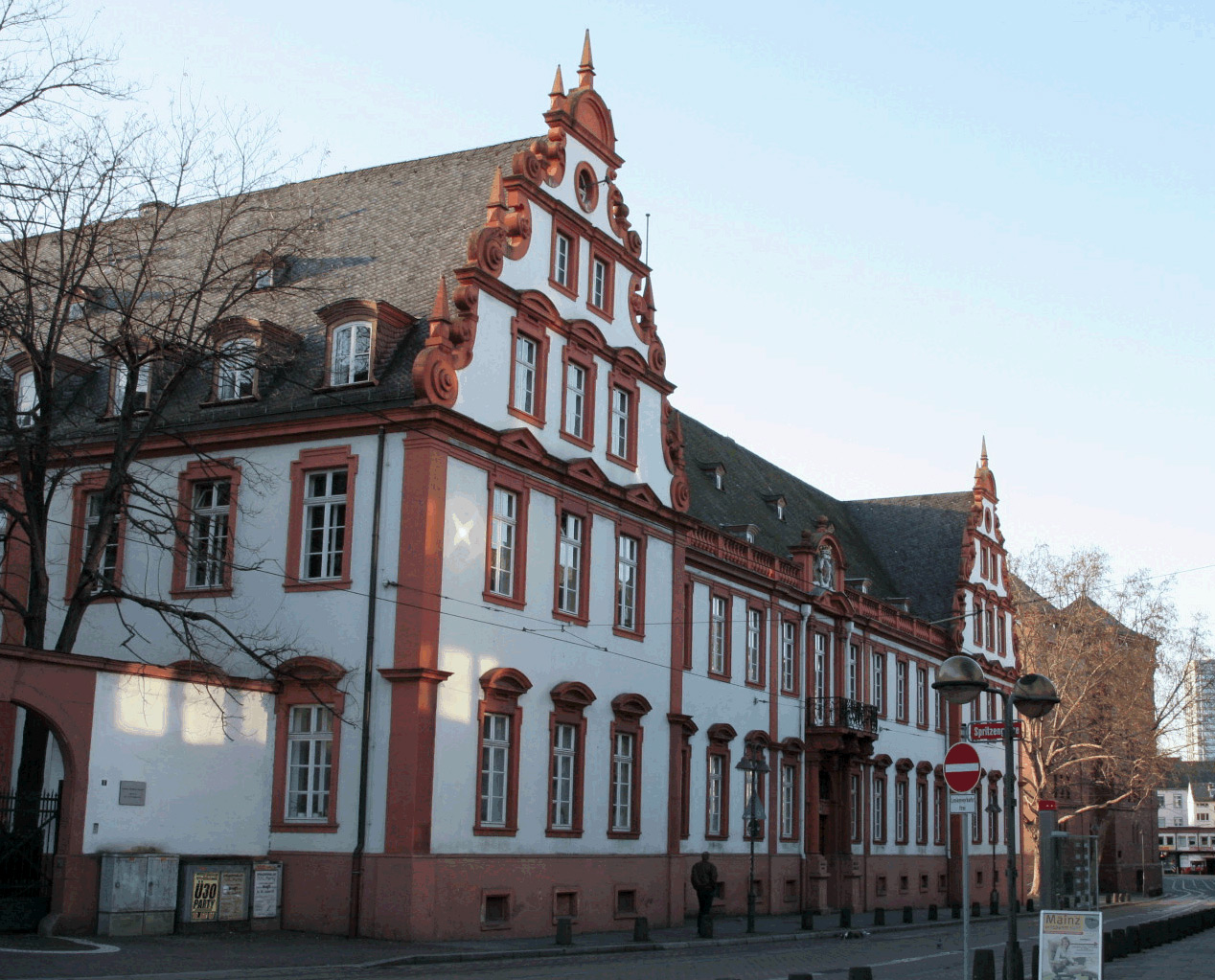
Schönborner Hof (Maguncia), construido entre 1668 y 1670 para Philipp Erwein von Schönborn
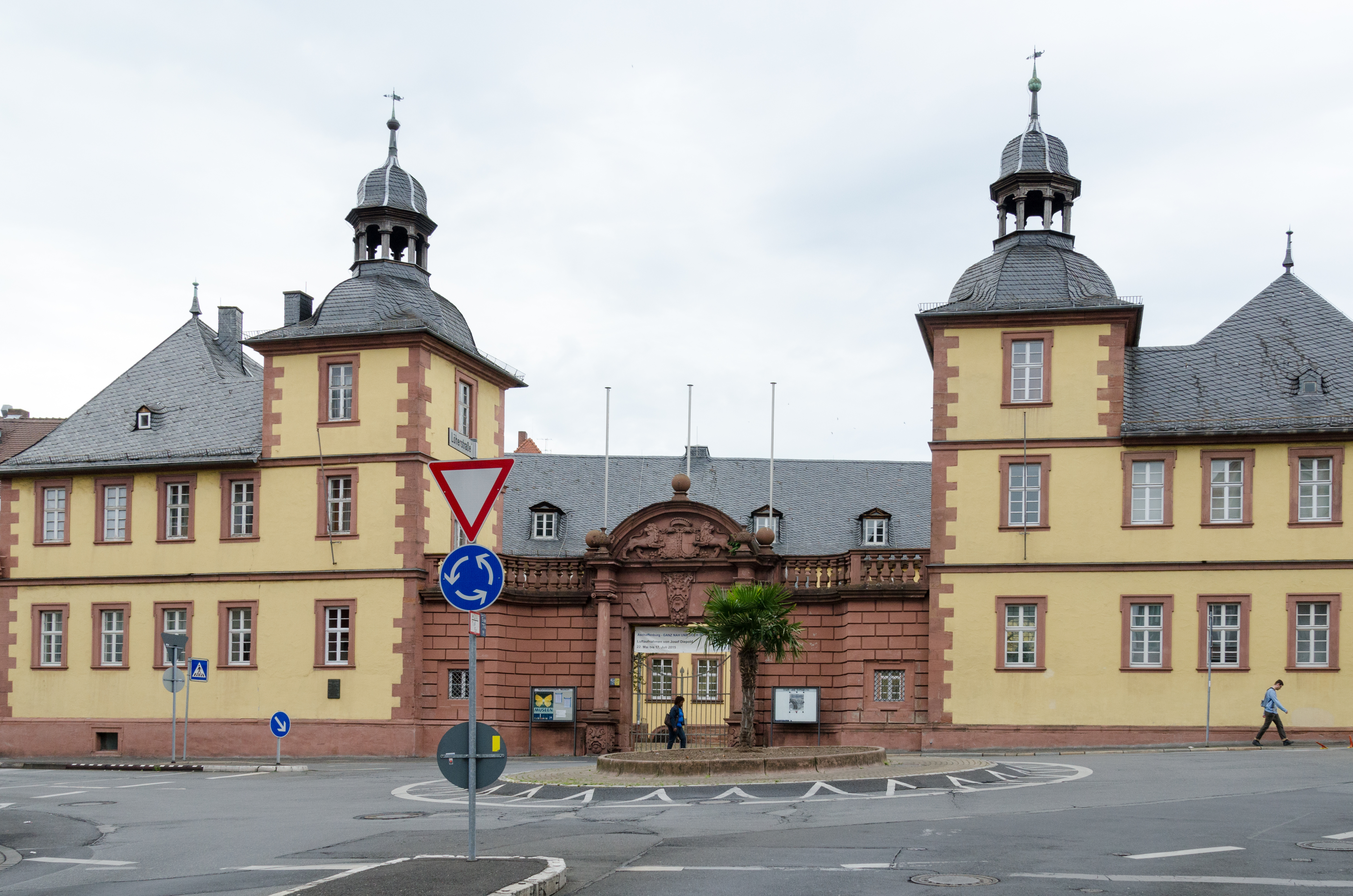
Schönborner Hof (Aschaffenburg), construido entre 1673 y 1681 para Melchior Friedrich conde de Schönborn-Buchheim
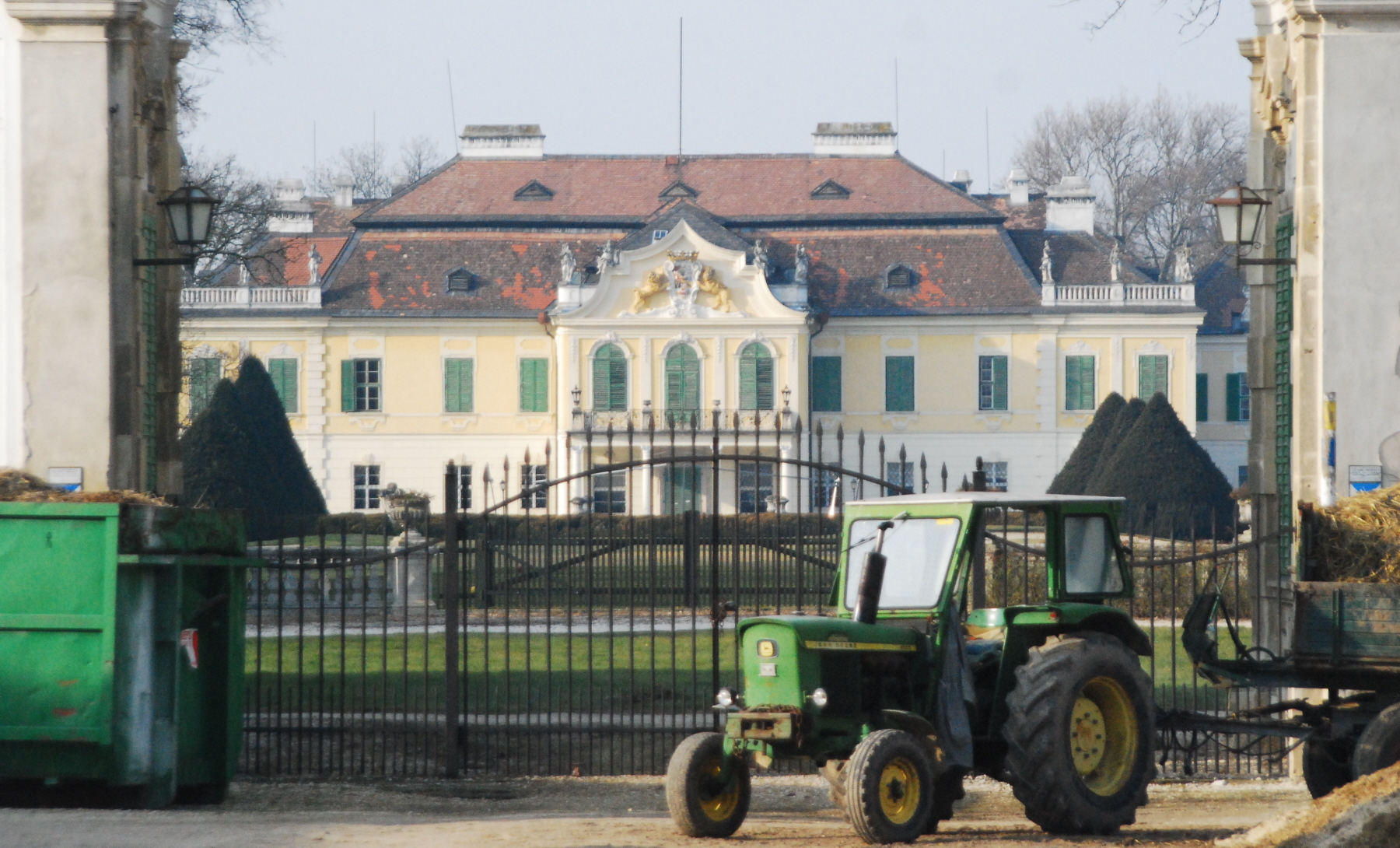
Mansión de Göllersdorf, Austria

### Iglesias

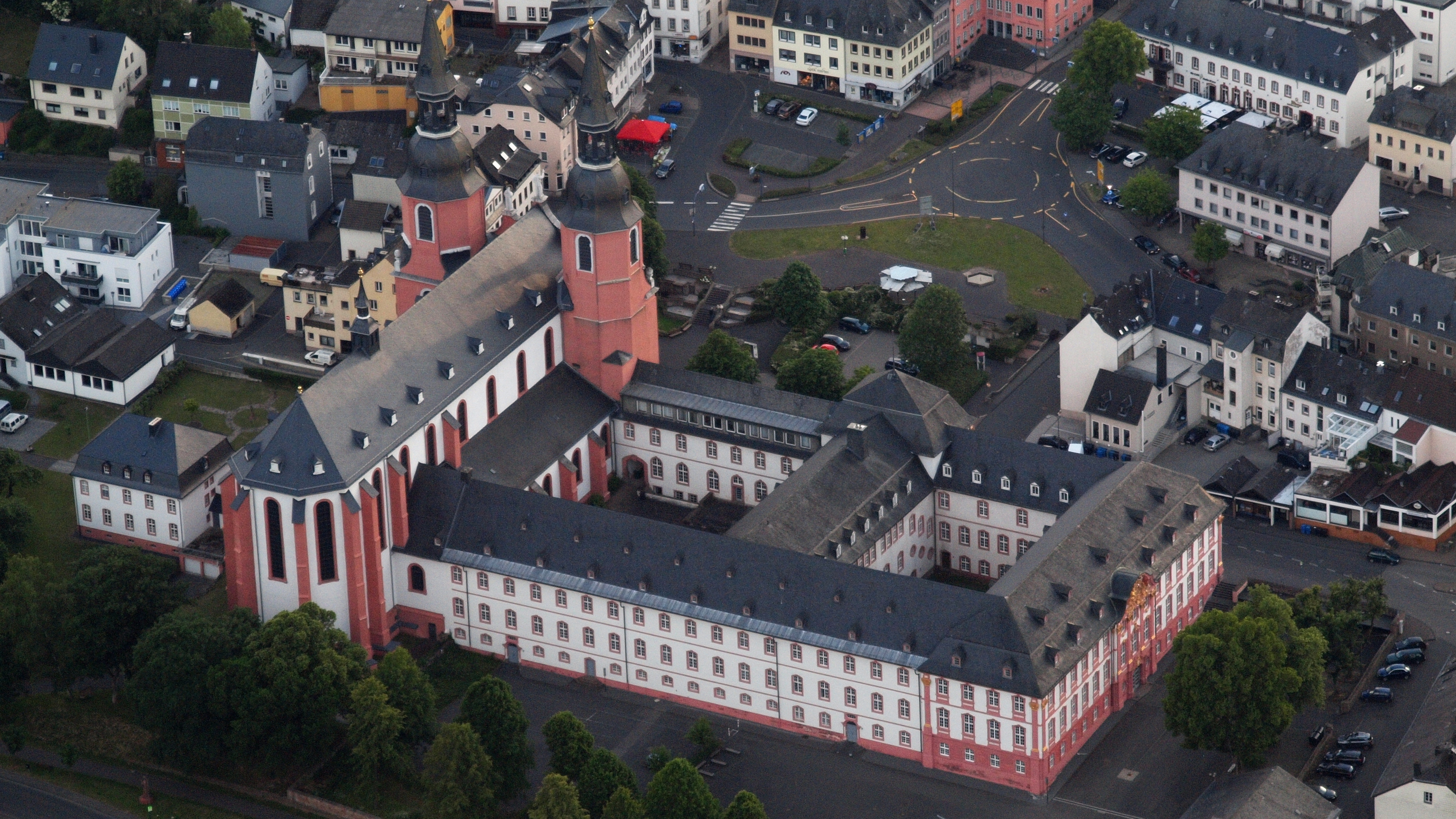
Abadía de Prüm

Durante el mandato de los obispos de Schönborn se construyeron más de 100 iglesias, muchas de ellas por su famoso arquitecto de la corte Balthasar Neumann, entre ellas:
- Capilla de la corte de residencia de Wurzburgo
- Basílica de Vierzehnheiligen (Catorce Santos Auxiliadores) (1743-1753), obra de Baltasar Neumann
- Capilla de la corte de residencia de Meersburg
- Iglesia de peregrinación de la Santísima Trinidad en Gößweinstein
- San Mauricio (Wiesentheid)
- Santa Cecilia (Heusenstamm)
- Basílica de San Paulino (1734-1753), en Tréveris, obra de obra de Baltasar Neumann
- San Lorenzo en Dirmstein
- San Pedro en Bruchsal
- Abadía de Prüm, nuevos edificios desde 1748

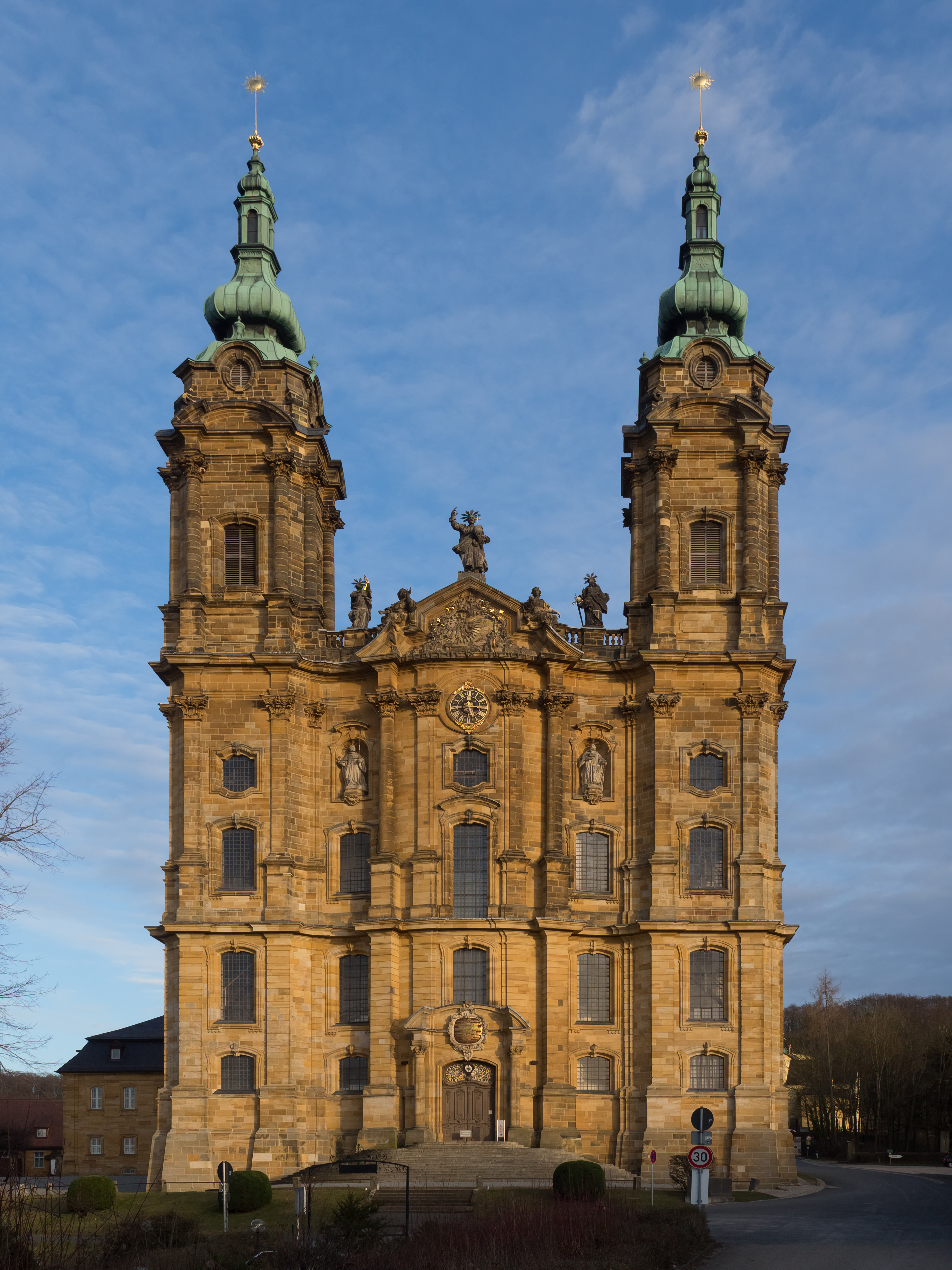
Basílica de Vierzehnheiligen (Catorce Santos Auxiliadores) (1743-1753), obra de Baltasar Neumann
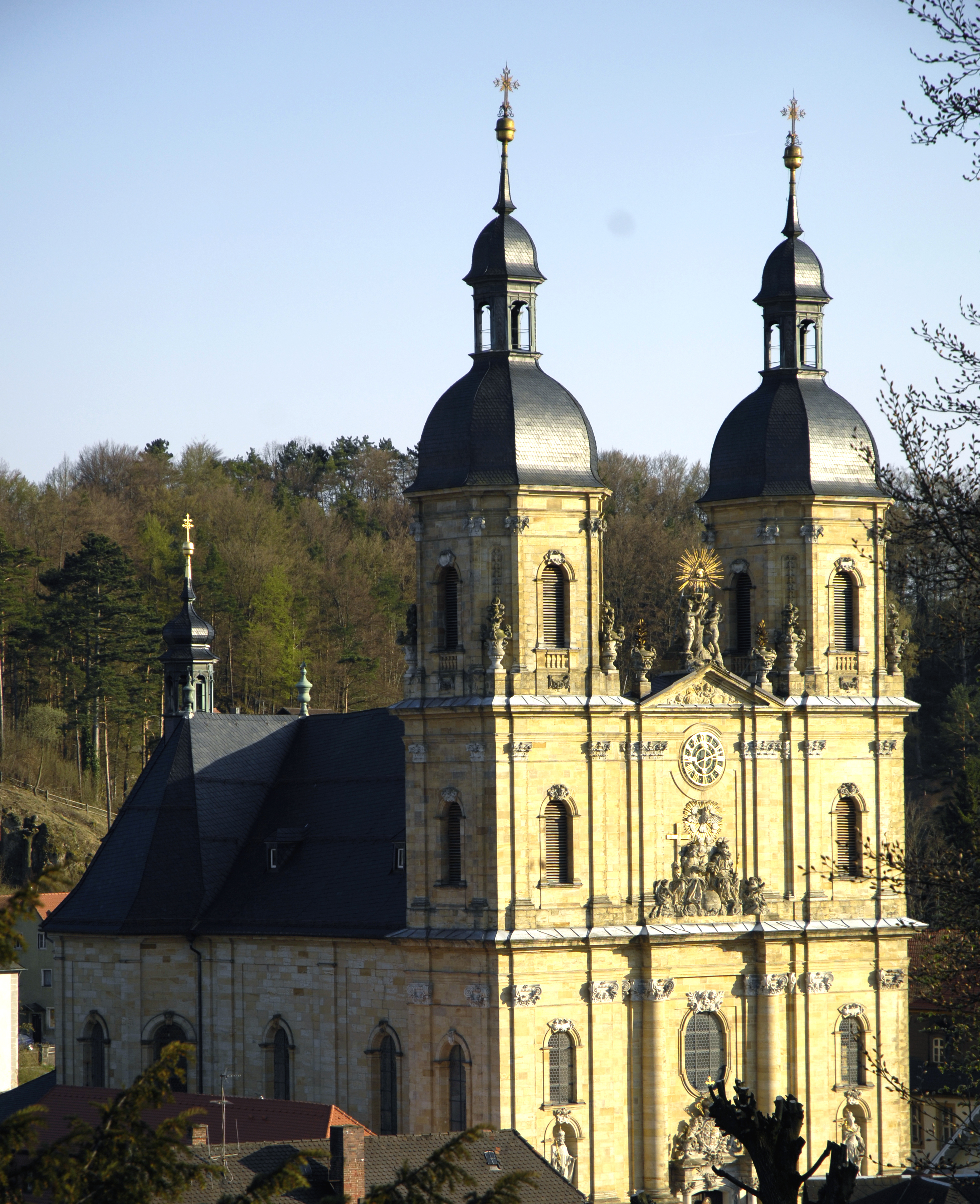
Iglesia de la Santísima Trinidad en Gößweinstein
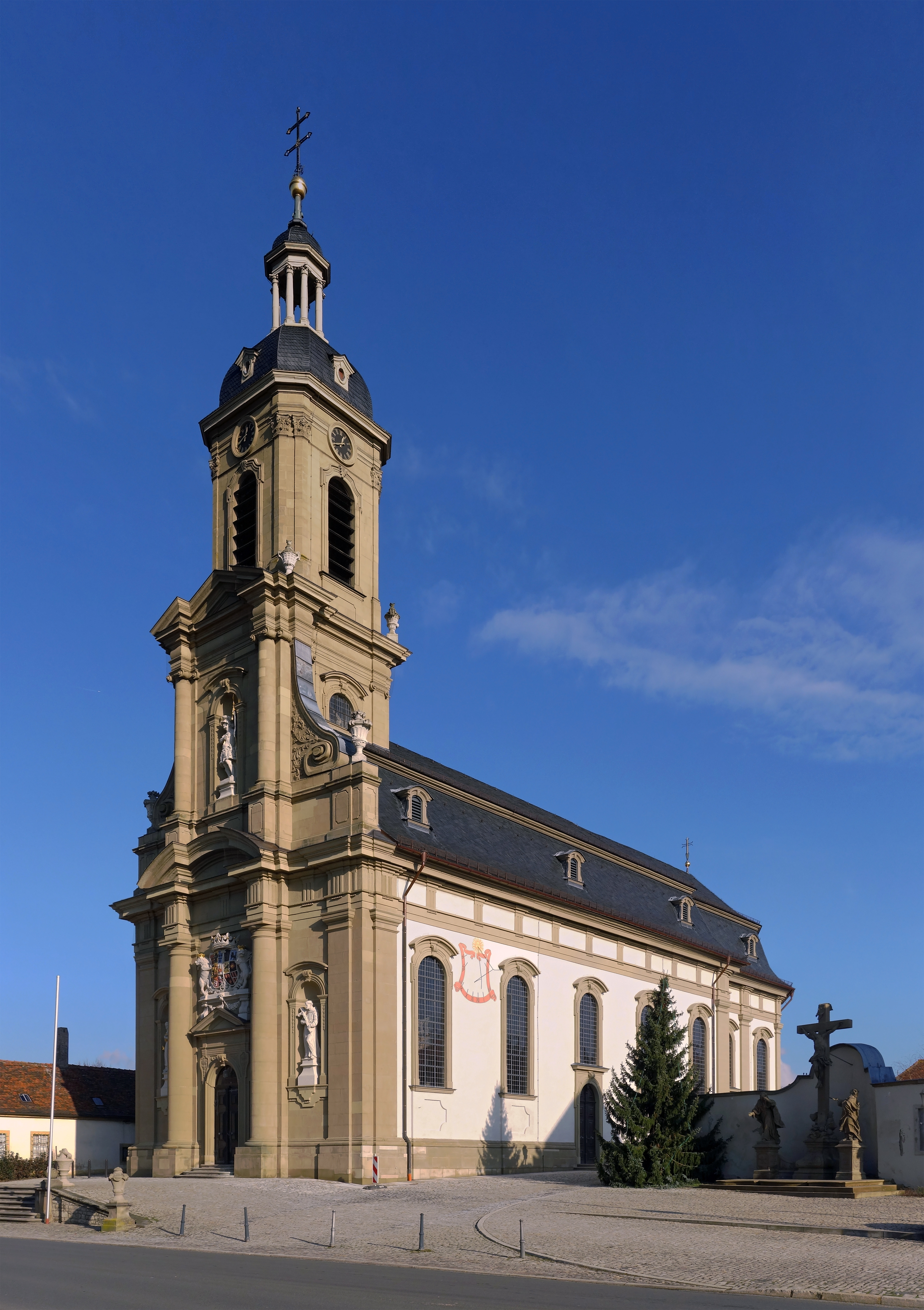
San Mauricio, Wiesentheid
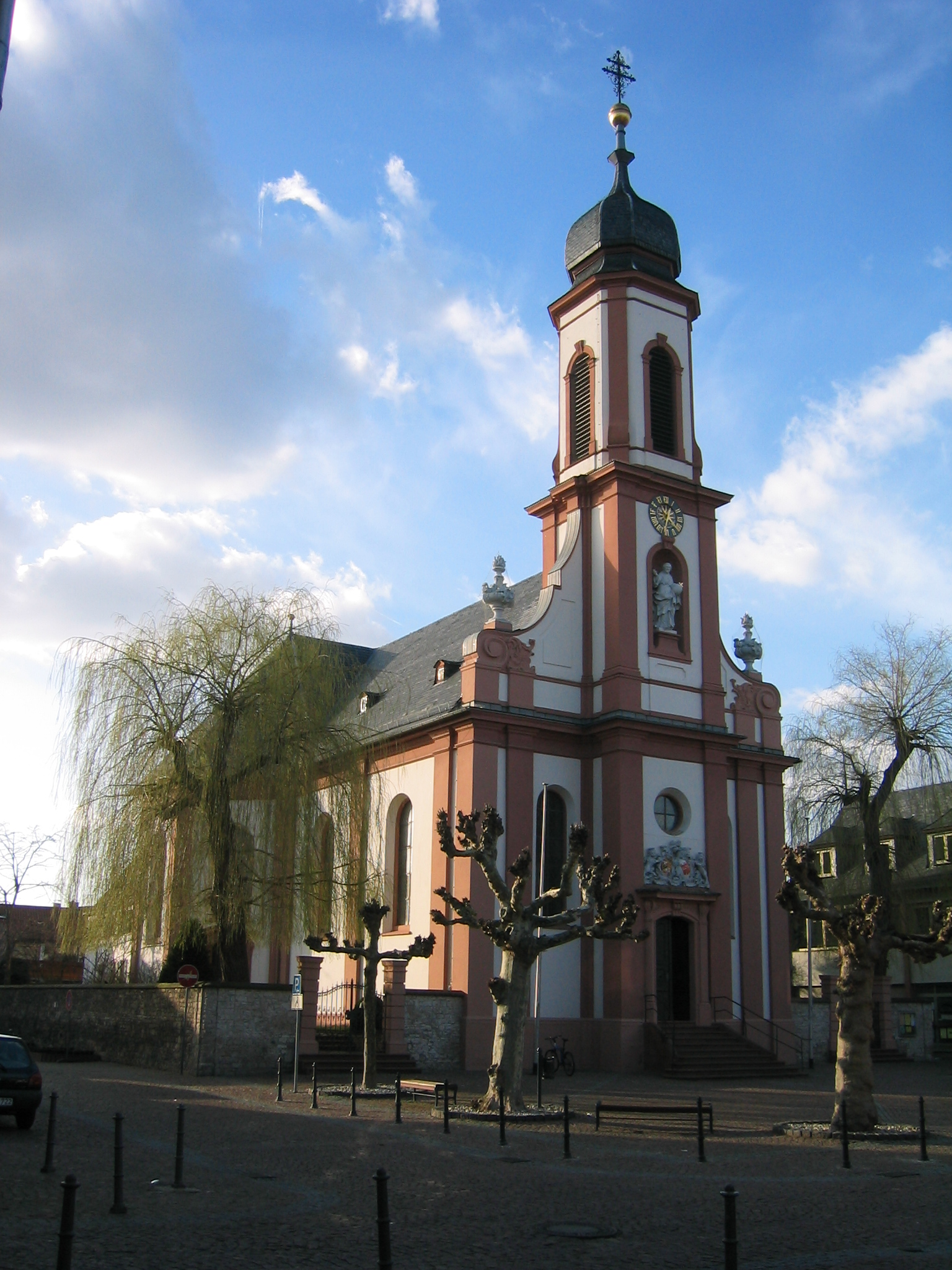
Santa Cecilia, Heusenstamm
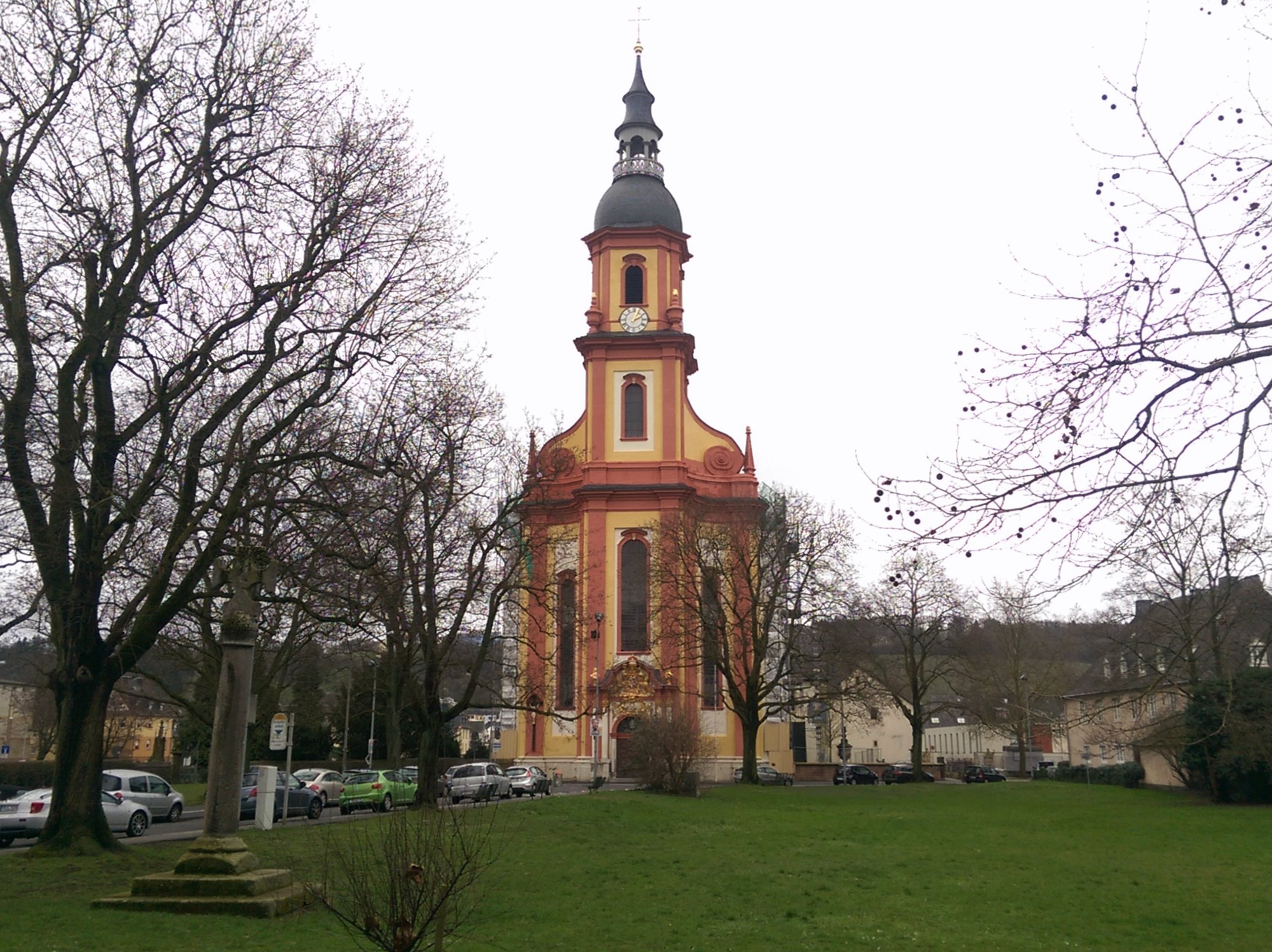
Basílica de San Paulino (1734-1753), en Tréveris
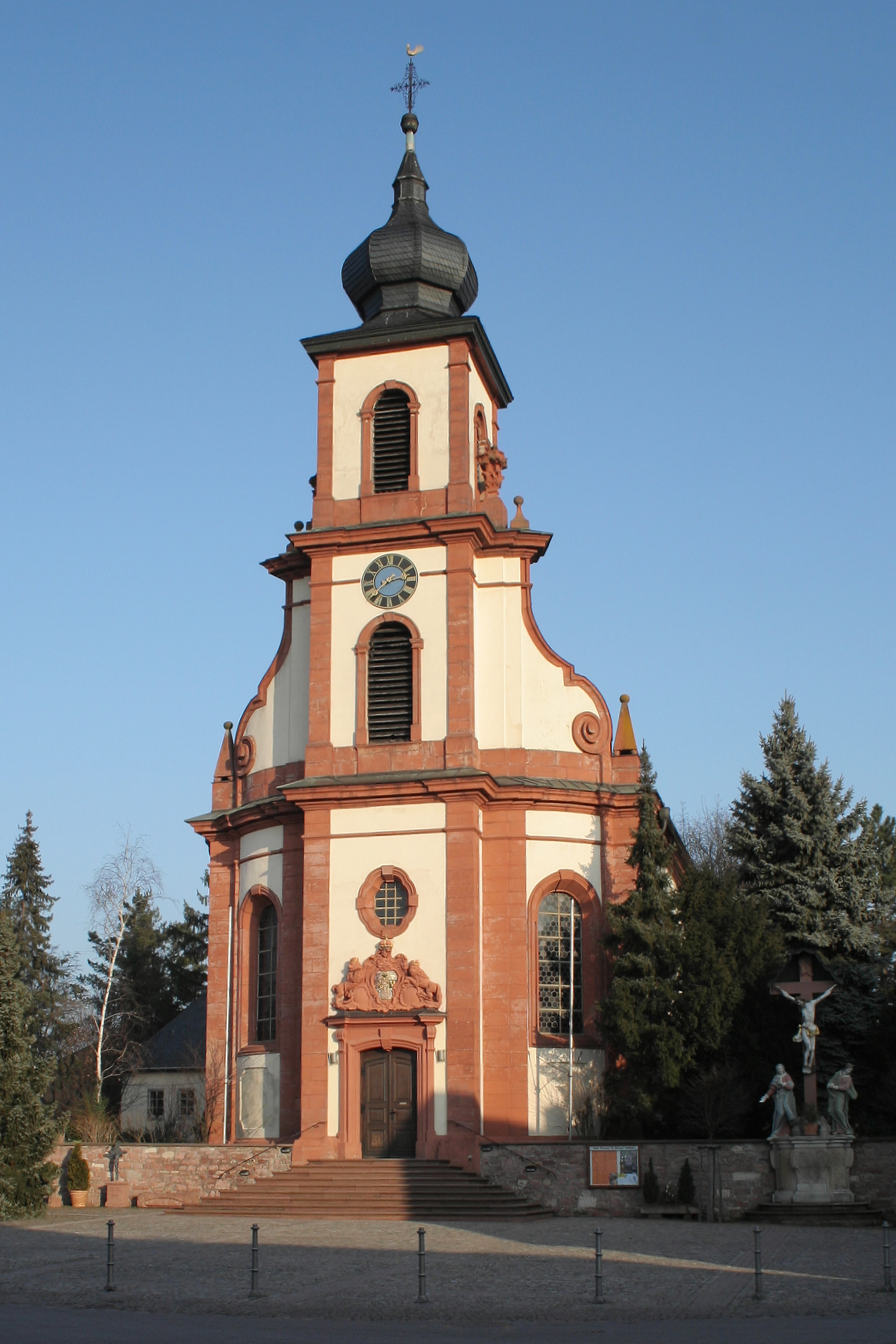
San Miguel, Hofheim
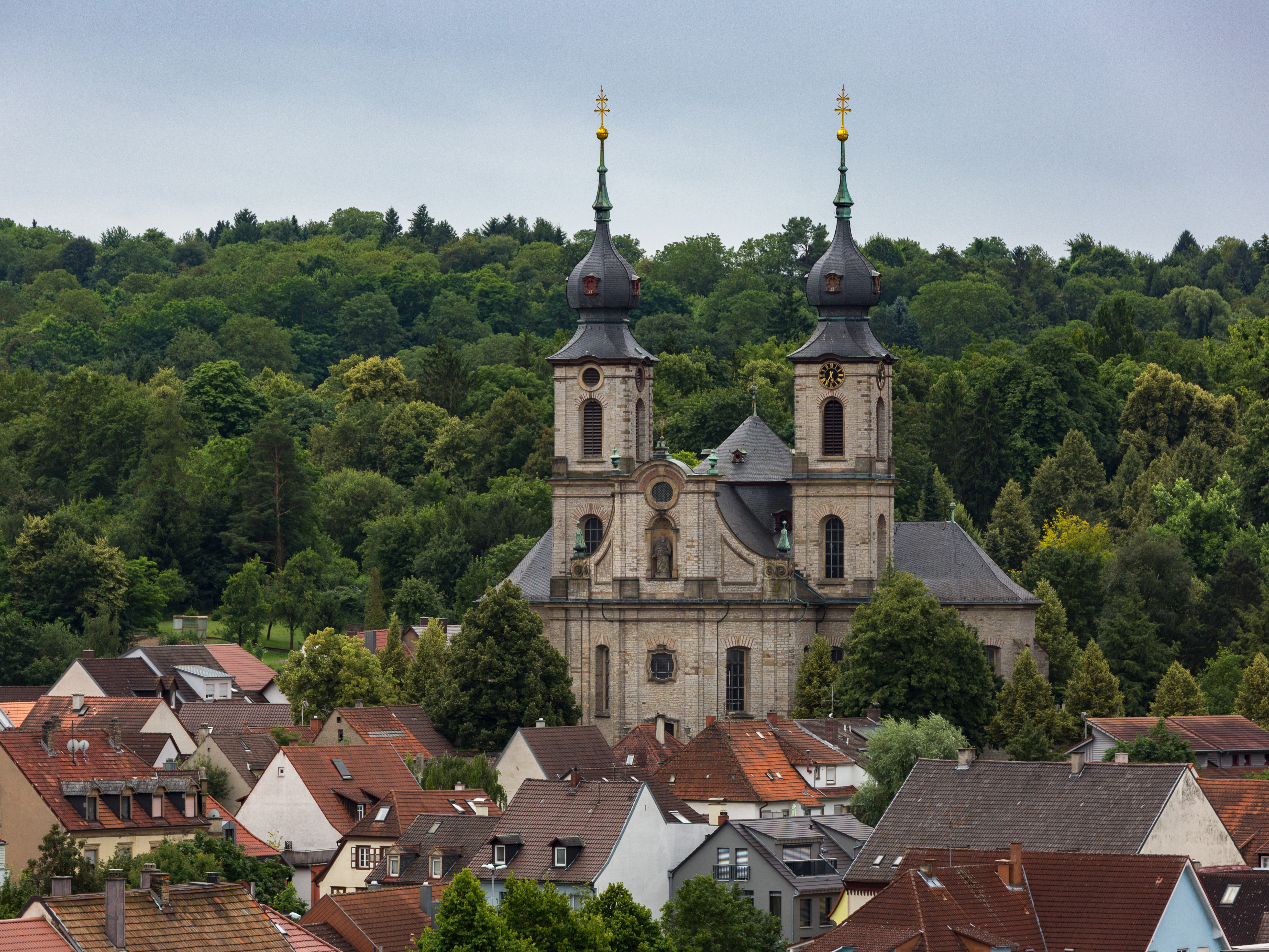
San Pedro en Bruchsal
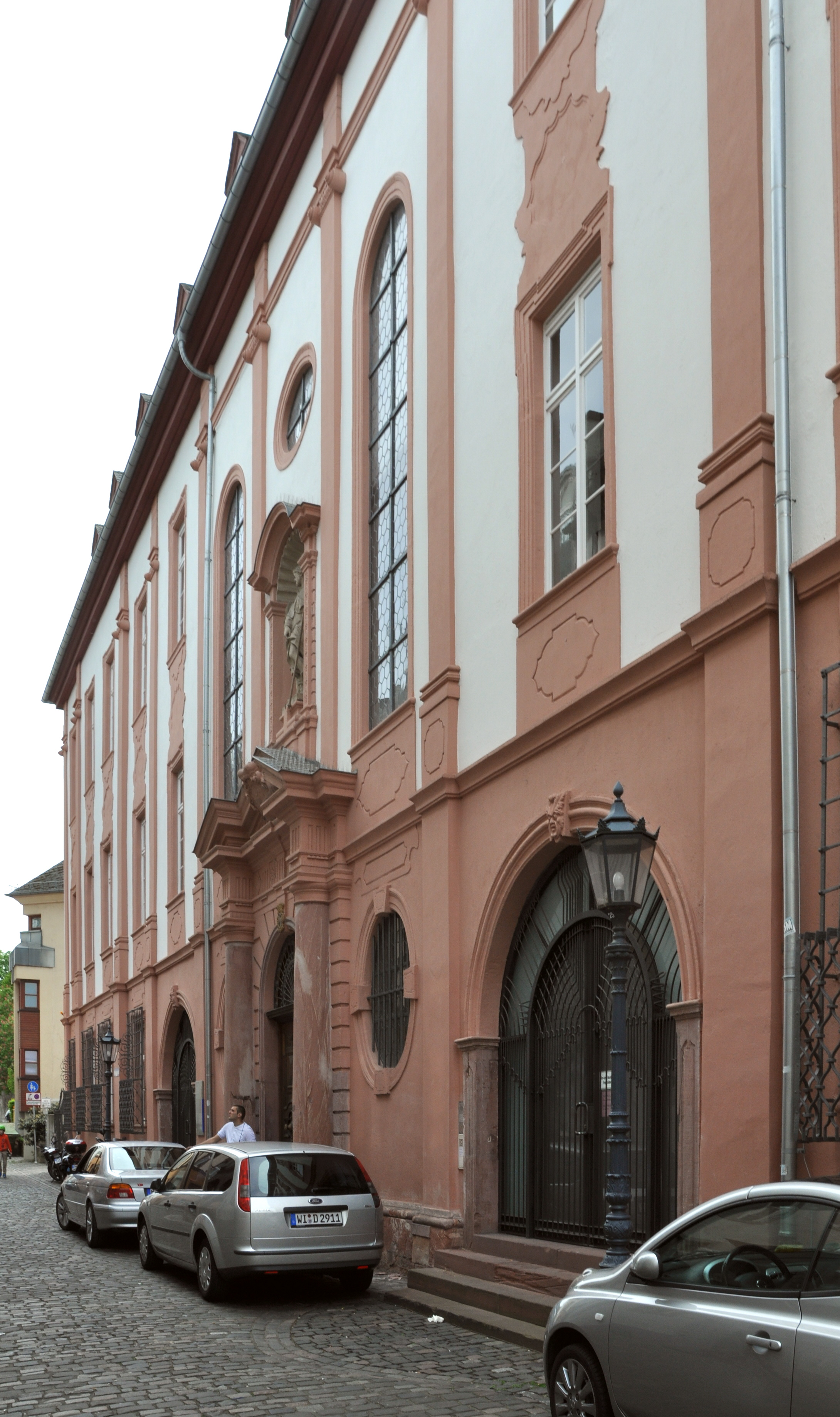
Hospital San Roco de Maguncia
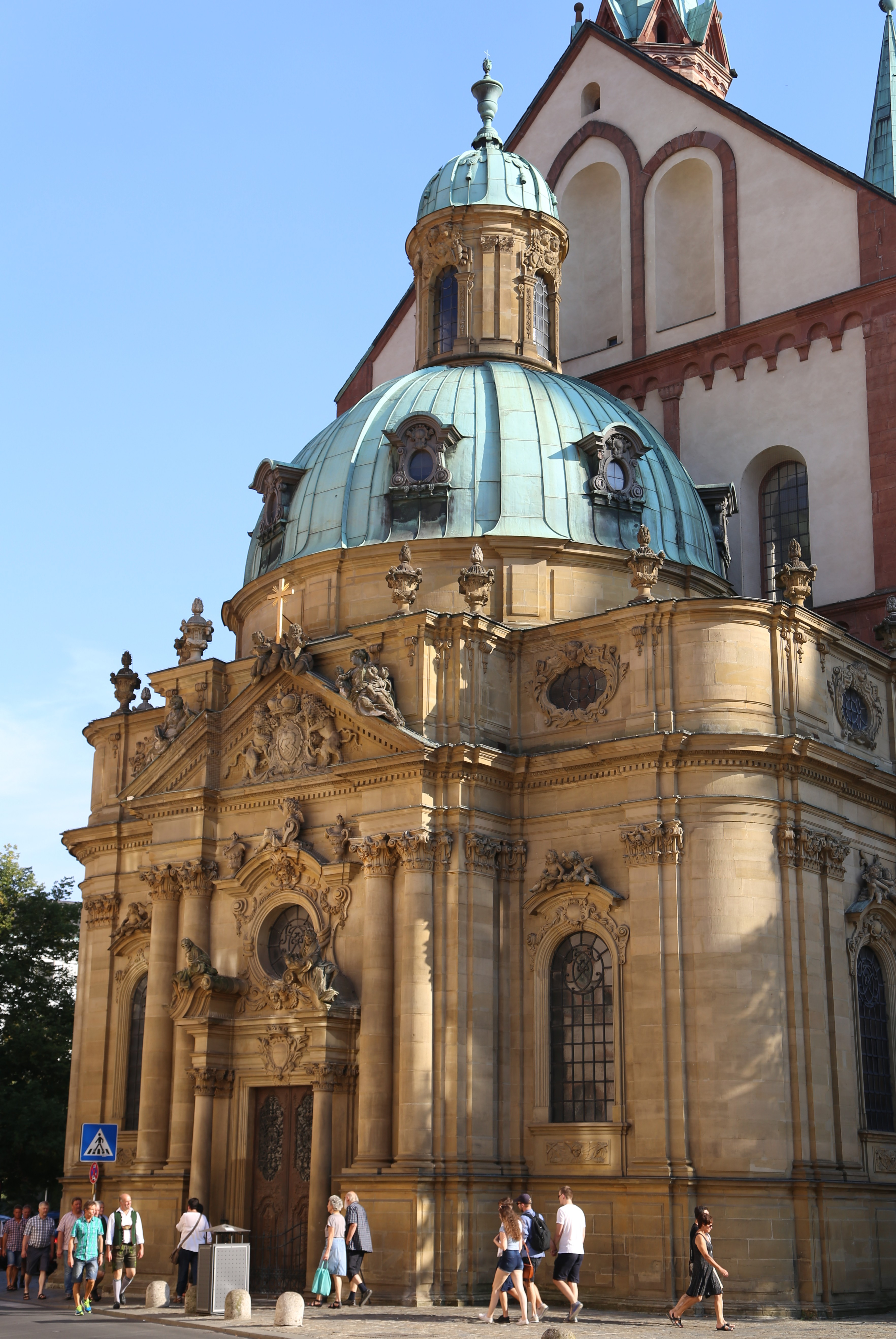
Catedral de Wurzburgo con la adyacente capilla funeraria de los Schönborn

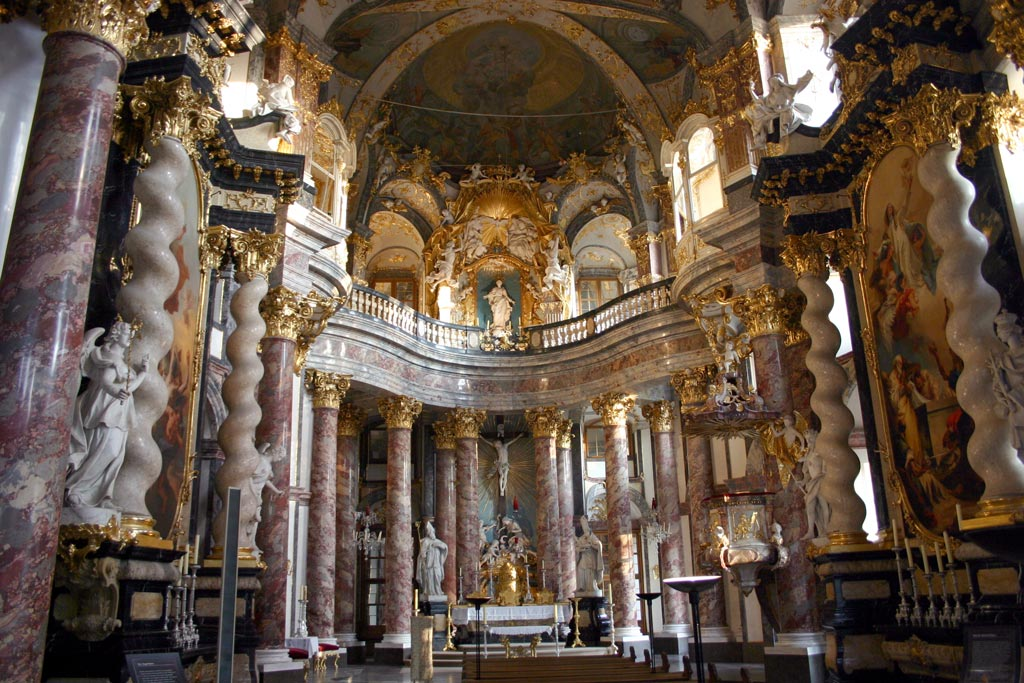
Capilla de la corte de la residencia de Wurzburgo
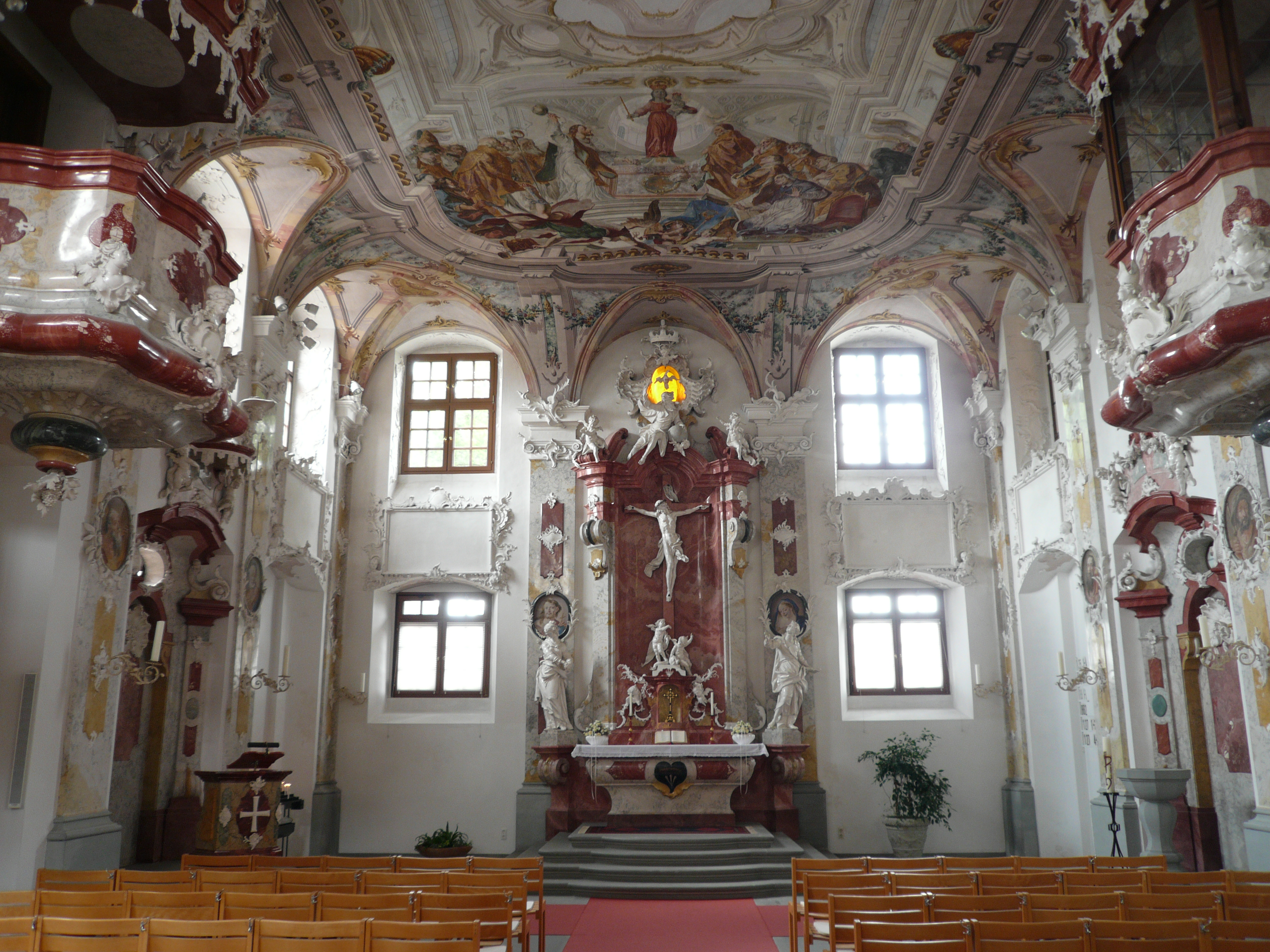
Capilla de la corte de Meersburg
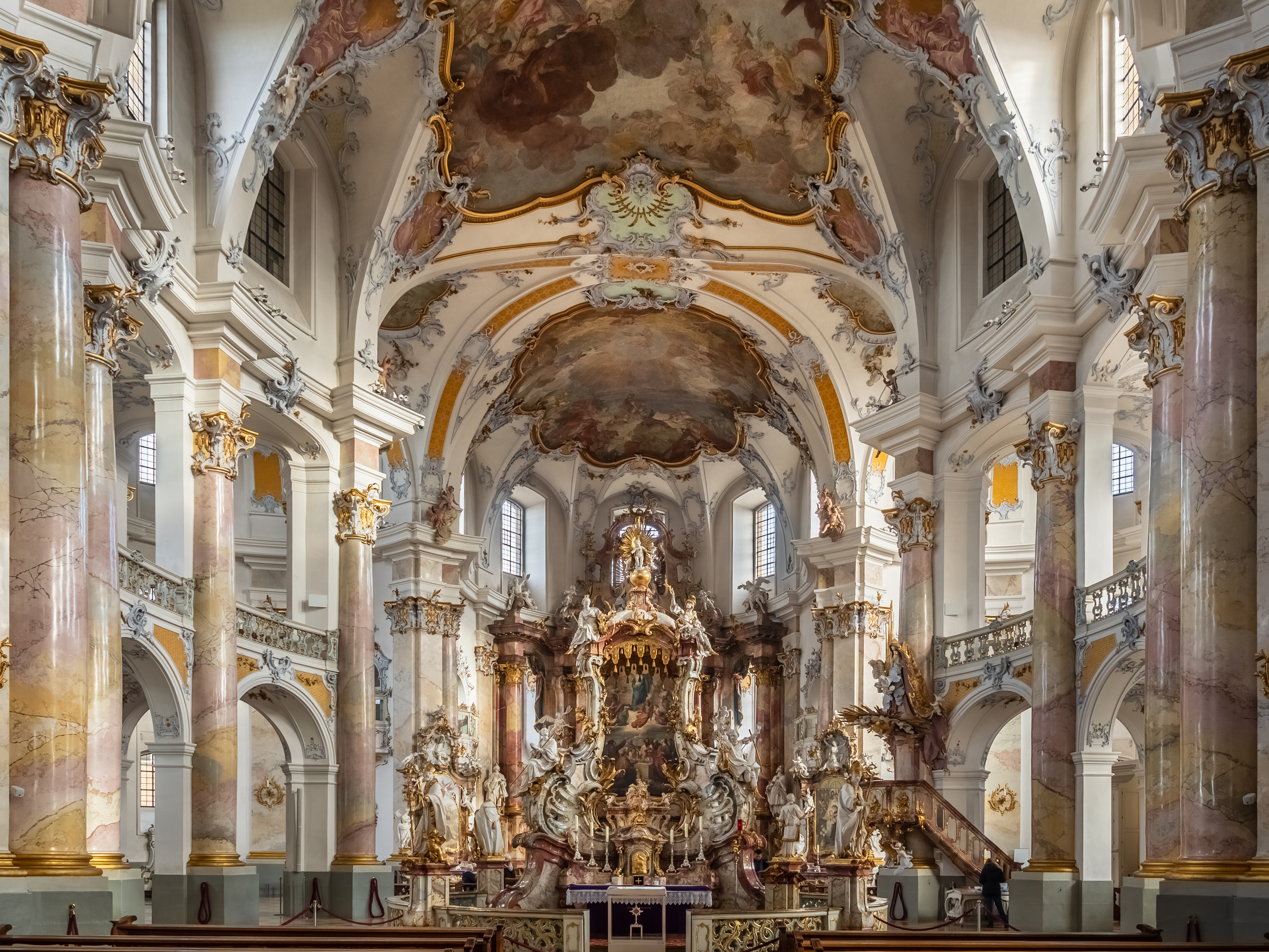
Interior de la basílica de Vierzehnheiligen
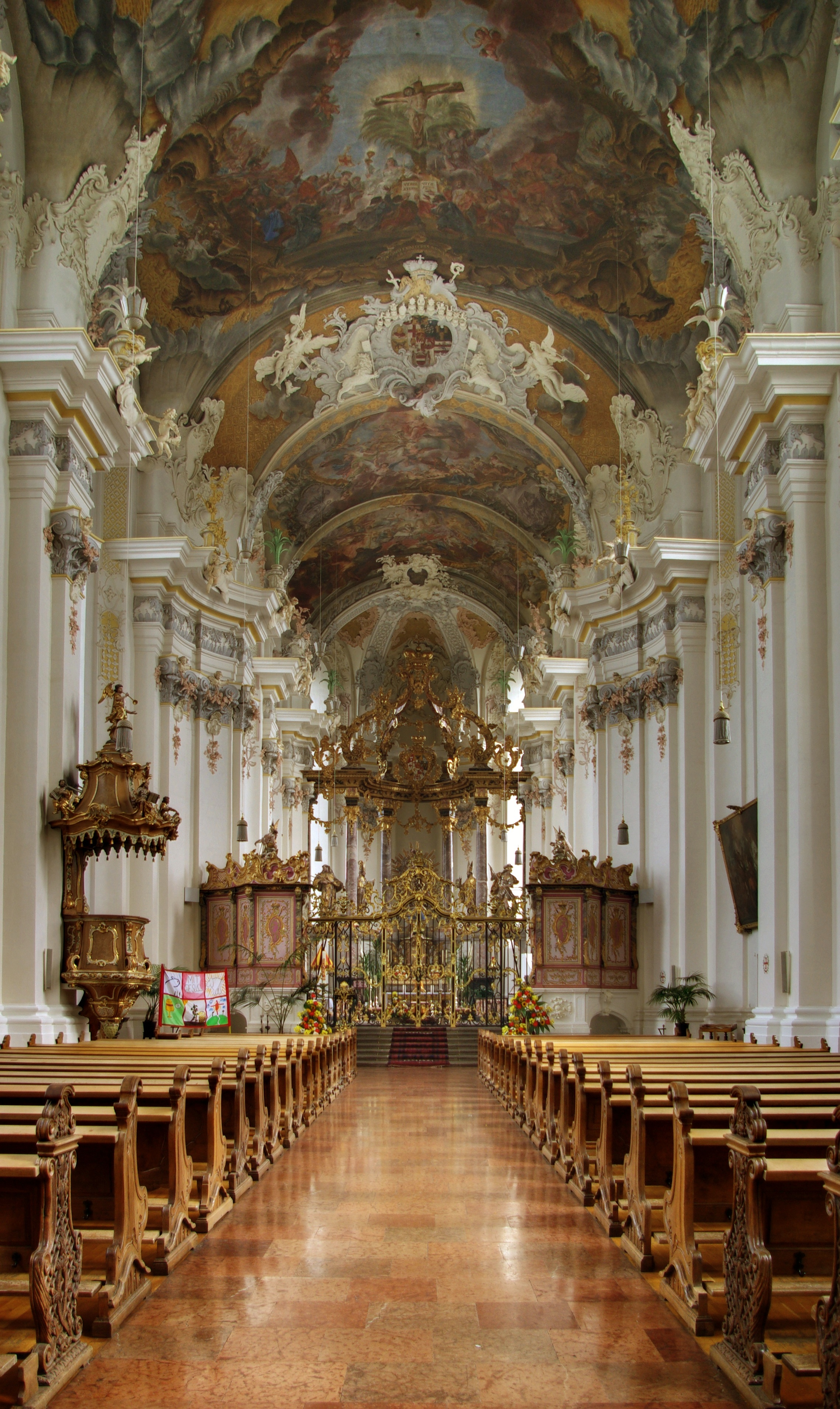
San Pablo, Tréveris
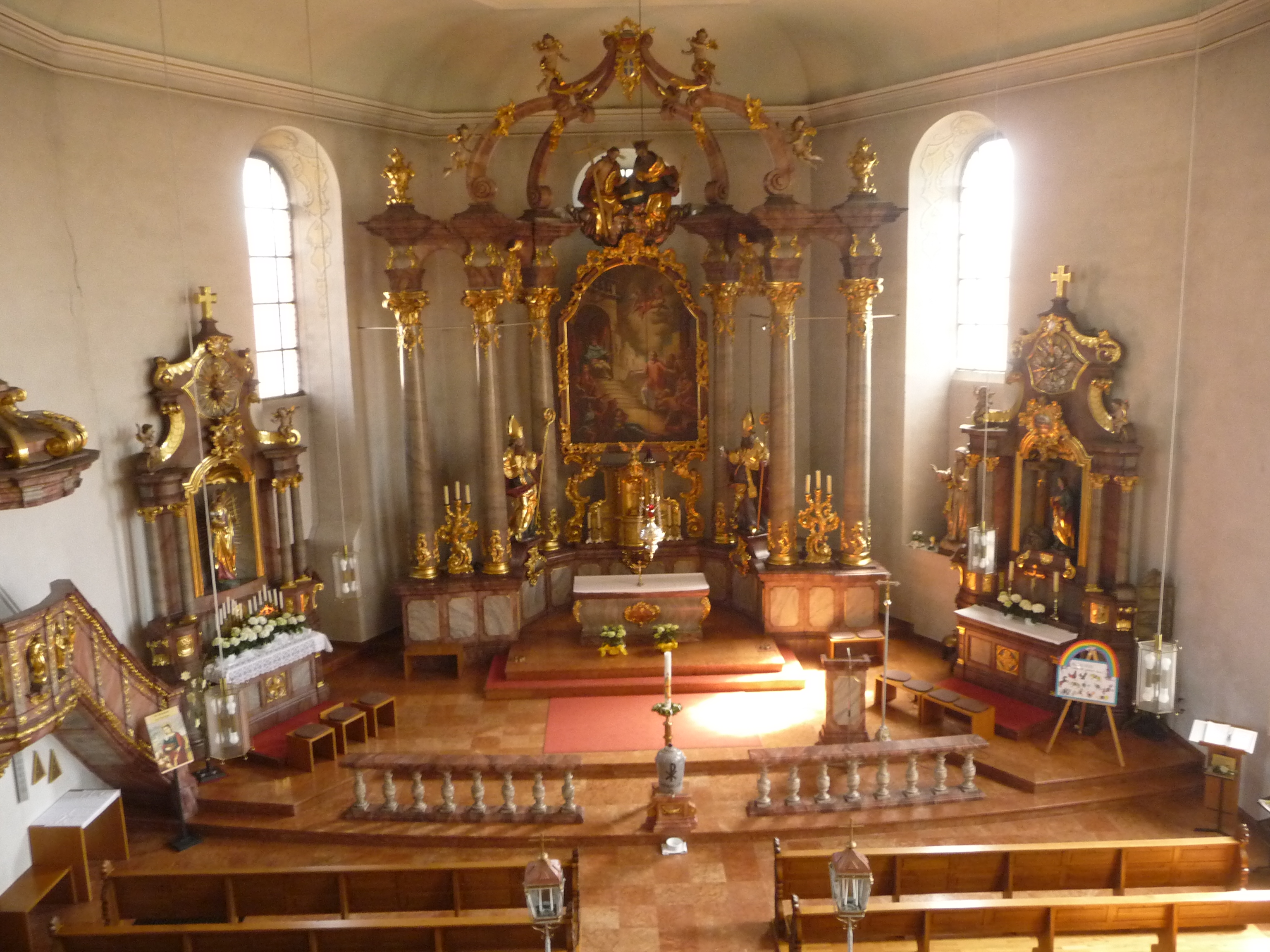
San Lorenzo, Dirmstein

### Residencias eclesiásticas y oficiales
- Fortaleza de Maguncia y Ciudadela de Maguncia (construida entre 1655 y 1675 por Johann Philipp)
- Nueva residencia en Bamberg (edificada desde 1697 por Lothar Franz)
- Palacio Favorite en Maguncia (edificada desde 1700 por Lothar Franz)
- La Cancillería Federal de Austria, construida entre 1717 y 1719 por el vicecanciller Friedrich Karl von Schönborn
- Blauer Hof Laxenburg (1710-1720 por Friedrich Karl)
- Residencia de Wurzburgo (edificada desde 1719 por Johann Philipp Franz von Schönborn, realizada bajo Friedrich Karl)
- Palacio de Bruchsal (edificado desde 1720 por Damian Hugo)
- Ala de la Cancillería Imperial del Palacio de Hofburg en Vienna (1723–30 bajo el vicecanciller Friedrich Karl von Schönborn)
- Schloss Werneck (edificada desde 1733 por Friedrich Karl)
- Schloss Philippsburg (edificio dicasterial), Koblenz (1738-1749 por Franz Georg)
- Neues Schloss (Meersburg), finalización del palacio (desde 1740 por Damian Hugo)
- Schloss Schönbornslust en Koblenz-Kesselheim (1748-1752 por Franz Georg)

## Galería

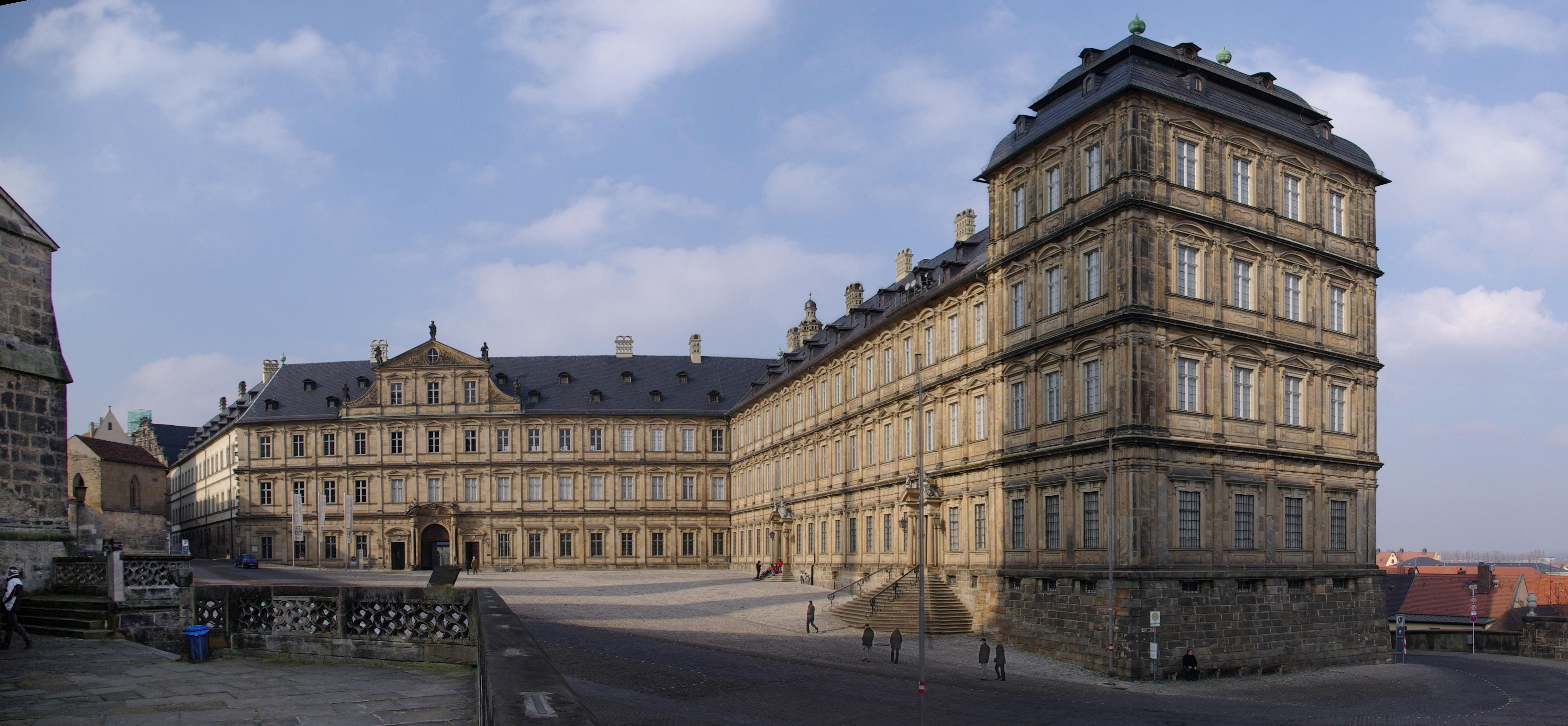
La nueva residencia de los obispos en Bamberg, construida entre 1697 y 1703 por Lothar Franz von Schönborn
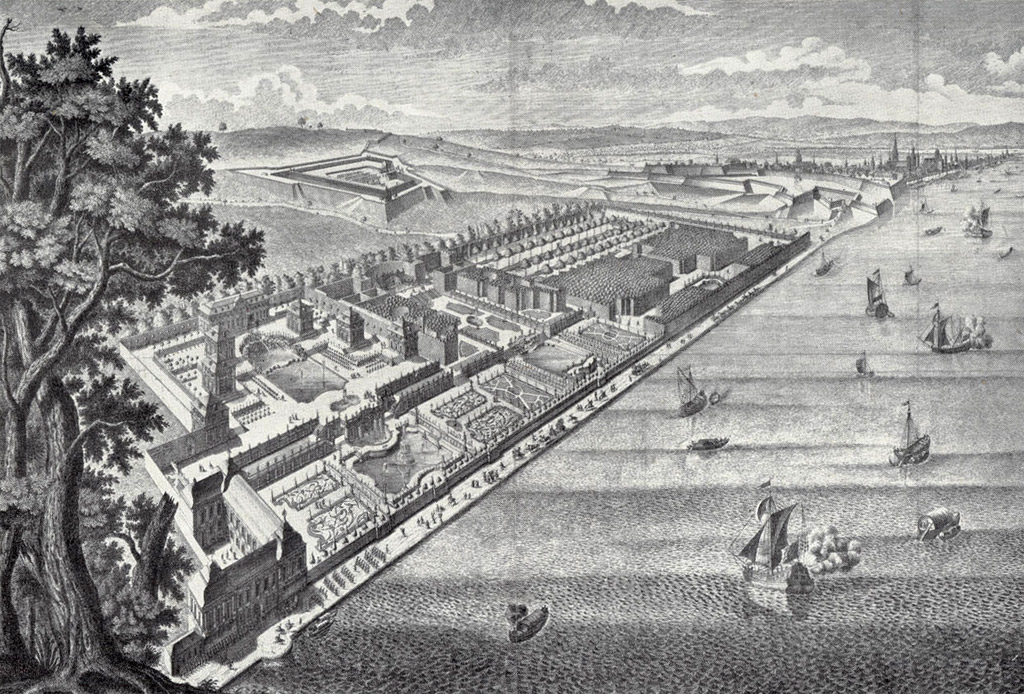
Palacio Favorita en Maguncia, construido entre 1700 y 1722 por Lothar Franz
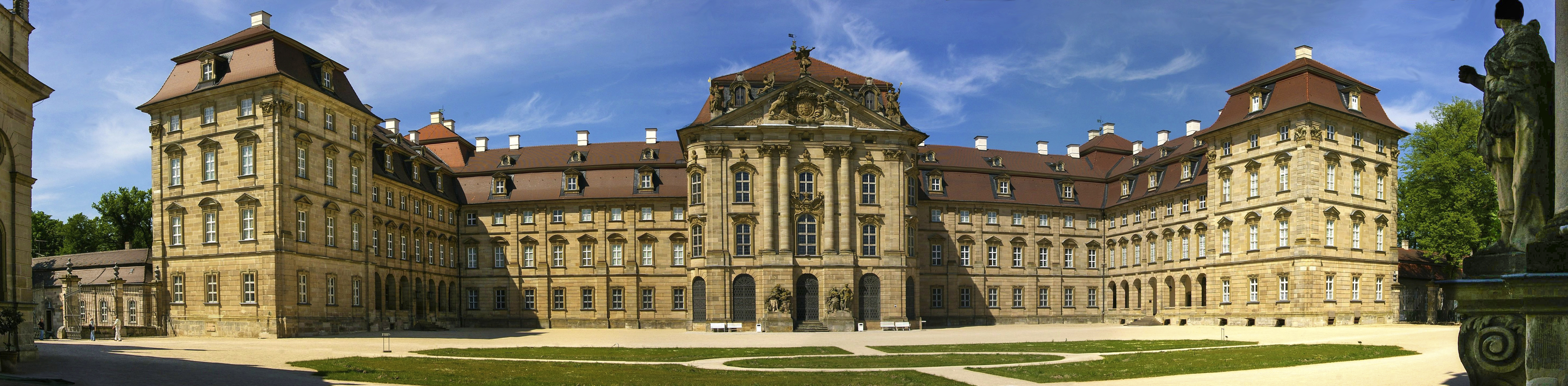
Palacio de Weißenstein en Pommersfelden, construido entre 1711 y 1718 por Lothar Franz, principe-obispo de Bamberg y lector de Maguncia, hasta el día de hoy es una residencia privada de los condes de Schönborn-Wiesentheid.
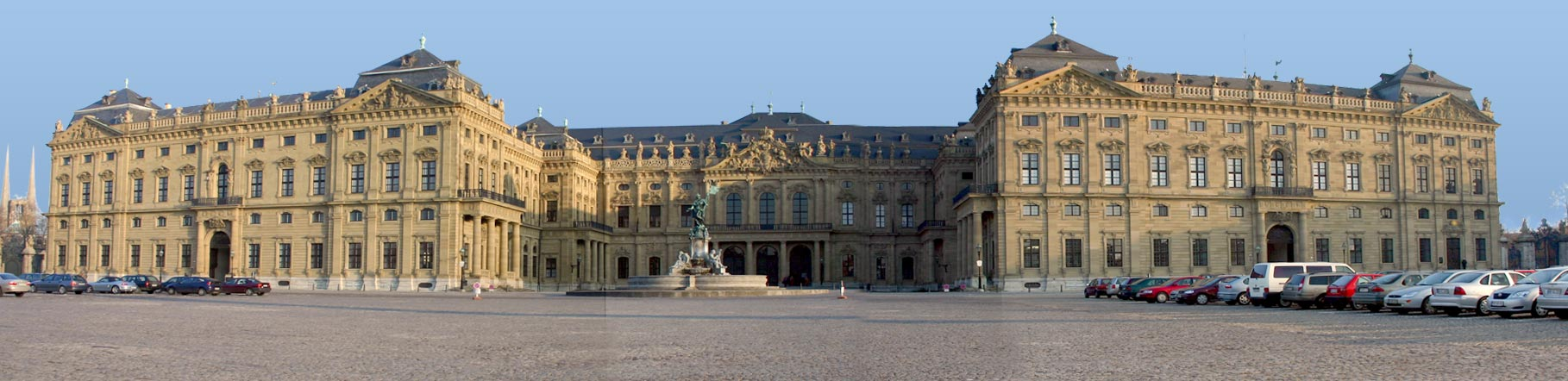
Residencia de Wurzburgo, construida entre 1719 y 1744 por Johann Philipp Franz von Schönborn y Friedrich Karl von Schönborn
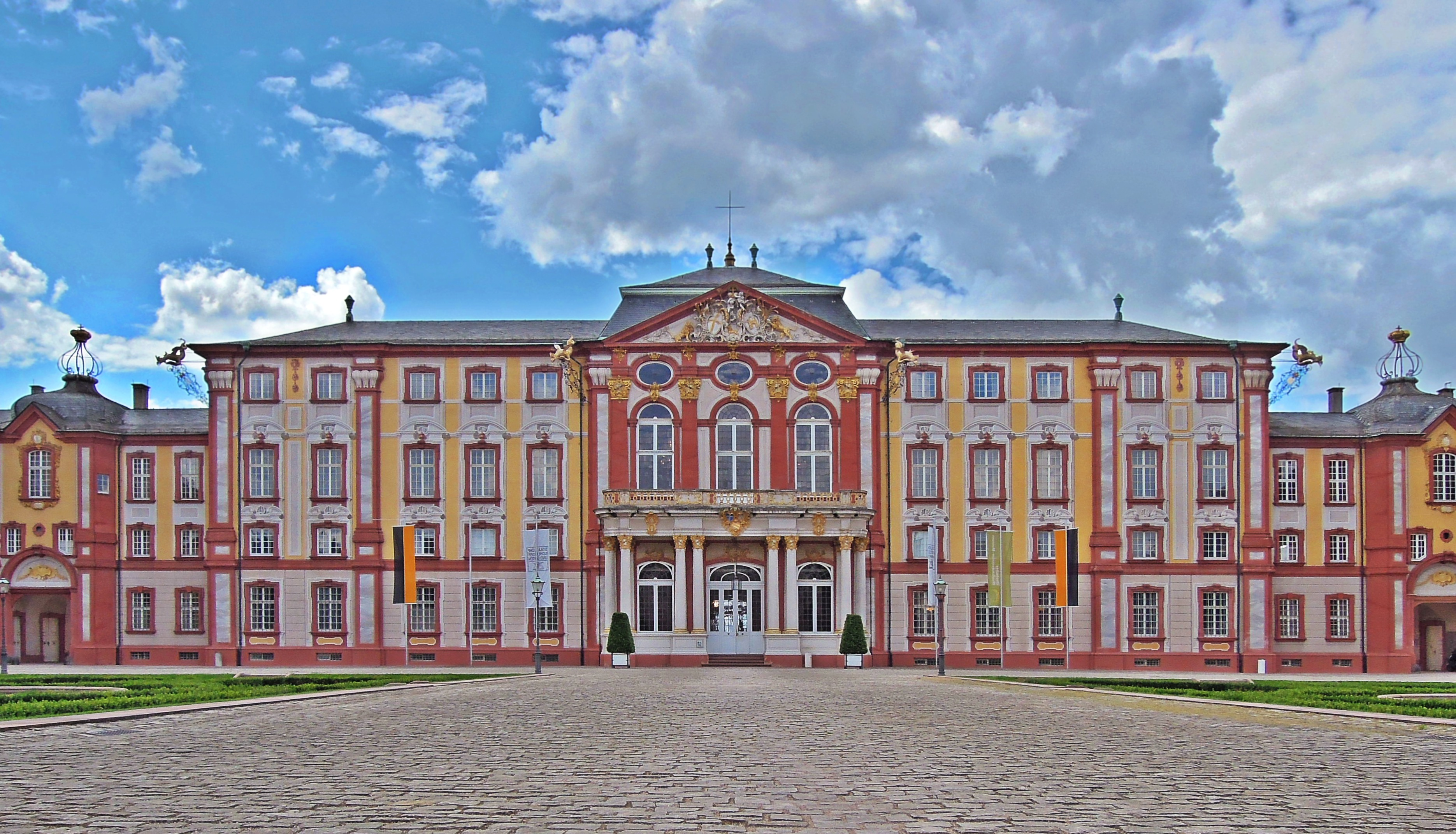
Palacio de Bruchsal, edificado desde 1720 por Damian Hugo Philipp von Schönborn
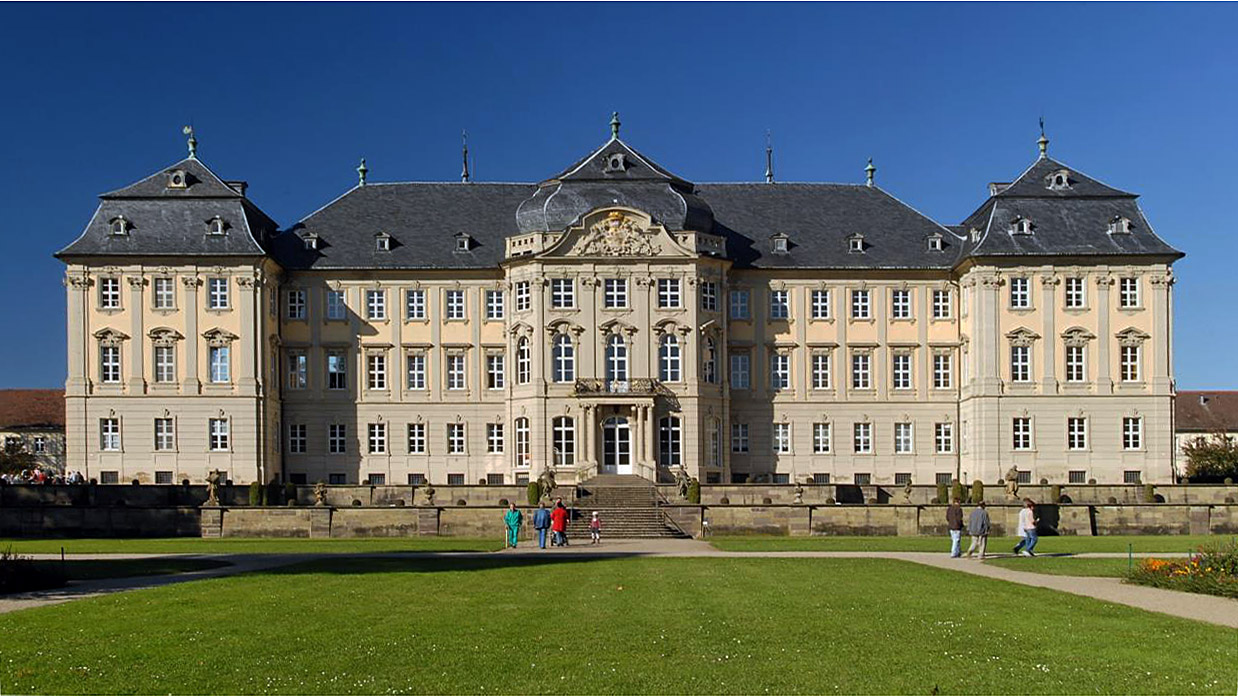
Palacio Werneck, edificado en 1733-1745 por Friedrich Karl von Schönborn
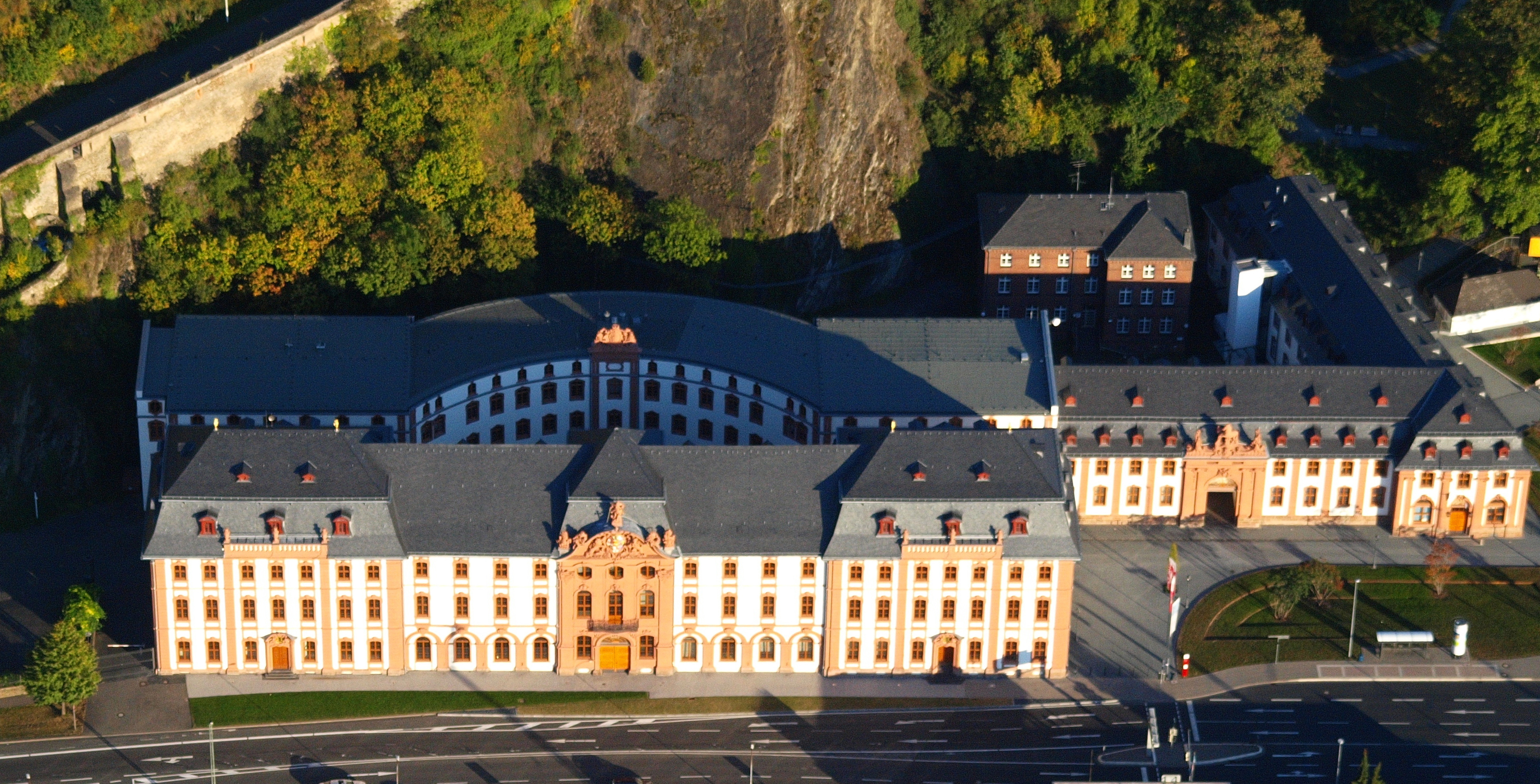
Palacio Philippsburg en Coblenza, edificado en 1738-1749 por Franz Georg von Schönborn

## Blasones

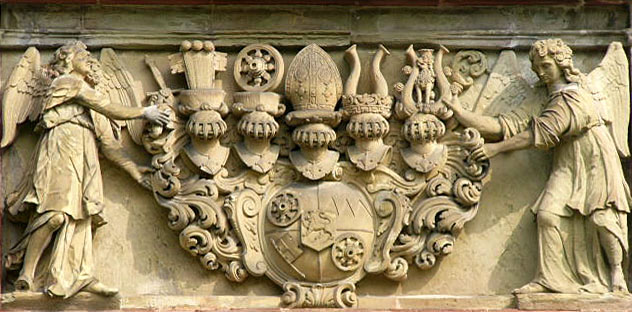
Blasones de los príncipes-obispos sobre el portal de la Fortaleza de Marienberg

El blasón del escudo de armas de la familia se describe como:

En rojo, un león dorado de dos colas, corona azul y lengua azul, caminando sobre tres puntas plateadas
In Rot ein auf drei silbernen Spitzen schreitender zweischwänziger blau gekrönter und blau bezungter goldener Löwe

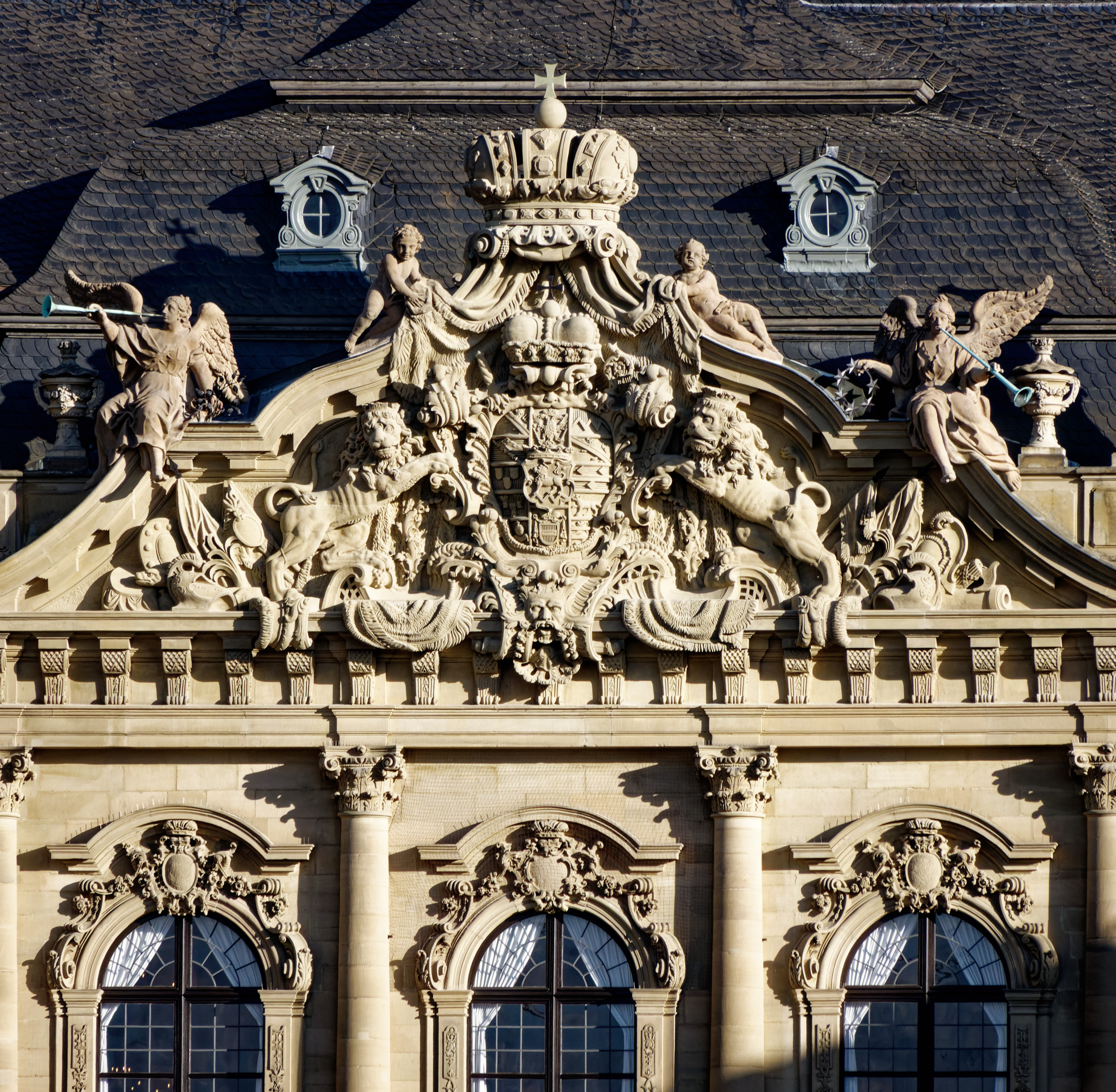
Escudo de armas del príncipe obispo Friedrich Karl  en la residencia de Würzburgo
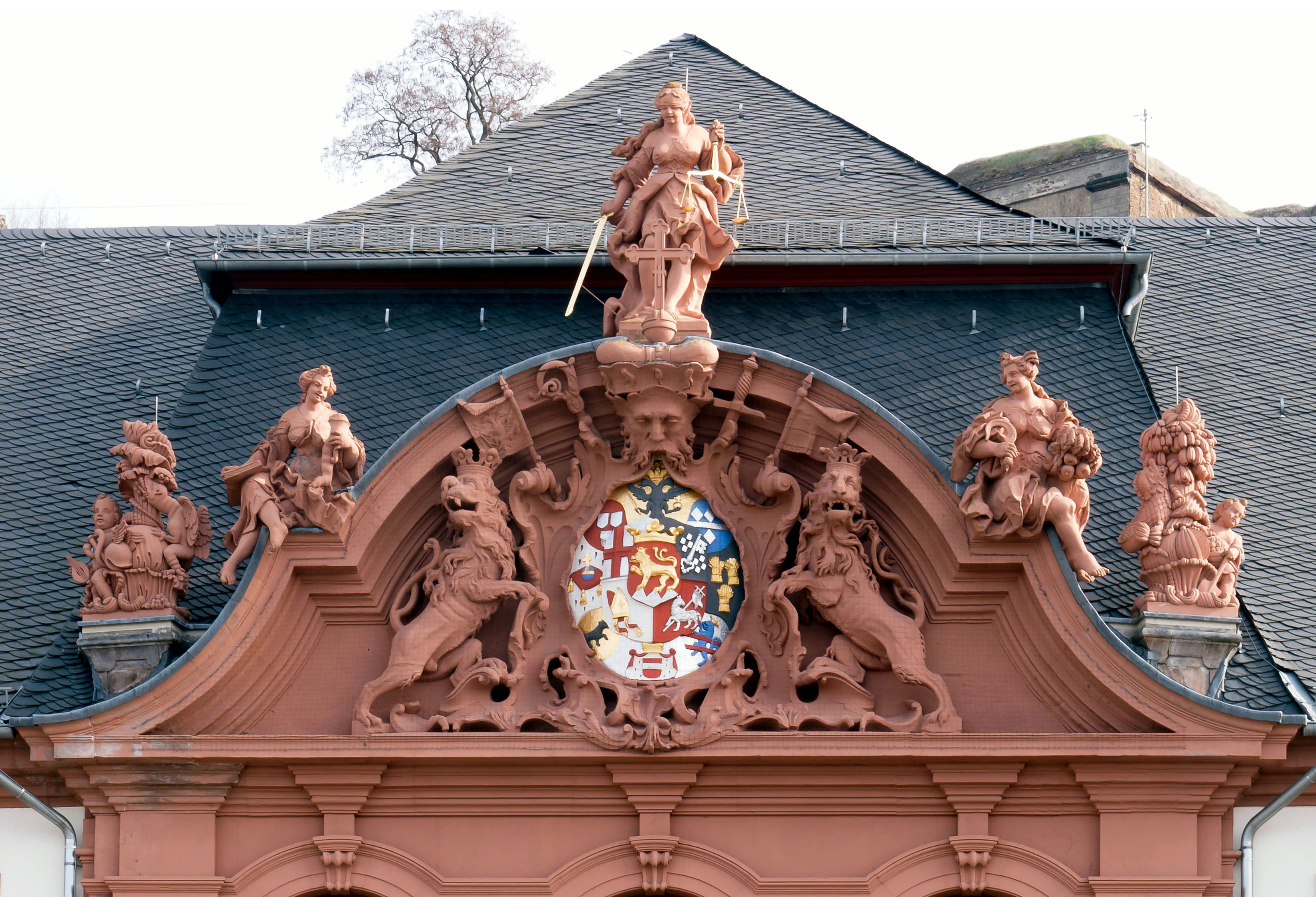
Escudo de armas del elector  Franz Georg en el edificio administrativo de Koblenz-Ehrenbreitstein
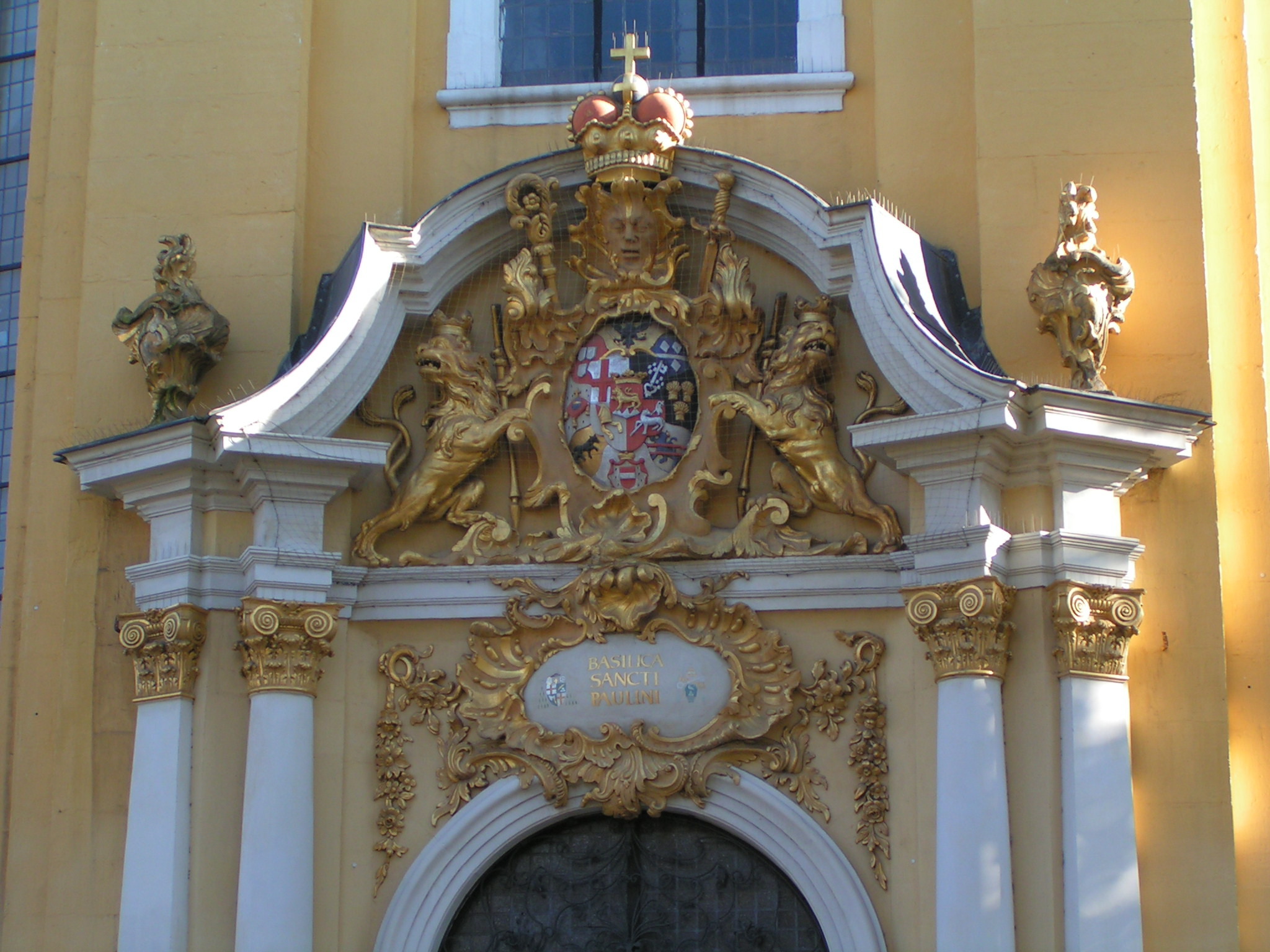
Escudo de armas del elector Franz Georg en Basílica de San Paulino en Tréveris
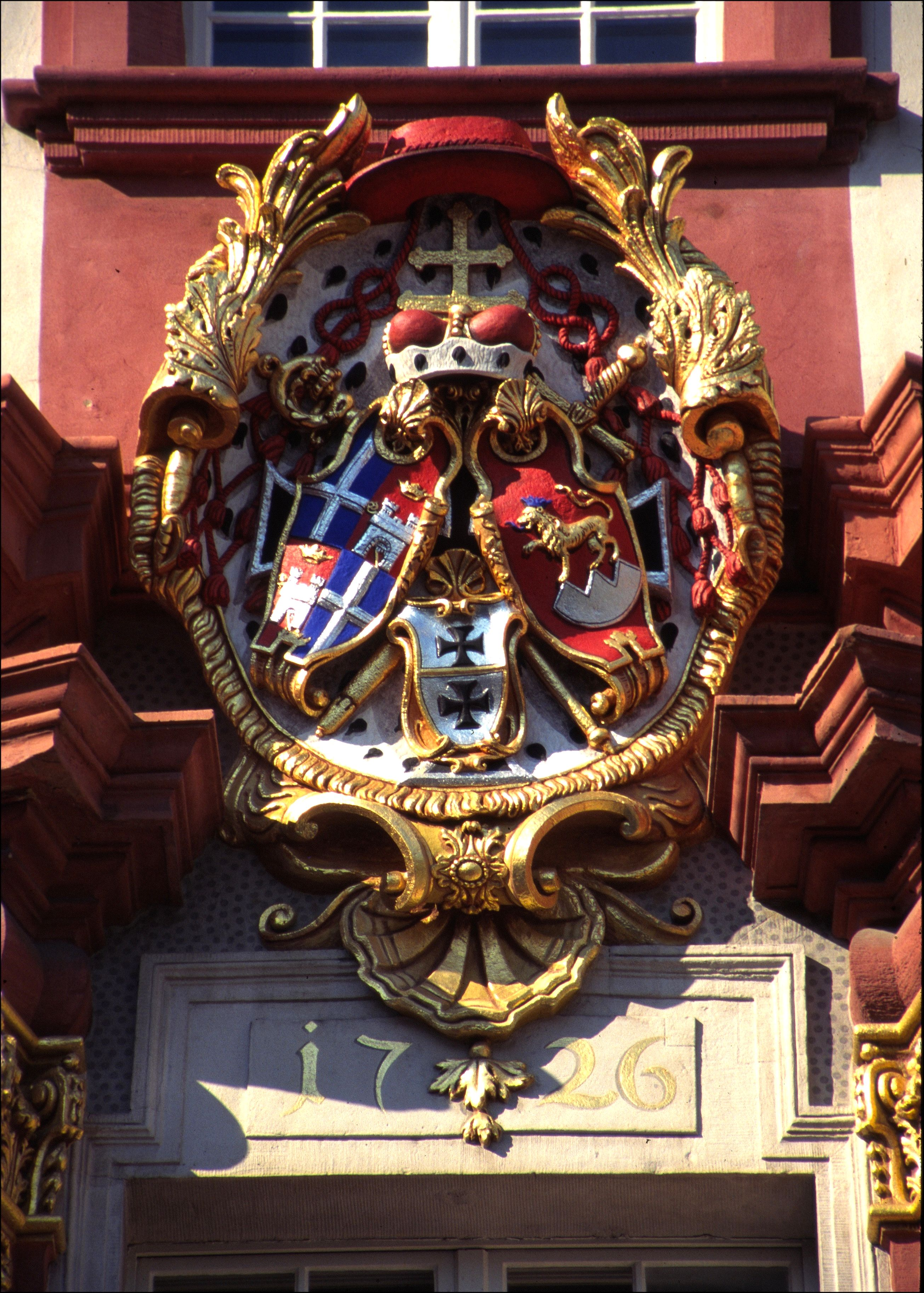
Escudo de armas del príncipe obispo Damian Hugo en el Palacio de Bruchsal
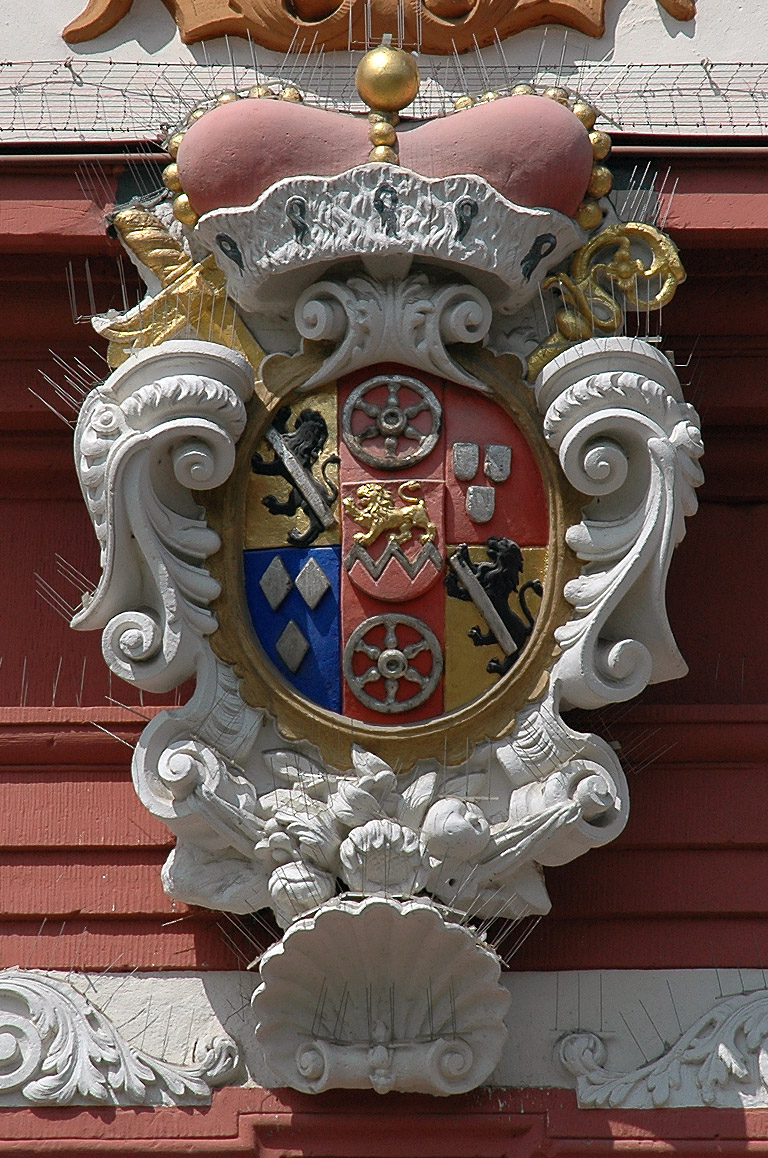
Escudo de armas del elector  Lothar Franz en la  gobernación electoral de Maguncia en Erfurt
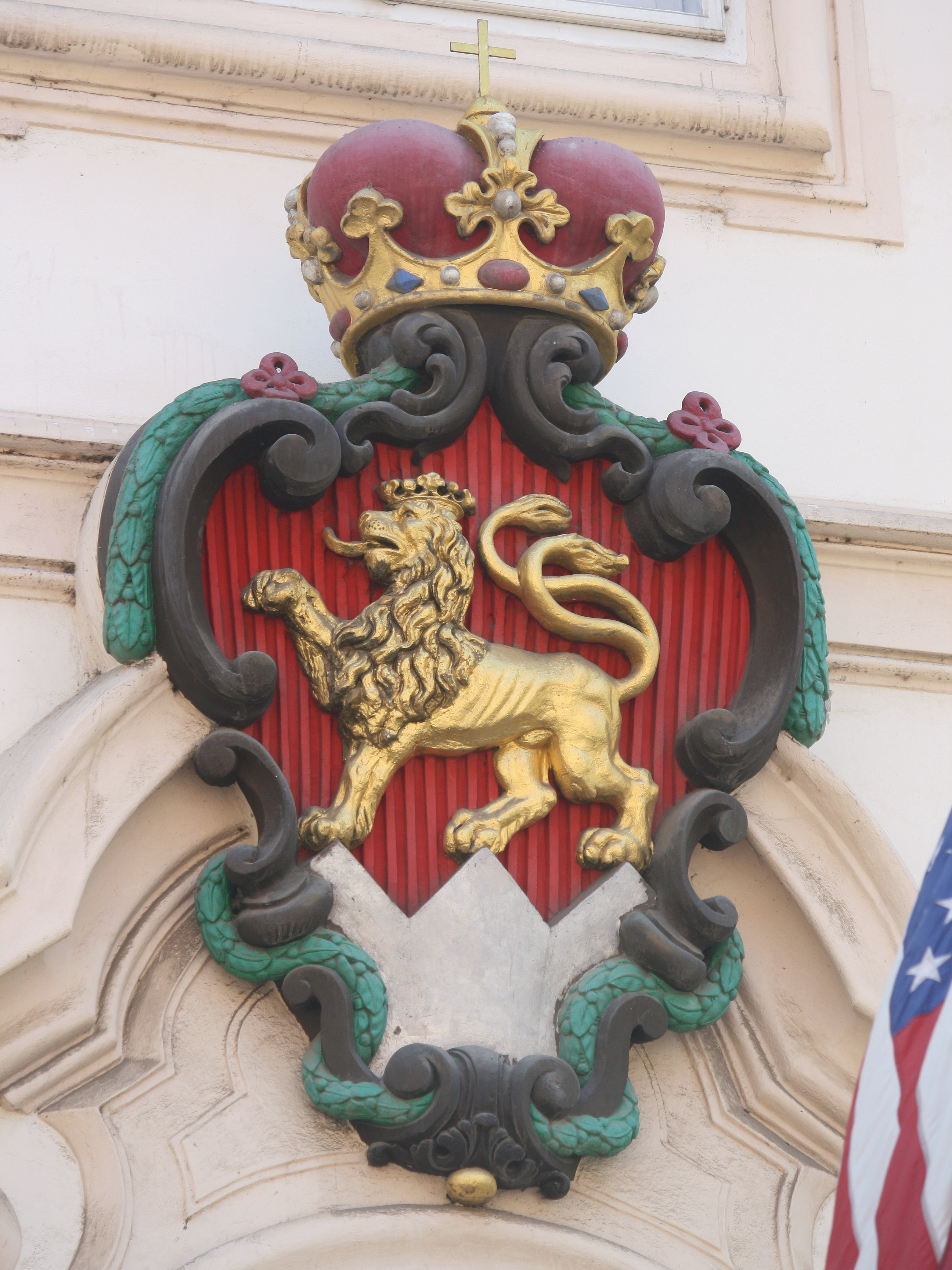
Escudo de armas del  Palacio de Schönborn (Praga)